# Erfurt

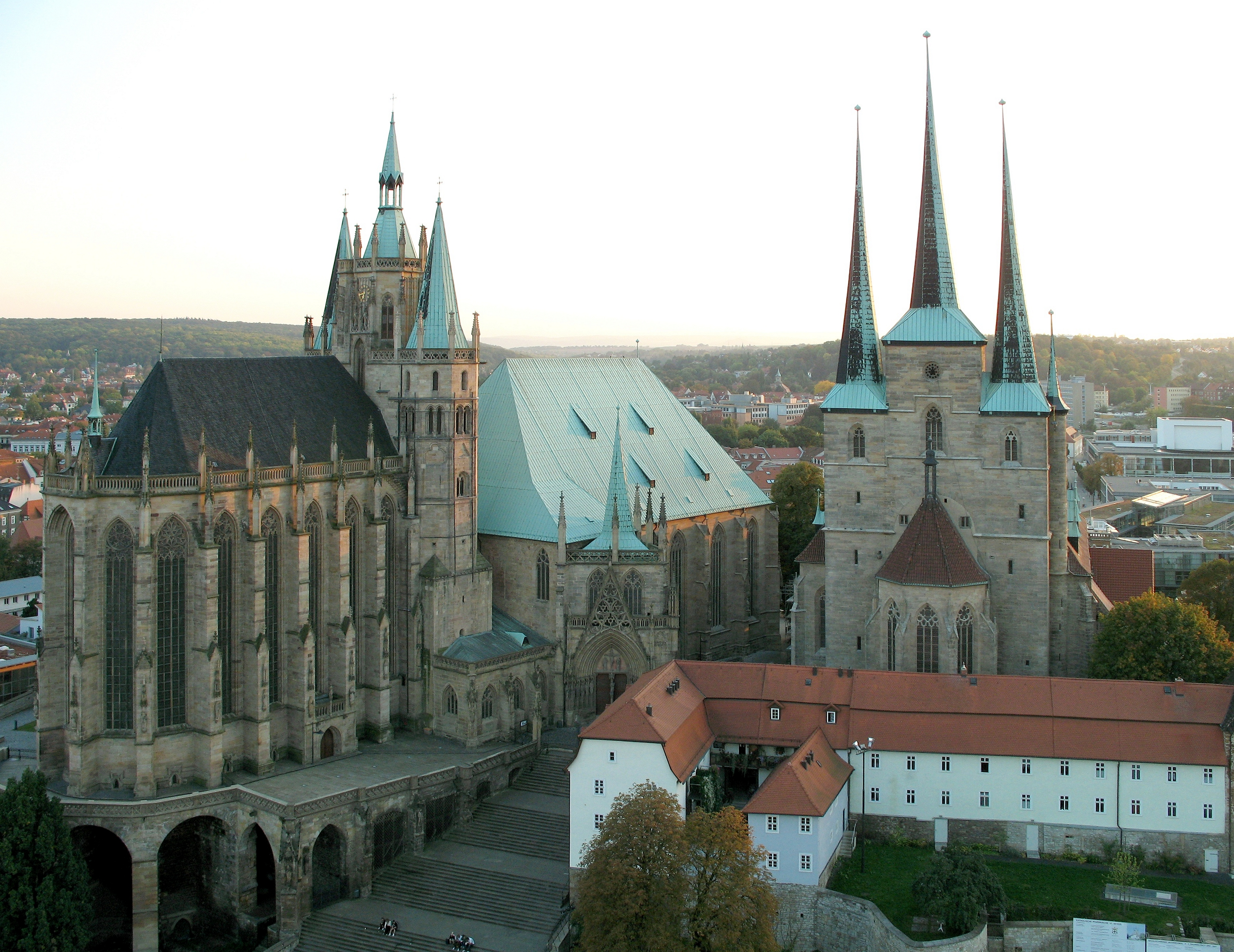
Erfurter Dom und Severikirche am Domplatz, Wahrzeichen von Erfurt

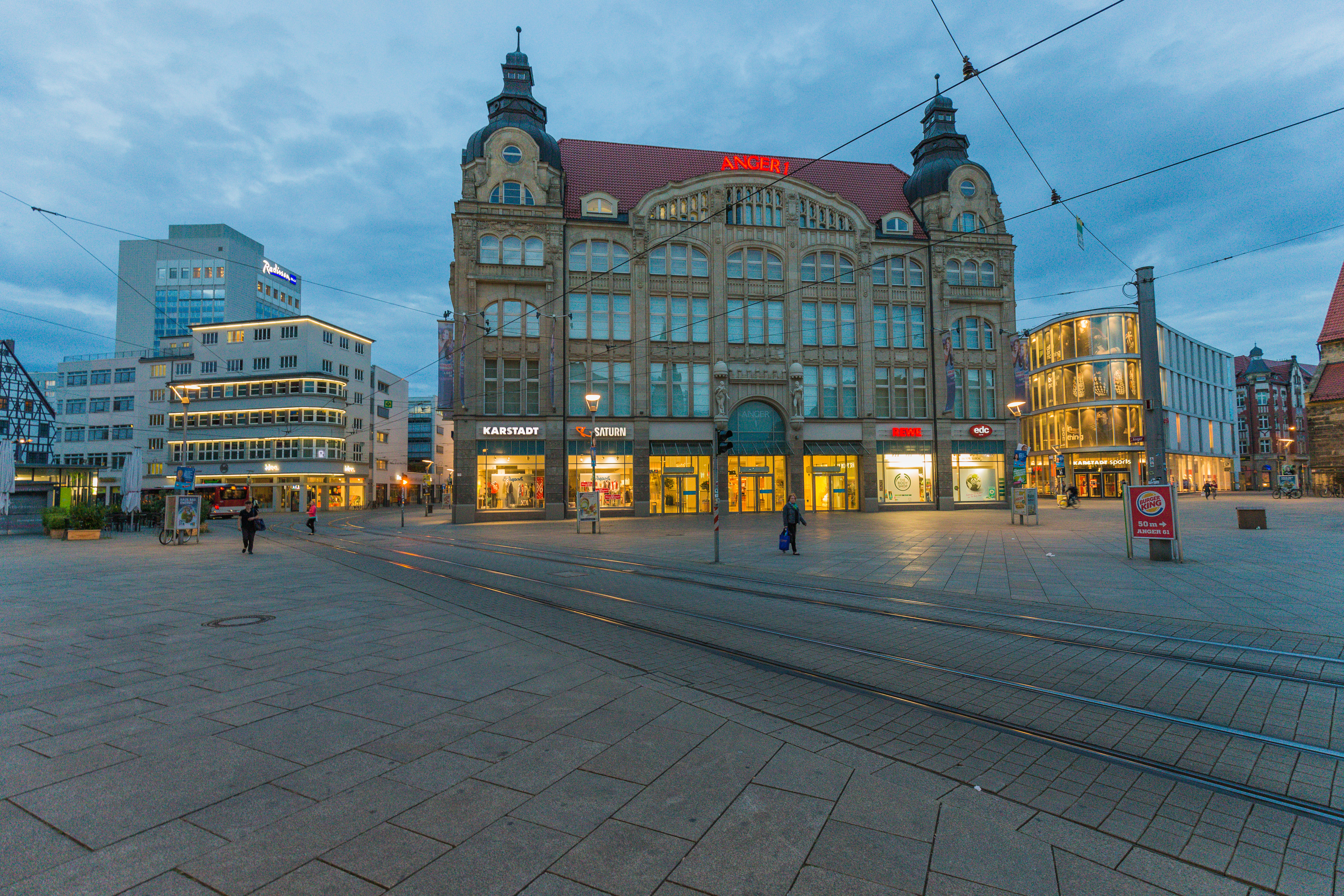
Anger, Hauptgeschäftsstraße, vorwiegend aus der Gründerzeit

Erfurt [ˈʔɛɐ̯.fʊɐ̯t] ist seit 1991 die Landeshauptstadt des Freistaates Thüringen. Sie ist mit rund 220.000 Einwohnern (Stand: Dezember 2023) die größte Stadt Thüringens und eines der Oberzentren des Landes. Wichtigste Institutionen neben den Landesbehörden sind das Bundesarbeitsgericht, die Universität und die Fachhochschule Erfurt, das katholische Bistum Erfurt, dessen Kathedrale der Erfurter Dom ist, sowie das Landeskirchenamt der Evangelischen Kirche in Mitteldeutschland. Neben der Krämerbrücke ist das einzigartige Ensemble von Dom und Severikirche eine der Hauptsehenswürdigkeiten der Stadt. Darüber hinaus besitzt die Stadt einen knapp drei Quadratkilometer großen mittelalterlich geprägten Altstadtkern mit etwa 25 Pfarrkirchen, der barocken Zitadelle Petersberg, der ältesten erhaltenen Synagoge in Mitteleuropa sowie zahlreichen Fachwerk- und anderen Bürgerhäusern.
Die Stadt liegt im weiten Tal der Gera im hügeligen, landwirtschaftlich intensiv genutzten südlichen Thüringer Becken.
Erfurt wurde 742 im Zusammenhang mit der Errichtung des Bistums Erfurt durch Bonifatius erstmals urkundlich erwähnt – schon damals als Großsiedlung. Bereits kurz danach entwickelte es sich zum Zentrum des Thüringer Raumes, wenngleich es lange Zeitabschnitte politisch nicht Teil des Landes war. Im Mittelalter hatte die Stadt ein hohes Maß an Autonomie. Das änderte sich mit der gewaltsamen Unterwerfung durch die Mainzer 1664. Im Jahr 1802 wurde Erfurt Teil Preußens und blieb es (mit Ausnahme der Zeit von 1806 bis 1814, als es als Fürstentum Erfurt direkt unter französischer Herrschaft stand) bis 1945. Die Universität wurde 1392 eröffnet, 1816 geschlossen und 1994 neu gegründet. Damit ist sie die dritte Universität, die in Deutschland eröffnet wurde, kann dank eines Gründungsprivilegs von 1379 aber auch als älteste gelten. Martin Luther war ihr bekanntester Student.
Die Wirtschaft der Stadt ist von Verwaltung und Dienstleistung geprägt. Außerdem ist Erfurt Standort verschiedener Unternehmen im Maschinen- und Anlagenbau sowie in der Mikroelektronik. Ferner hat sich auf Grund der niedrigen Lohnkosten und der zentralen Lage in Deutschland eine bedeutende Logistik-Branche etabliert. Erfurt ist nach Leipzig die Stadt mit der zweitgrößten Messe in den ostdeutschen Ländern. Mit ihrem Hauptbahnhof ist die Stadt wichtiger Eisenbahnknotenpunkt im Personenverkehr. Bekannt ist Erfurt auch für seinen Gartenbau (egapark, Deutsches Gartenbaumuseum, Bundesgartenschau 2021) und als Medienzentrum (Sitz des Kindersenders KiKA, mehrerer Radiostationen sowie Tageszeitungen).
Mit der Entscheidung des Welterbekomitees der UNESCO von September 2023 wurde das jüdisch-mittelalterliche Erbe der Stadt in die Welterbeliste aufgenommen. Es umfasst die Alte Synagoge, die mittelalterliche Mikwe sowie das Steinerne Haus.

## Geographie

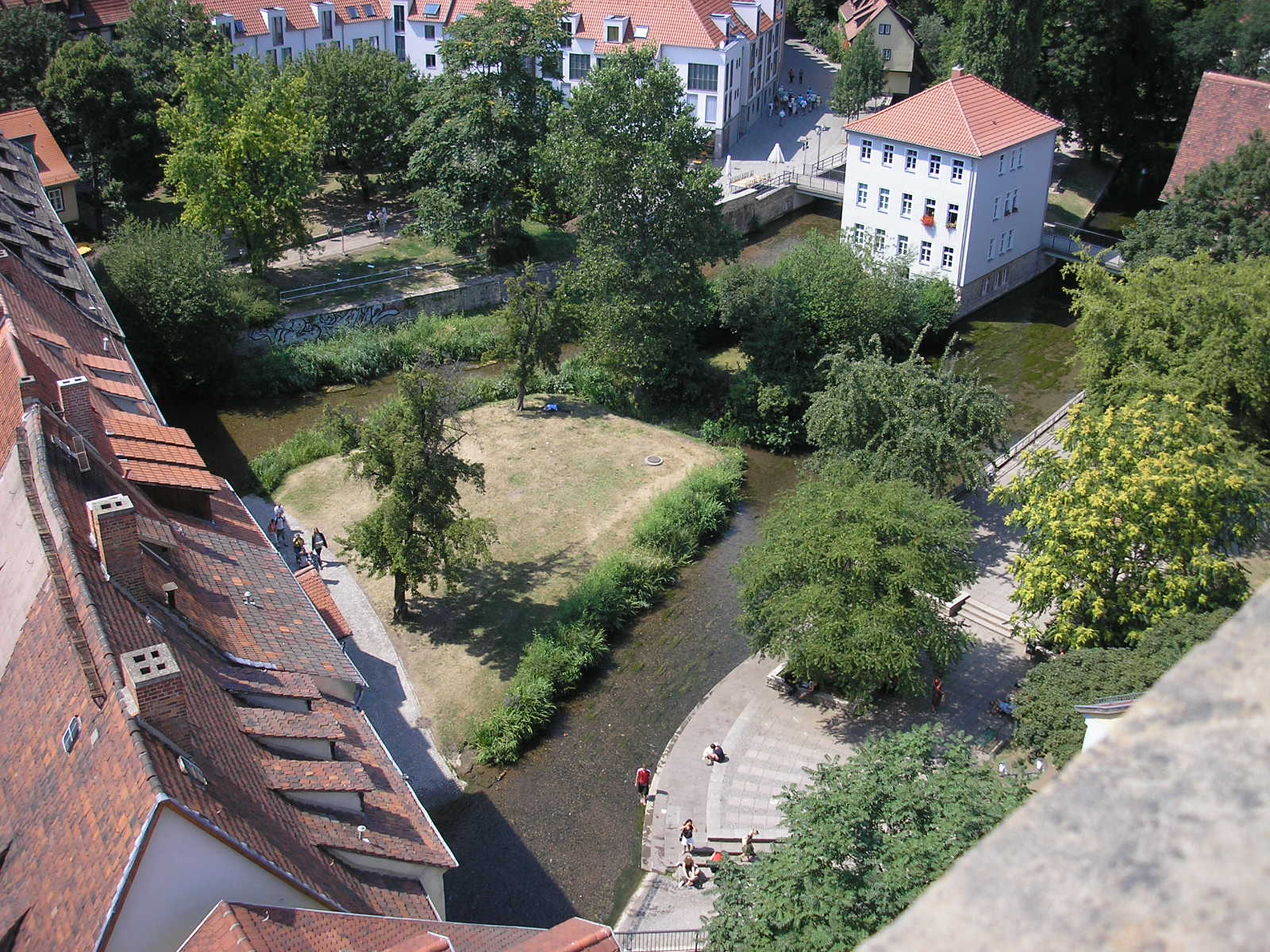
Die Gera fließt, verzweigt in mehrere Arme, durch Erfurt

Erfurt liegt am Südrand des Thüringer Beckens, im weiten Tal der Gera, eines Zuflusses der Unstrut. Im Süden wird das Stadtgebiet von den bewaldeten Höhen des Steigerwalds umgrenzt. Die größte Ausdehnung des Stadtgebiets beträgt von Nord nach Süd 21 km und von Ost nach West 22,4 km. Durch die Lage der Stadt im Übergang vom Thüringer Becken zum Vorland des Thüringer Waldes schwankt die Höhenlage im Stadtgebiet zwischen 158 m ü. NHN im Norden und 430 m ü. NHN im Südosten. Das Stadtgebiet wird zu verschiedenen Flüssen hin entwässert: die Nesse entwässert die westlichen Ortsteile zur Weser hin, während Gera und Gramme die Mitte und den Osten der Stadt zur Elbe hin entwässern.
Nachbarstädte sind Weimar im Osten, Gotha im Westen, Arnstadt im Süden und Sömmerda im Norden, jeweils etwa 20 Kilometer von Erfurt entfernt. Die nächsten Großstädte sind Leipzig (95 Kilometer nordöstlich), Halle (85 Kilometer nordöstlich), Jena (40 Kilometer östlich), Kassel (110 Kilometer nordwestlich), Göttingen (95 Kilometer nordwestlich), Frankfurt am Main (180 Kilometer südwestlich) und Nürnberg (160 Kilometer südlich, Entfernungen in Luftlinie). Da Erfurt nur etwa 50 Kilometer südöstlich des Mittelpunkts Deutschlands liegt, ist es die zentrale Großstadt des Landes. Die Stadt besitzt wie die meisten ostdeutschen Großstädte keinen besonders ausgeprägten Vorortgürtel und liegt auch nicht in einem Ballungsraum. Allerdings sind die Verflechtungen zu den großen Nachbarstädten Weimar und Jena in vielen Bereichen eng, was auch in verschiedenen Regionalkooperationen Ausdruck findet. Ein Begriff für Städte wie Erfurt, die kein Zentrum einer Metropolregion sind, aber mehr Funktionen als ein gewöhnliches Oberzentrum haben, ist Regiopole.
Die relativ dichte Bebauung der Innenstadt kann darauf zurückgeführt werden, dass in Erfurt im Zweiten Weltkrieg vergleichsweise wenige Gebäude zerstört wurden und diese Baulücken – im Gegensatz zu vielen anderen Großstädten – meist wieder bebaut wurden. Die Naherholungsgebiete befinden sich daher in Erfurt fast ausschließlich am Stadtrand, wie z. B. der Steigerwald, der Nordstrand oder der ega-Park. Neben dem Steigerwald gibt es zwei weitere Wälder im Stadtgebiet, den Willroder Forst im Südosten bei Windischholzhausen und die Wälder im Schaderoder Grund oberhalb von Tiefthal im Nordwesten. Die übrige unbebaute Fläche dient vor allem der Landwirtschaft, da auf den fruchtbaren Böden ertragreicher Ackerbau betrieben werden kann. Die einzigen größeren Wasserflächen sind die Erfurter Seen, eine Reihe gefluteter Kiesgruben bei Stotternheim im Norden der Stadt.

### Ausdehnung des Stadtgebietes
Bis zur Aufhebung der Festung Erfurt durch die preußische Regierung im Jahr 1873 lag das bebaute Stadtgebiet innerhalb der Stadtbefestigung aus dem 14. Jahrhundert. Die Stadtbefestigung umschloss Erfurt kreisförmig und hatte zahlreiche Tore, die den sich später außerhalb entwickelnden Vorstädten ihre Namen gaben. Zur Befestigungsanlage Erfurts gehörten außerdem noch die Zitadelle Petersberg und die Zitadelle Cyriaksburg sowie zwei Stadtgräben (die heute zugeschüttete Wilde Gera vor der inneren Mauer und der Flutgraben vor der äußeren Mauer). Der Mittelpunkt dieses „alten Erfurts“ war der Fischmarkt. Zwischen 1873 und 1918 bildete sich um die Altstadt ein lückenloser Gürtel aus Gründerzeitvierteln, wobei die bürgerlichen Viertel die Löber- und die Brühlervorstadt im Südwesten und die Arbeiterviertel die Krämpfer- und die Johannesvorstadt im Nordosten waren. Daberstedt und die Andreasvorstadt waren teils bürgerlich, teils von Arbeitern geprägt. Dieser Ring aus Altbauten im preußischen Stil ist noch heute vollständig erhalten, was in Deutschland relativ selten vorkommt. Außerdem wuchs im Norden der Stadt der größte Vorort: Ilversgehofen mit über 12.000 Einwohnern (1910), der 1911 eingemeindet wurde. In der Zeit bis 1945 entstanden im Norden und Südosten weitere Wohnviertel, so dass aus der runden Stadt eine „langgezogene“ wurde.

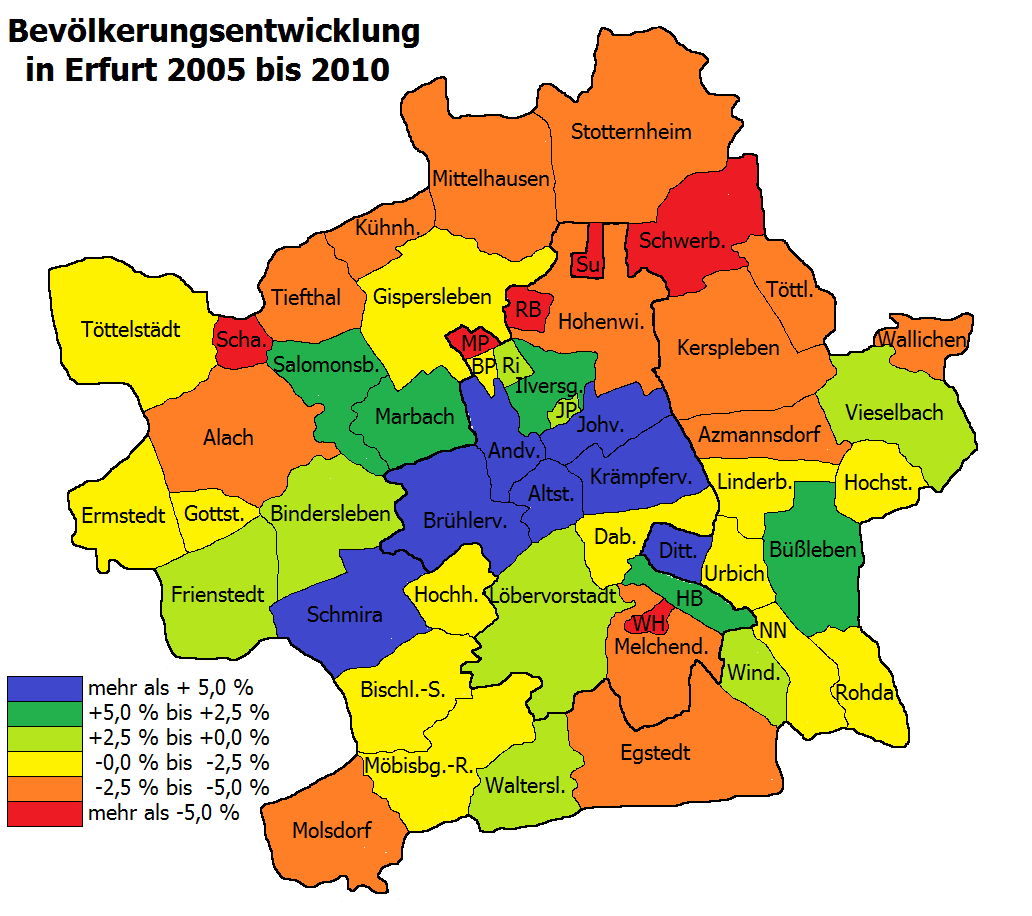
Zwischen 2005 und 2010 fand kaum noch Suburbanisierung statt, stattdessen wuchs die Bevölkerung im Zentrum wieder stark an

Zu DDR-Zeiten wuchs die Stadt zunächst nach Norden, wo ab 1969 das Wohngebiet Erfurt-Nord, bestehend aus dem Rieth, dem Berliner Platz, dem Moskauer Platz und dem Roten Berg errichtet wurde. Ab 1979 entstand Erfurt-Südost, bestehend aus dem Herrenberg, dem Wiesenhügel und Melchendorf mit den Plattenbaugebieten Drosselberg und Buchenberg. Nach der Wende entstanden auf dem Ringelberg und in den umliegenden Dörfern, die 1950 und 1994 eingemeindet worden waren, neue Siedlungen aus Einfamilien- und Reihenhäusern. In den Plattenbaugebieten wurde ab 1990 ein Abwanderungstrend in die Innenstadt, umliegende Dörfer oder die alten Bundesländer spürbar, so dass in diesen Stadtteilen bereits mehrere Plattenbauten abgerissen wurden. An diesen Stellen entstanden neue Grünflächen.

### Nachbargemeinden
Folgende Gemeinden grenzen an die Stadt Erfurt. Im Uhrzeigersinn, beginnend im Osten, sind das:
- im Landkreis Weimarer Land: Grammetal sowie Klettbach (Letztere gehört zur Verwaltungsgemeinschaft Kranichfeld)
- im Ilm-Kreis: Amt Wachsenburg
- im Landkreis Gotha: Nesse-Apfelstädt sowie Nottleben, Zimmernsupra und Bienstädt (Verwaltungsgemeinschaft Nesseaue)
- im Landkreis Sömmerda: Witterda (erfüllende Gemeinde ist Elxleben), Elxleben, Walschleben (Verwaltungsgemeinschaft Gera-Aue), Riethnordhausen (Verwaltungsgemeinschaft Straußfurt) sowie Nöda, Alperstedt, Großrudestedt, Udestedt, Kleinmölsen und Großmölsen (alle Verwaltungsgemeinschaft Gramme-Vippach)

### Stadtgliederung und Bevölkerungsverteilung

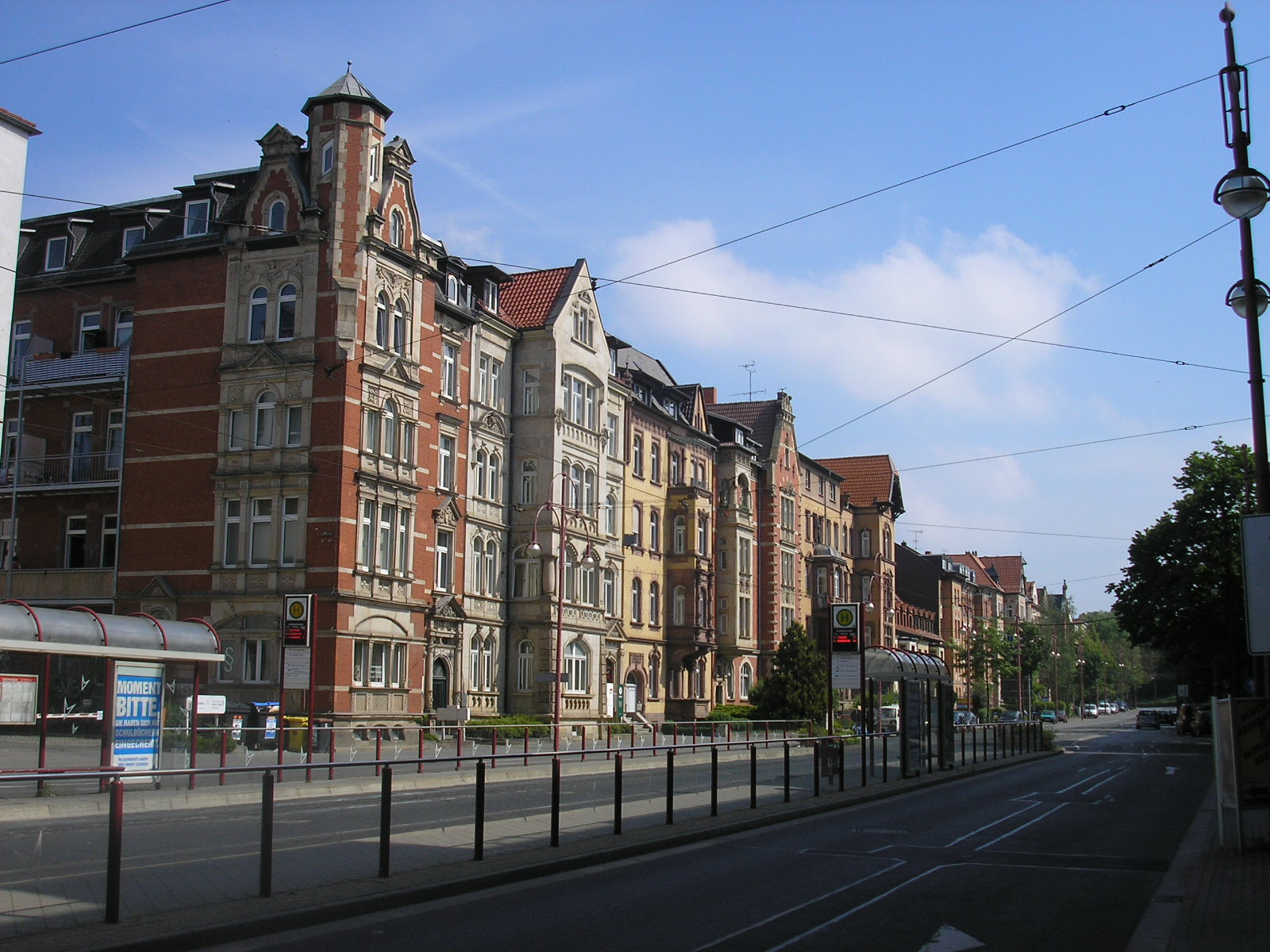
Städtisches Siedlungsgebiet: die Schillerstraße im Süden Erfurts

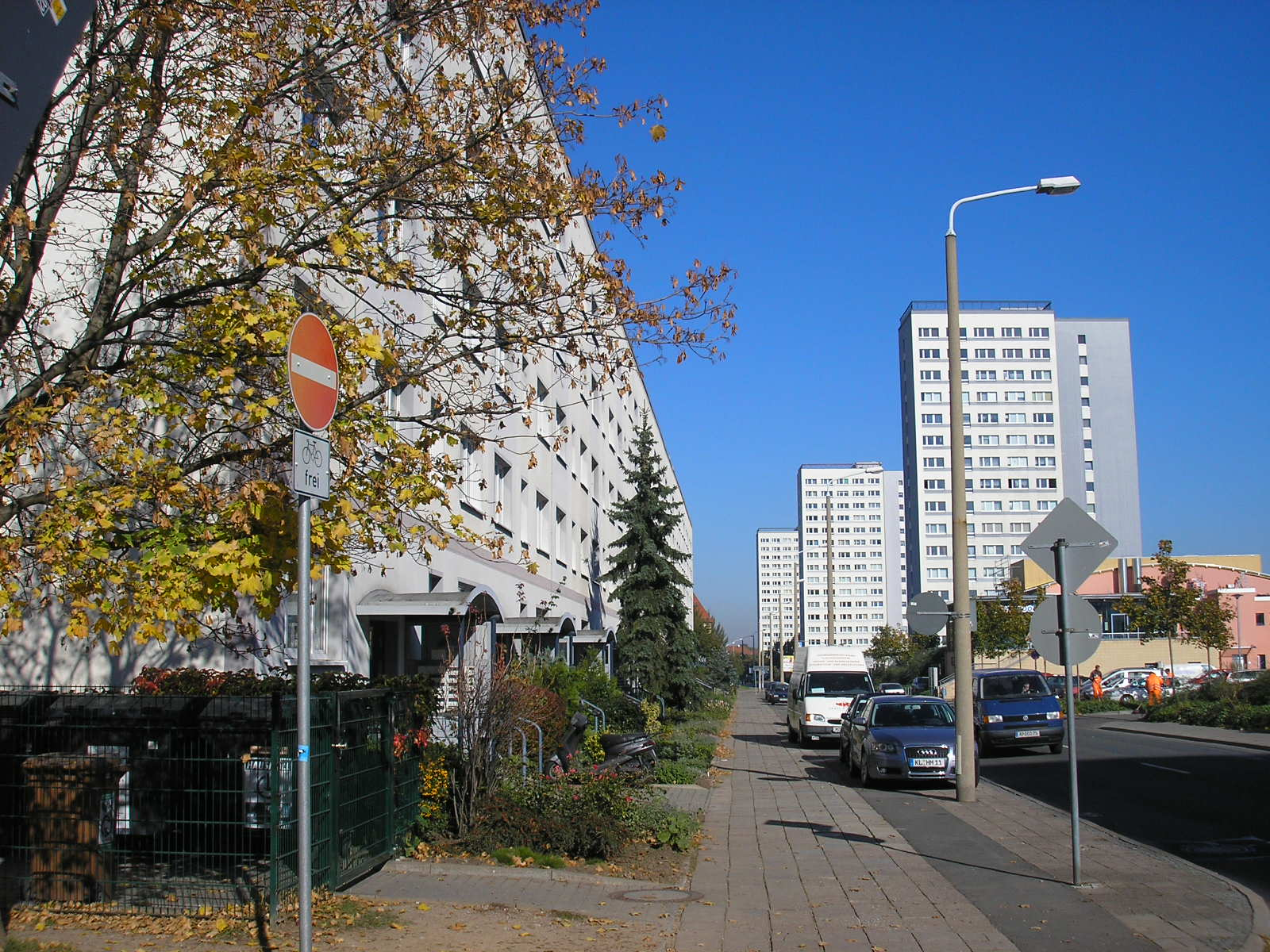
Plattenbau-Struktur in der Friedrich-Engels-Straße im Norden der Stadt

Das Stadtgebiet Erfurts gliedert sich in 53 Stadtteile. 44 davon bilden zugleich einen Ortsteil im Sinne des § 45 der Thüringer Kommunalordnung. Die Ortsteile wurden durch die Hauptsatzung der Stadt Erfurt eingerichtet. Dabei handelt es sich überwiegend um räumlich getrennte Dörfer, die ehemals selbständige Gemeinden waren. Für 38 Ortsteile gibt es jeweils einen Ortsteilrat, der an einer Bürgerversammlung gewählt wird und abhängig von der Einwohnerzahl zwischen vier und zehn Mitglieder hat. Jeweils drei Ortsteile bilden mit benachbarten Ortsteilen einen gemeinsamen Ortsteilrat, unter dem Vorsitz eines ebenfalls gewählten Ortsteilbürgermeisters. Die Ortsteilräte sind zu allen den Ortsteil betreffenden Angelegenheiten zu hören und können in eigener Zuständigkeit über Angelegenheiten entscheiden, deren Bedeutung nicht wesentlich über den Ortsteil hinausgeht.
Die Erfurter Bevölkerung verteilt sich grob gesehen auf drei Siedlungstypen: (alt-)städtische Stadtteile, Plattenbaugebiete und Dörfer (alle eingemeindeten Ortschaften mit Ausnahme Melchendorfs und Ilversgehofens). 2010 lebten in städtischen Teilen 51,9 %, in Plattenbaugebieten 26,5 % und in den Dörfern 21,4 % der Bevölkerung. 1990 lebten 48 % der Einwohner in städtischen Teilen, 40 % in Plattenbaugebieten und 12 % in Dörfern (die Eingemeindungen von 1994 sind hier bereits berücksichtigt). In den meisten städtischen Stadtteilen sind allerdings zwei völlig unterschiedliche Siedlungstypen vereint: An die Altstadt angrenzend dicht bebaute Viertel aus Mietshäusern (entstanden zwischen 1873 und 1940; die Bevölkerungsdichte dieser Gebiete liegt bei rund 15.000 Einwohnern je Quadratkilometer) sowie Altneubauten (etwa 1950 bis 1970), auf der anderen Seite etwas weiter stadtauswärts aber auch Einfamilienhaussiedlungen (entstanden ab etwa 1920) mit geringer Bevölkerungsdichte. Insgesamt ist Erfurt aber im Vergleich zu anderen deutschen Städten gleicher Größe sehr kompakt aufgebaut. So konzentriert sich die Mehrheit der Bevölkerung in der Altstadt und dem unmittelbar angrenzenden Gründerzeitgürtel aus Mietshäusern. Diese Konzentration hin zur Stadtmitte nahm seit 2000 deutlich zu. Zum einen ebbte die durch die Wiedervereinigung ausgelöste Suburbanisierungswelle ab, zum anderen schritten die innerstädtischen Sanierungsmaßnahmen voran, und zum dritten schrumpfen die peripheren Plattenbaugebiete kontinuierlich. Auf der anderen Seite ist das zur Stadt Erfurt gehörige Gebiet sehr groß, weshalb die Bevölkerungsdichte bezogen auf die gesamte Stadtfläche nach Wolfsburg und Salzgitter die drittgeringste unter den deutschen Großstädten ist. Der weitläufige ländliche Einzugsbereich Erfurts hat eine gewisse Tradition, so baute der städtische Rat bereits im Mittelalter einen umfangreichen kommunalen Landbesitz auf, sodass die meisten heutigen Ortsteile schon die längste Zeit ihrer Geschichte (mit Unterbrechung im 19. und 20. Jahrhundert) dem Erfurter Rat unterstanden. In Erfurt gibt es acht Wohnungsbaugenossenschaften, die einen vergleichsweise hohen Anteil des Wohnungsbestands besitzen. Demgegenüber ist der Anteil von Einfamilienhäusern niedrig. Im eigentlichen Stadtgebiet ohne die eingemeindeten Dörfer befanden sich 2009 von 91.011 Wohnungen 5784 (knapp 6,4 %) in Einfamilienhäusern, während es im Bundesdurchschnitt etwa 28,3 % waren. Der Anteil ausländischer Bevölkerung lag 2015 bei 6,1 % (2012 bei 3,8 %) mit Osteuropa, Zentralasien und Vietnam als Hauptherkunftsregionen.
Die Stadtmorphologie Erfurts führt zu einer sehr hohen sozialen Segregation zwischen den Wohngebieten. So findet sich der günstige Wohnraum im Plattenbau, der in Erfurt (anders als beispielsweise in Dresden oder Magdeburg) fast ausschließlich getrennt von anderen Bauformen und in räumlicher Konzentration an der Peripherie entstand und dadurch im Vergleich zum Altbau in Zentrumsnähe kaum attraktiv ausfällt. Eine Studie von 2018 ergab einen Segregationsindex von 38,9 bezogen auf Haushalte, die im Jahr 2014 auf Arbeitslosengeld II angewiesen waren. Damit nahm Erfurt gemeinsam mit Rostock, Erlangen und Potsdam die Spitzenposition unter den deutschen Großstädten ein, wobei der Durchschnitt aller Großstädte bei 26,6 lag. Die soziale Entmischung der Stadt nimmt weiterhin zu, so sank der Anteil der Haushalte, die auf Sozialleistungen angewiesen waren, von 2005 bis 2014 in altstädtischen Stadtteilen von 19,6 % auf 12,4 %, in den Plattenbaustadtteilen hingegen von 31 % auf 30,2 %. Auch die Segregation reicher Haushalte ist vergleichsweise hoch, diese konzentrieren sich in wenigen Wohnlagen der Stadtteile Brühlervorstadt und Löbervorstadt sowie im gehobenen Neubau in Lücken der Altstadt.

### Klima
Das Klima Erfurts wird geprägt durch seine Lage am Südrand des Thüringer Beckens und der dieses umgebenden Mittelgebirge Harz und Thüringer Wald. Durch die Leewirkung dieser teilweise über 1000 Meter hohen Gebirge ergibt sich ein für Mitteleuropa recht trockenes Klima. Während die relativ flachen Gebiete des Stadtzentrums und der nördlichen Teile der Stadt ein recht gleichmäßiges Klima haben, ergeben sich auf Grund der Höhenzüge Fahner Höhe und Steigerwald, die den Stadtkern um etwa 150 Meter überragen, in den südlichen Ortsteilen wie Bischleben oder Molsdorf lokale klimatische Besonderheiten.
Die Jahresdurchschnittstemperatur betrug in den Jahren 1961 bis 1990 in Erfurt 7,9 °C, wobei im Januar die mittlere Tageshöchsttemperatur bei +2 °C und die mittlere Tiefsttemperatur bei −2 °C liegt. Im Juli beträgt die mittlere Höchsttemperatur 24 °C und die mittlere Tiefsttemperatur 14 °C. Die durchschnittliche jährliche Niederschlagsmenge betrug im genannten Zeitraum 500 mm, womit Erfurt gemeinsam mit Halle und Magdeburg zu den trockensten Großstädten Deutschlands gehört. Die Niederschlagssumme fällt in das untere Zwanzigstel der in Deutschland erfassten Werte. An nur einem Prozent der Messstationen des Deutschen Wetterdienstes werden niedrigere Werte registriert. Der trockenste Monat ist der Januar, die meisten Niederschläge fallen im Juni. Im Juni fallen 2,7 mal mehr Niederschläge als im Januar, womit die Niederschläge stark variieren. An 68 % der Messstationen werden niedrigere jahreszeitliche Schwankungen registriert. Die Zahl der jährlichen Sonnenstunden beträgt etwa 1600 und liegt, bedingt durch die Wärmeentwicklung der Stadt, etwa 50 Stunden über den Werten der unmittelbaren Umgebung. Die durchschnittliche Windgeschwindigkeit ist im Winter etwa 6 m/s, im Sommer geht sie auf 4 m/s zurück. Die Hauptwindrichtung ist Südwest. Die Werte stammen von der Erfurter Wetterstation im Ortsteil Bindersleben auf einer Höhe von 315 m ü. NN, sie soll repräsentativ für den Naturraum Thüringer Becken sein.
|                       | Jan  | Feb  | Mär  | Apr  | Mai  | Jun  | Jul  | Aug  | Sep  | Okt  | Nov  | Dez  |   |       |
| Mittl. Tagesmax. (°C) | 2,2  | 3,2  | 7,8  | 12,2 | 17,5 | 20,1 | 22,5 | 22,7 | 18,3 | 12,7 | 6,4  | 3,4  | ⌀ | 12,5  |
| Mittl. Tagesmin. (°C) | −3,1 | −2,9 | 0,3  | 2,8  | 7,1  | 10,2 | 12,1 | 12,0 | 9,1  | 5,1  | 0,9  | −1,5 | ⌀ | 4,4   |
|                       |      |      |      |      |      |      |      |      |      |      |      |      |   |       |
| Niederschlag (mm)     | 24,7 | 23,8 | 35,5 | 40,3 | 54,8 | 60,8 | 62,5 | 52,8 | 40,5 | 36,8 | 37,5 | 31,5 | Σ | 501,5 |
|                       |      |      |      |      |      |      |      |      |      |      |      |      |   |       |
| Sonnenstunden (h/d)   | 1,6  | 2,3  | 3,6  | 4,9  | 6,6  | 6,6  | 7,0  | 6,6  | 5,0  | 3,7  | 1,9  | 1,3  | ⌀ | 4,3   |
|                       |      |      |      |      |      |      |      |      |      |      |      |      |   |       |
| Regentage (d)         | 7,0  | 6,7  | 8,3  | 7,9  | 8,5  | 10,0 | 8,7  | 8,3  | 7,4  | 6,9  | 7,8  | 7,6  | Σ | 95,1  |
|                       |      |      |      |      |      |      |      |      |      |      |      |      |   |       |
| Luftfeuchtigkeit (%)  | 86   | 85   | 80   | 74   | 73   | 74   | 72   | 73   | 78   | 80   | 84   | 87   | ⌀ | 78,8  |

| −3,1 |

| −2,9 |

| 0,3 |

| 2,8 |

| 7,1 |

| 10,2 |

| 12,1 |

| 12,0 |

| 9,1 |

| 5,1 |

| 0,9 |

| −1,5 |

| −3,1 |

| −2,9 |

| 0,3 |

| 2,8 |

| 7,1 |

| 10,2 |

| 12,1 |

| 12,0 |

| 9,1 |

| 5,1 |

| 0,9 |

| −1,5 |

## Geschichte

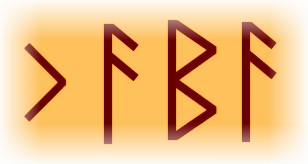
Runeninschrift kaba
(Kamm von Frienstedt)

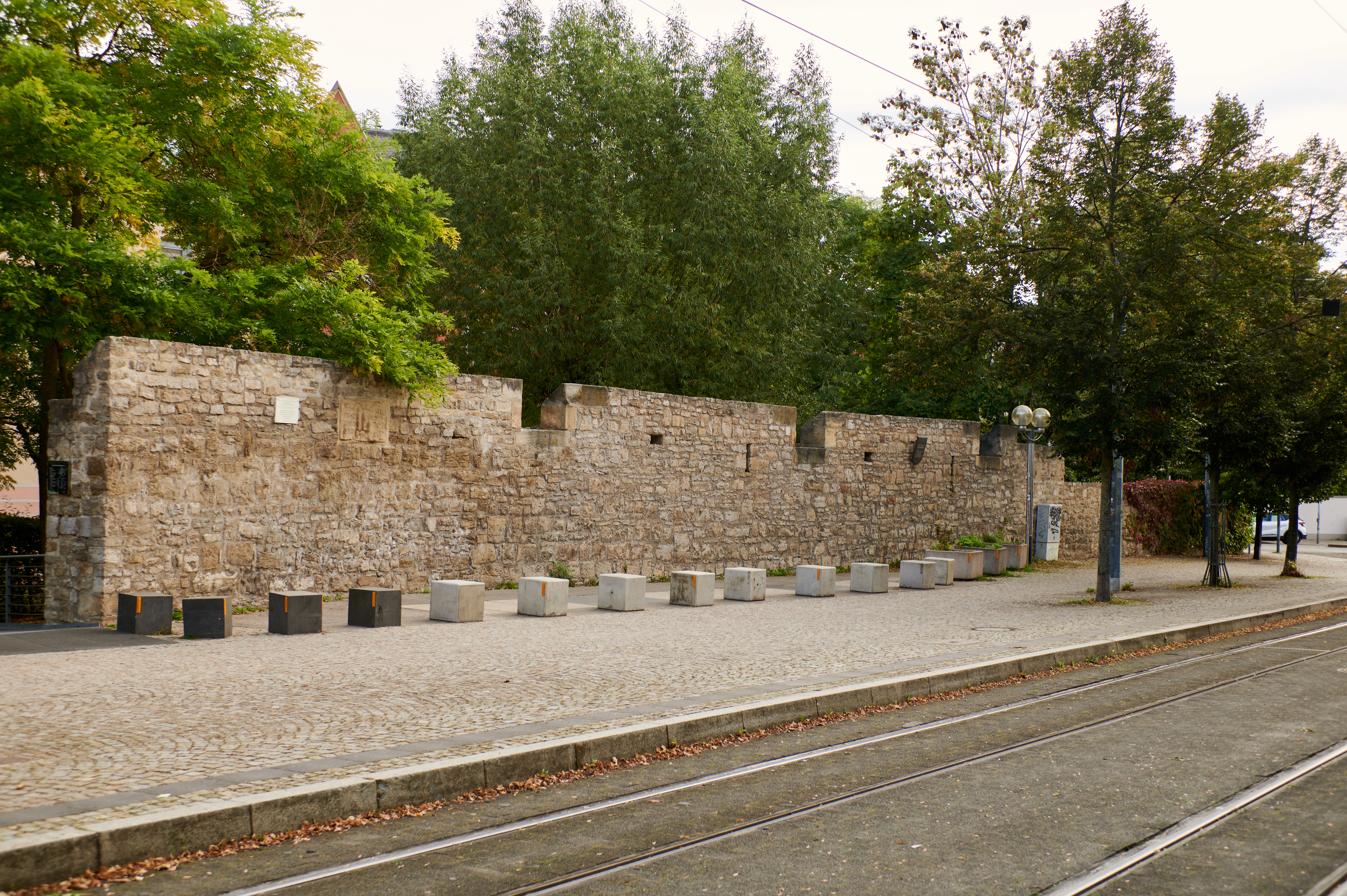
Rest der inneren Stadtmauer aus dem 11. Jahrhundert am Brühler Garten

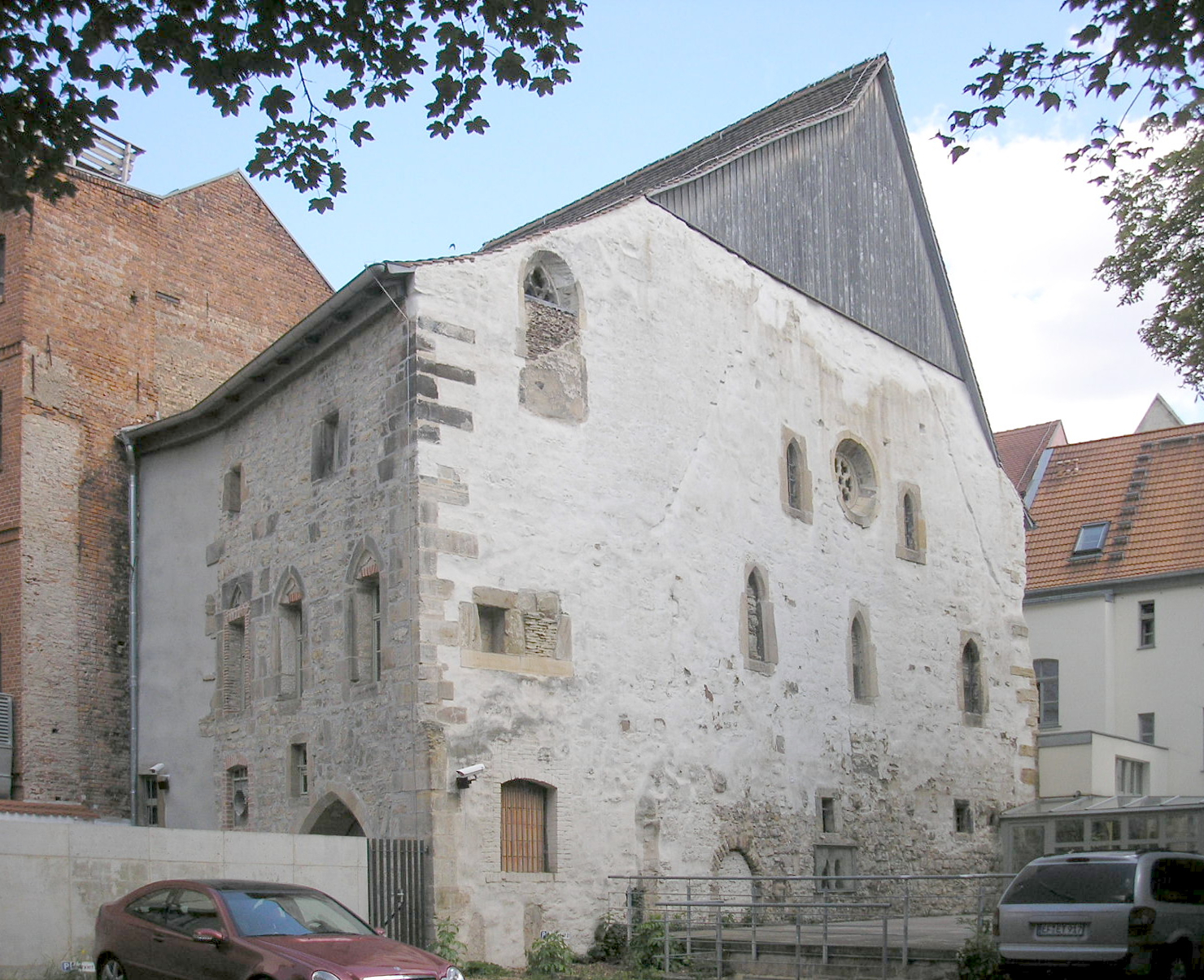
Die Alte Synagoge wurde ab 1094 errichtet und ist die älteste erhaltene Synagoge Mitteleuropas

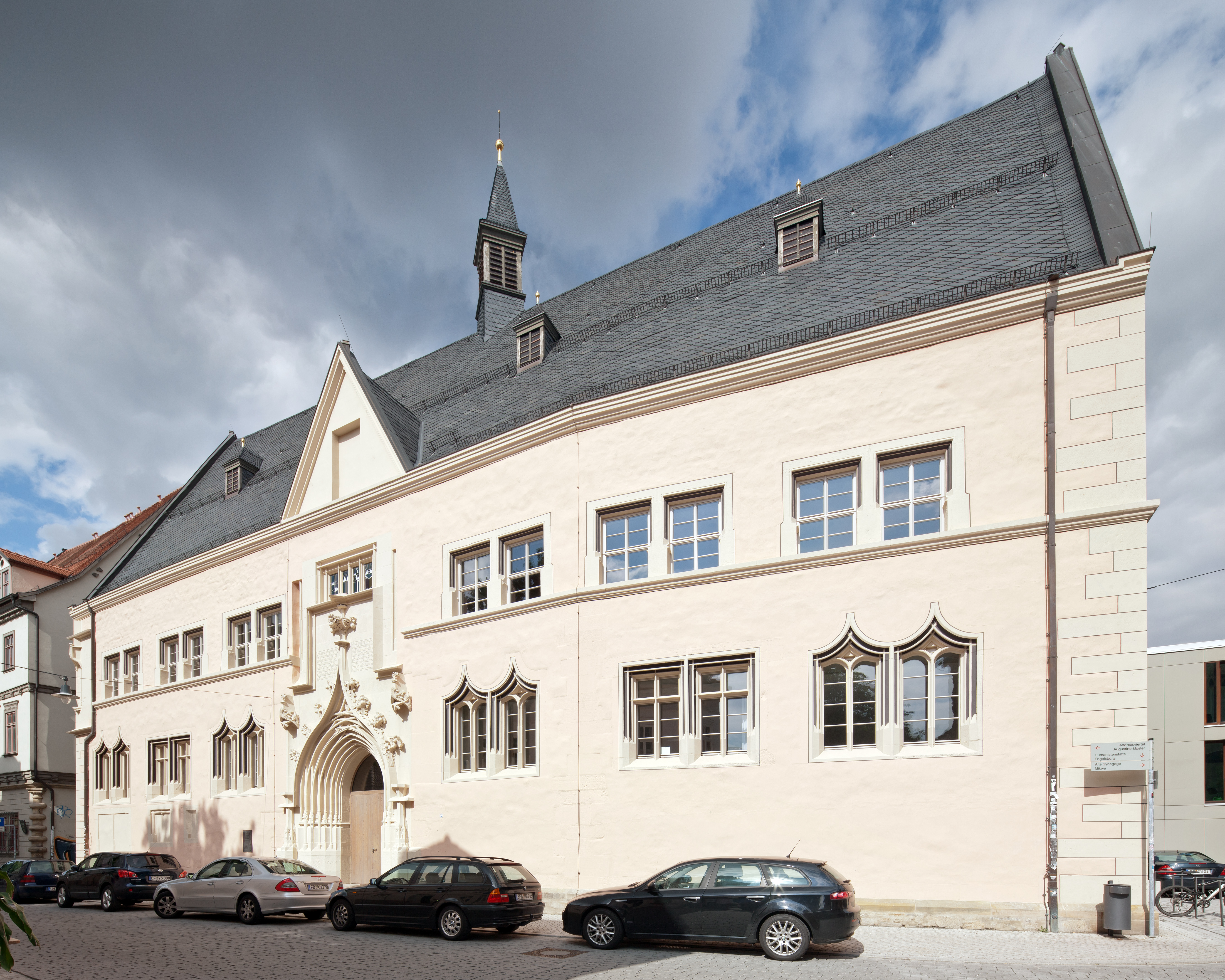
Das Collegium Maius, ehemaliger Sitz der 1392 gegründeten Universität

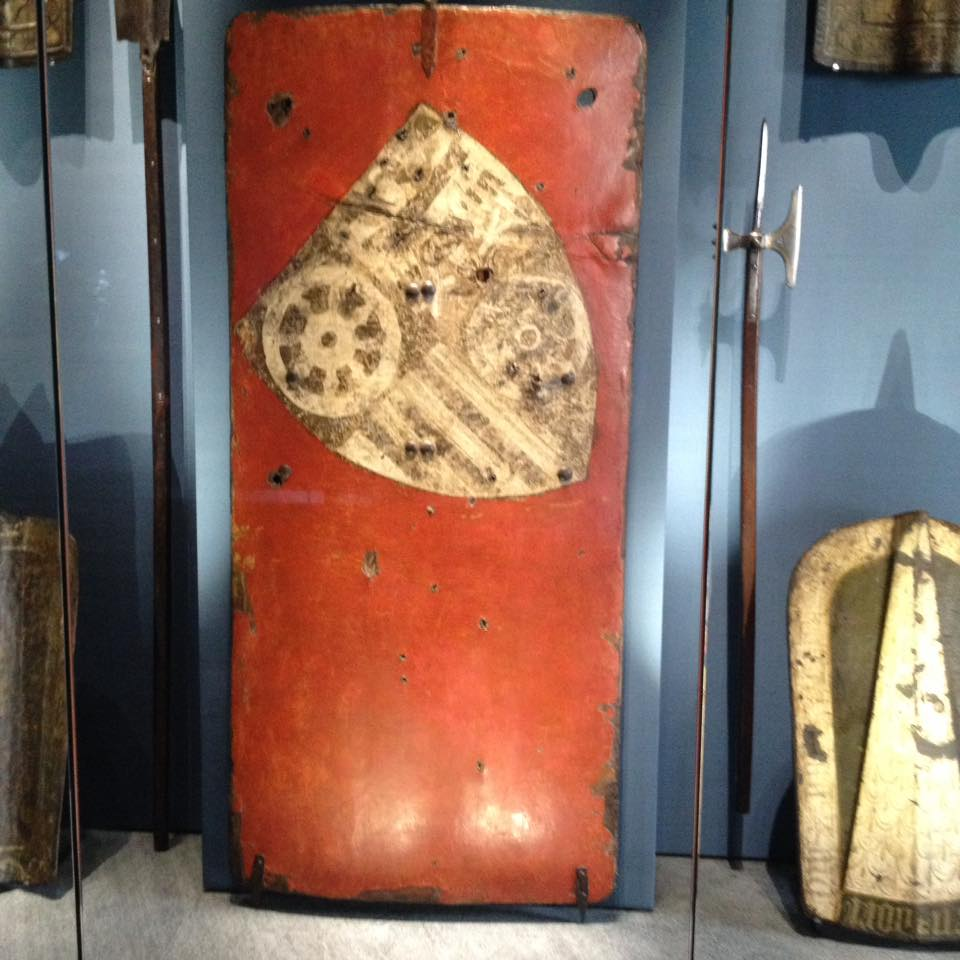
Pavese des Erfurter Rathauses von 1385. Das damals vierteilige Stadtwappen zeigt oben rechts (aus Sicht des Schildträgers) das Erfurter Rad, im Feld daneben den Adler der 1324 eingegliederten Grafschaft Vieselbach, darunter das Zeichen der Herrschaft Kapellendorf (1352) und unten rechts die vier Pfähle der Herrschaft Großvargula (1385). Der Schild gelangte 1918 als Geschenk des Städtischen Museums Erfurt in die Rüstkammer des Residenzschlosses Dresden.

### Frühgeschichte
Spuren erster Besiedlung im jetzigen Stadtgebiet finden sich bereits aus vorgeschichtlicher Zeit. So zeugen archäologische Funde im Norden Erfurts von menschlichen Spuren aus der Altsteinzeit um 100.000 v. Chr. Weitere Funde in der Grube von Erfurt-Melchendorf belegen eine Besiedelung in der Jungsteinzeit.
Westlich von Erfurt existierte in den Jahrhunderten n. Chr. eine große germanische Siedlung, die im Jahr 2000 beim Bau der Bundesautobahn 71 angeschnitten und von 2001 bis 2003 etwa zur Hälfte ausgegraben wurde (Erfurt-Frienstedt). Für 480 ist der germanische Sammelverband der Thüringer (Thuringi) aus Hermunduren, Angeln und Warnen im Erfurter Gebiet bisher durch Überlieferungen belegt, ohne dass für das 4. bis 10. Jahrhundert archäologische Funde nachgewiesen werden konnten. An kaiserzeitlichen Funden fanden sich hingegen knapp 200 Münzen, die bis in das 3. Jahrhundert reichen, dazu 150 römische Keramikfragmente und mehr als 200 Fibeln. Hinzu kommen elf Körpergräber der Haßleben-Leuna-Gruppe.
In der genannten germanischen Siedlung, dem Fundplatz Frienstedt bei Erfurt, wurde auf einem Kamm aus einem Opferschacht das älteste in Mitteldeutschland entdeckte, in Runenschrift geschriebene germanische Wort gefunden: „kaba“ (gesprochen: kamba; Kamm).

### Mittelalter
Die älteste bekannte urkundliche Erwähnung von Erfurt findet sich in einem Brief des Bonifatius anno 742 als Missionserzbischof an Papst Zacharias II., in dem Bonifatius den Papst um die Bestätigung der von ihm geweihten Bischöfe und eingerichteten Bistumssitze bittet, nämlich „… den dritten in dem Ort (in loco), welcher ‚Erphesfurt‘ heißt, der schon vor Zeiten eine befestigte Siedlung (urbs) heidnischer Bauern gewesen ist…“ Die Gera, an der Erfurt entstand, hieß ursprünglich Erfes (auch Erphes, Erfis oder Erphis).
Das somit gegründete Bistum Erfurt wurde bereits 755, nachdem Bonifatius im Jahr 754 bei Dokkum von den Friesen erschlagen worden war, mit dem von Mainz vereinigt. Die Gründe dafür sind unklar, möglicherweise spielte die Grenznähe zu den Sachsen und Slawen eine Rolle. Spätestens mit der Bistumsgründung muss auch eine Bischofskirche vorhanden gewesen sein, und es ist anzunehmen, dass diese eine Vorläuferkirche des heutigen Domes auf dem Domberg war. Im Jahr 805 erklärte Karl der Große Erfurt zu einem der Grenzhandelsplätze, unweit der Grenze des damaligen Frankenreiches. Erfurt hatte unter den Karolingern und Ottonen eine Königspfalz, die auf dem heutigen Petersberg als sicher angenommen wird. Im 10. Jahrhundert kam Erfurt unter die weltliche Herrschaft der Mainzer Erzbischöfe, die bis zum Reichsdeputationshauptschluss im Jahr 1803 andauerte.
1184 kam es zum Erfurter Latrinensturz.
In Erfurt haben sich herausragende Zeugnisse jüdischer Kultur des hohen und späten Mittelalters erhalten. Dazu zählen die Alte Synagoge, deren Bau 1094 begann, womit sie die älteste erhaltene Synagoge Europas ist. Auch die benachbarte, aus dem 13. Jahrhundert stammende Mikwe zählt zu den ältesten in Europa. 1998 wurde bei Ausgrabungen in der Michaelisstraße ein jüdischer Schatz gefunden, dessen Inhalt zu den bedeutendsten Zeugnissen jüdisch-mittelalterlicher Kultur in Europa zählt. Mit einem Pestpogrom im Jahr 1349 nahm die erste jüdische Gemeinde ein jähes Ende. Ab 1354 entstand eine zweite jüdische Gemeinde, bis der Erfurter Rat 1453/1454 den Juden den Schutz entzog und sie zur Abwanderung zwang. Erst im 19. Jahrhundert siedelten sich wieder Juden in der Stadt an.
Etappenort der „Brabanter Straße“
Erfurt war im Mittelalter Etappenort der einst bedeutenden Ost-West Fernhandels- und Messestraße, die von Leipzig über Köln ins Herzogtum Brabant bis Antwerpen führte, daher auch Brabanter Straße genannt.
Mit etwa 18.000 bis 20.000 Einwohnern entwickelte sich die Stadt im 14. und 15. Jahrhundert zu einer mittelalterlichen Großstadt, die an Größe nur von Köln, Nürnberg und Magdeburg übertroffen wurde. Erfurt erreichte damit den Gipfel seiner wirtschaftlichen, politischen und geistig-kulturellen Entwicklung im Mittelalter und wurde der Mittelpunkt des Handels im mittleren Heiligen Römischen Reich. Dazu gehörte auch die bereits im 13. Jahrhundert einsetzende Entwicklung Erfurts zu einem der größten Waidmärkte des Reiches. 1331 erhielt Erfurt das Messeprivileg von Kaiser Ludwig IV.
Bereits im 13. Jahrhundert war die Stadt zu einem Bildungszentrum von weit ausstrahlender Bedeutung herangewachsen. Keine andere Stadt in Deutschland hatte in der zweiten Hälfte des 13. Jahrhunderts mehr Studenten. In der ersten Hälfte des 14. Jahrhunderts entwickelte sich das Erfurter Studium generale zur bedeutendsten Bildungsanstalt im Römisch-Deutschen Reich. 1392 öffnete die Stadt – und nicht der Erzbischof – die dritte Universität auf deutschem Boden, die mit ihrem Gründungsprivileg von 1379 auch als älteste gelten kann.
1463 grassierte die Pest in Thüringen, allein in Erfurt starben 28.000 Menschen.

### Frühe Neuzeit

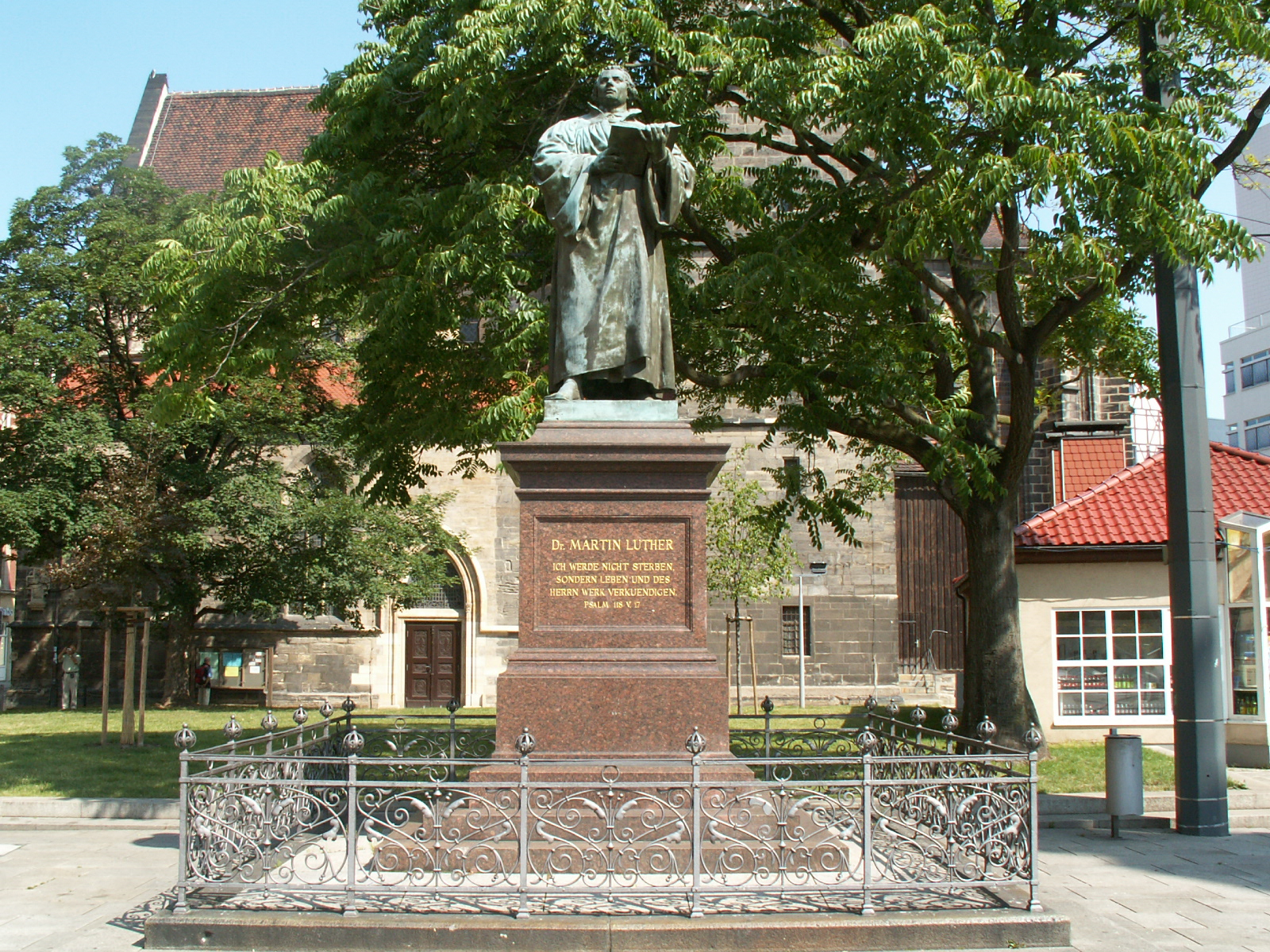
Martin-Luther-Denkmal

Einer der bekanntesten Absolventen der Universität Erfurt war Martin Luther, der hier von 1501 bis 1505 studierte und seinen Magister der philosophischen Fakultät erhielt. In der Reformationszeit wandte sich die Stadt mehrheitlich dem evangelischen Bekenntnis zu. 1521 wurde mit Georg Petz der erste evangelische Pfarrer ernannt. Der Rat zu Erfurt unterzeichnete die lutherische Konkordienformel von 1577.
Im Jahr 1597 wütete neben der Pest die Rote Ruhr in Erfurt, 7700 Menschen starben, darunter viele Professoren und Doktoren, fast 30 Magister und die meisten Studenten.

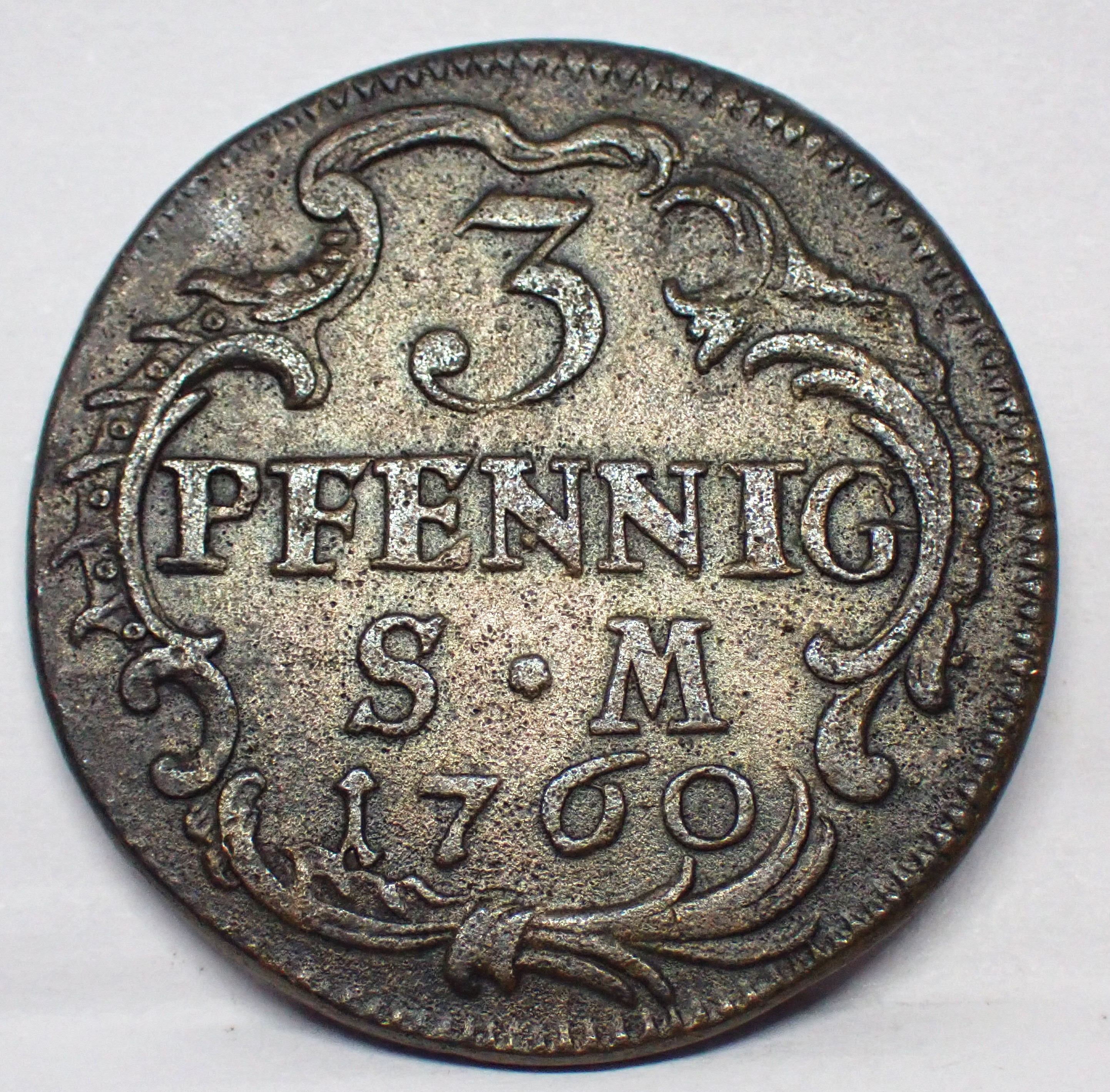
3 Pfennigmünze von 1760 aus Erfurt, Erzbistum Mainz unterstellt, DMK 16

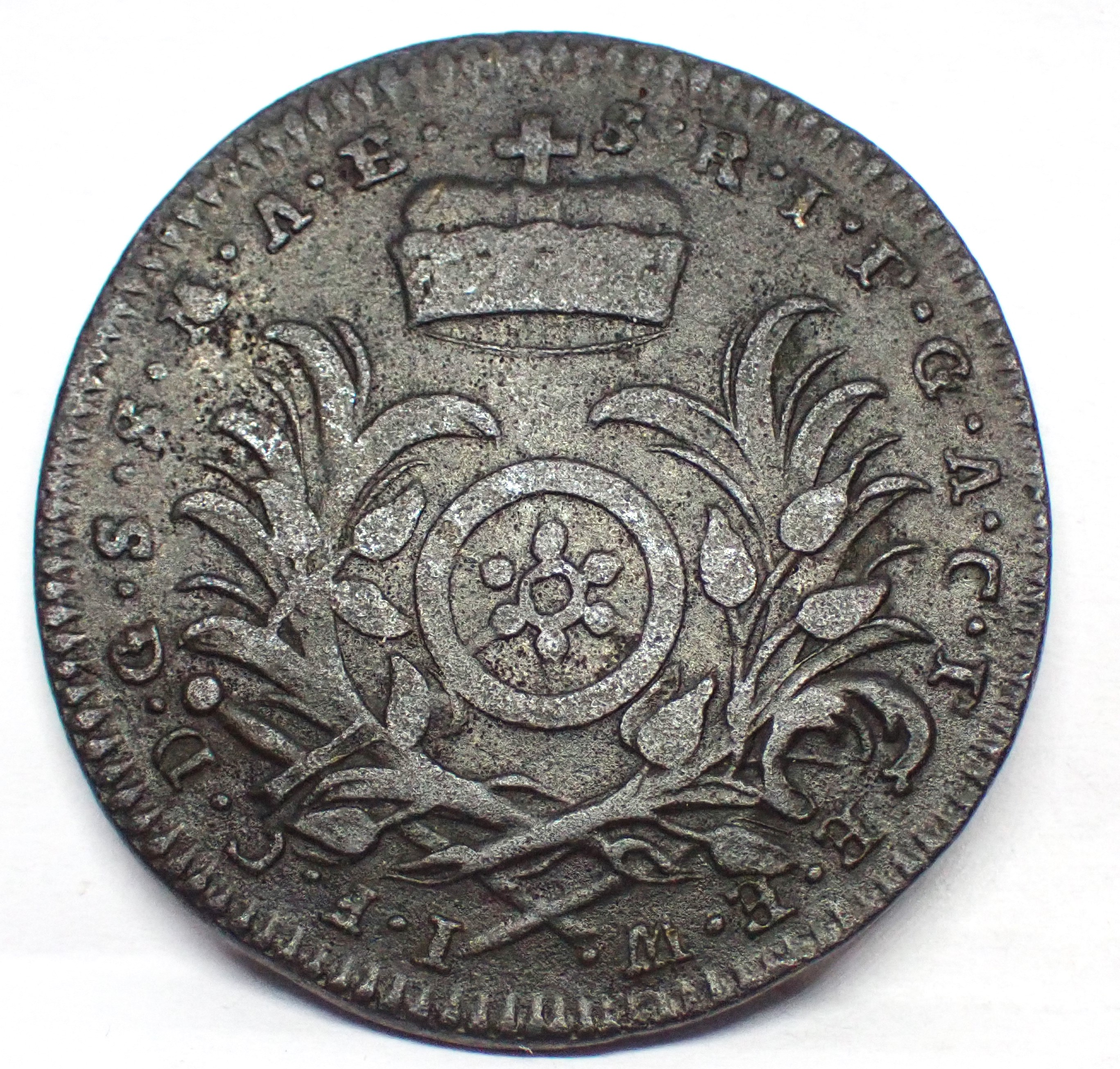
Avers der 3 Pfennigmünze, Mainzer Rad unter Kurhut in Kartusche

Am 21. April 1618 kam es zu einem Vertrag zwischen dem Mainzer Erzbischof Johann Schweikhard von Cronberg und der Stadt Erfurt, der die schon früher zugestandene Religionsfreiheit bestätigte und sie ausdrücklich auf das Erfurter Landgebiet erweiterte. Zur rechtlichen Stellung der Stadt wurde festgelegt, dass sie Eigentum des Erzstifts Mainz sei und auf jegliche Reichsstandschaft verzichte. Der Dreißigjährige Krieg schädigte die Stadt schwer. Erfurt wurde von 1632 bis 1635 und von 1637 bis 1650 von den Schweden besetzt. Der Westfälische Friede brachte der Stadt nicht die erhoffte Reichsfreiheit. Dadurch wurden wieder jahrelange Auseinandersetzungen ausgelöst.

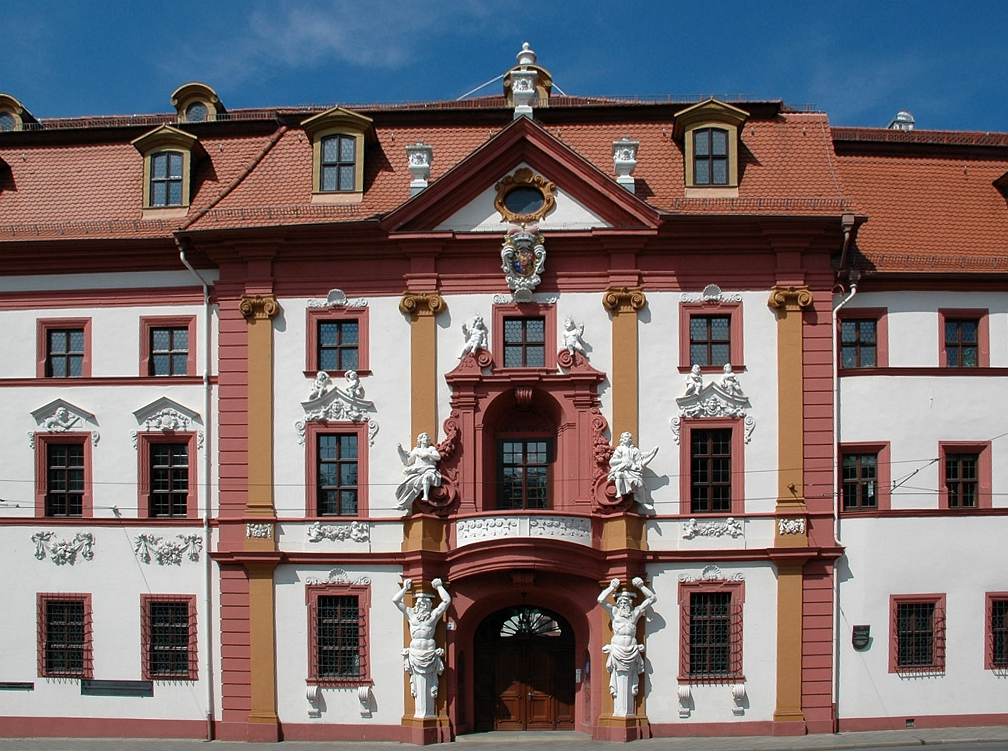
Kurmainzische Statthalterei, heute Thüringer Staatskanzlei

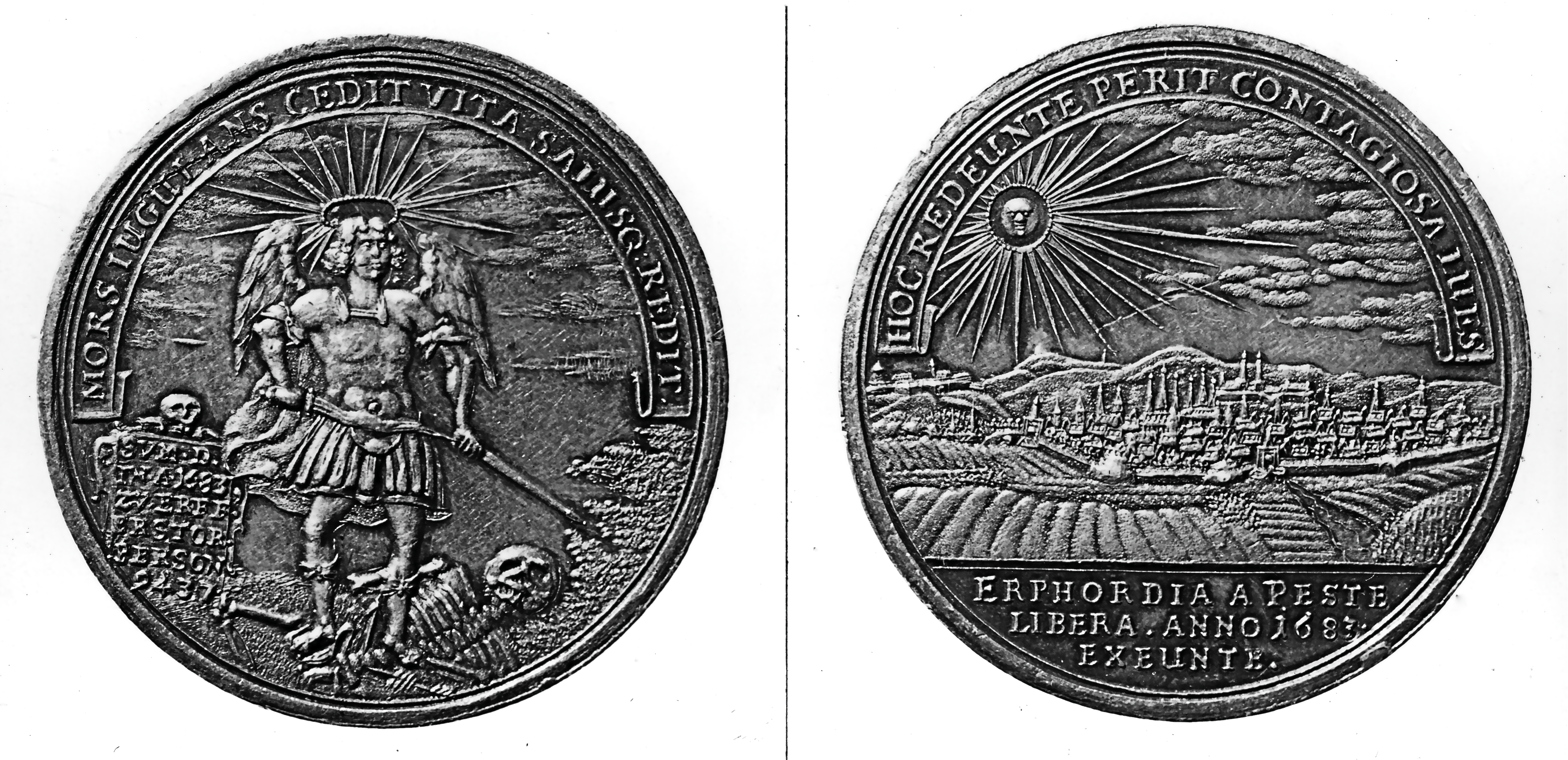
Gedenkmedaille, sogenannter Pesttaler aus Silber auf die Beendigung der letzten Erfurter Pestepidemie von 1683

Karte von Erfurt (um 1730)

1664 eroberten französische und Reichsexekutionstruppen des Mainzer Kurfürsten und Erzbischof Johann Philipp von Schönborn die Stadt. Damit wurde die kurmainzische Herrschaft wiederhergestellt. Erfurt wurde nun als Hauptstadt des Erfurter Staats zusammen mit dem Eichsfeld von einem Mainzer Statthalter regiert, der seinen Sitz in der Kurmainzischen Statthalterei (heutige Staatskanzlei) hatte. Um weiteren Aufständen vorzubeugen und als Schutz gegen die protestantischen Mächte ließ der kurmainzische Kurfürst und Erzbischof, Johann Philipp von Schönborn, auf dem Gelände des Petersberges eine Zitadelle errichten.
1682 und 1683 erlebte Erfurt die schlimmsten Pestjahre seiner Geschichte, allein 1683 erlag über die Hälfte der Bevölkerung der tödlichen Krankheit. Siehe dazu Pesttaler#Beschreibung des Schautalers (Medaille) von Erfurt.
In Erfurt sind Hexenverfolgungen von 1526 bis 1705 bekannt. Prozessakten liegen nur unvollständig vor. Zwanzig Menschen gerieten in Hexenprozesse, mindestens acht Menschen fanden den Tod. 1705 wurde die 42-jährige Gänsehirtin Anna Martha Hausburg aus Mittelhausen gefoltert, enthauptet und dann verbrannt. Ihre siebenjährige Tochter Katharina Christina musste bei der Hinrichtung ihrer Mutter zusehen.

### 19. Jahrhundert
Gemäß dem Reichsdeputationshauptschluss kamen Stadt- und Landgebiet Erfurt 1802 als Entschädigung für verlorengegangene linksrheinische Gebiete zu Preußen. Nach dem Sieg Napoleons über Preußen in der Schlacht bei Jena und Auerstedt besetzten französische Truppen am 16. Oktober 1806 die Festung kampflos nach deren Kapitulation. Napoleon erklärte 1807 Erfurt zusammen mit Blankenhain als Fürstentum Erfurt zu einer kaiserlichen Domäne, die nicht Teil des Rheinbunds war, sondern ihm direkt unterstand.
Im Jahr 1814 endete nach erfolgreicher Belagerung von Erfurt durch preußische, österreichische und russische Truppen die französische Besetzung, und 1815 wurde Erfurt aufgrund des Wiener Kongresses wieder Preußen zugesprochen, das den größten Teil des Landgebietes und das Blankenhainer Gebiet an Sachsen-Weimar-Eisenach abtrat. Die damals herrschende Not wurde durch britische Hilfsgelder gemildert, die insbesondere auch Kriegswaisen zugutekamen und Teil der ersten größeren humanitären Hilfskampagne überhaupt waren.
Mit der Ansiedlung wichtiger Maschinenbaubetriebe wurde Erfurt im ausgehenden 19. Jahrhundert ein bedeutender Industriestandort. Besondere Bedeutung besitzen auch heute noch der Gartenbau und die Saatzucht. Diesem Umstand verdanken eingeborene Erfurter den Spitznamen „Puffbohne“. Eine wichtige Rolle spielt hier seit 1867 die Firma „N.L. Chrestensen“. Um 1900 besaß der Erwerbsgartenbau der „Blumenstadt“ Erfurt eine weltweite Führungsstellung.

### 20. Jahrhundert
1906 wurde Erfurt mit 100.000 Einwohnern Großstadt. Im Ersten Weltkrieg kamen 3579 Bürger ums Leben. Als 1920 das Land Thüringen mit der Landeshauptstadt Weimar gebildet wurde, wurden die preußischen Gebiete Thüringens einschließlich Erfurts aufgrund des Widerstands der preußischen Regierung nicht miteinbezogen. Diese gehörten, wie Erfurt, teilweise zur Provinz Sachsen. Am 26. Juni 1921 fand das Thüringer Trachten- und Heimatfest in Erfurt statt.
Nach der Machtübernahme 1933 übernahm das NS-Regime auch die Kontrolle über Erfurt. Erfurt wurde durch die Aufrüstung der Wehrmacht vor dem Zweiten Weltkrieg zu einer der größten Garnisonen des Deutschen Reiches.
In der Reichspogromnacht wurde die Große Synagoge niedergebrannt und die Verschleppung der etwa 800 jüdischen Bewohner begann. Das Gedenkbuch des Bundesarchivs für die Opfer der nationalsozialistischen Judenverfolgung in Deutschland (1933–1945) verzeichnet namentlich 447 jüdische Einwohner Erfurts, die deportiert und größtenteils ermordet wurden.
Von 1939 bis 1945 mussten 10.000 bis 15.000 Kriegsgefangene sowie Frauen und Männer aus zahlreichen von Deutschland besetzten Ländern in Erfurt Zwangsarbeit leisten, vor allem in Rüstungsbetrieben.
Im Zweiten Weltkrieg erlebte Erfurt 27 britische und amerikanische Luftangriffe, nicht mitgerechnet die zahlreichen Angriffe von Jagdbombern im April 1945. 1100 Tonnen Bombenlast wurden abgeworfen. Ungefähr 1600 Zivilisten starben, 530 Gebäude wurden total zerstört, 2550 wurden schwer oder mittelschwer beschädigt. 17 % der Wohnungen wurden völlig zerstört und viele weitere schwer beschädigt. Besonders die historische Altstadt von Erfurt war betroffen. 23.000 Menschen wurden obdachlos. 100 Industriegebäude wurden zerstört oder schwer beschädigt. Wertvolle Profanbauten und Sakralbauten gingen verloren, so das Collegium Maius der alten Universität und die Bibliothek des Augustinerklosters. Alle Kirchen der Innenstadt wurden durch Bomben und Artilleriebeschuss mehr oder weniger schwer getroffen. Die Ruine der am 26. November 1944 durch eine Luftmine zerstörten Barfüßerkirche steht noch heute als Mahnmal. Für den 3. und 4. April 1945 hatte die Royal Air Force ein Flächenbombardement für Erfurt unter Einsatz von 2740 Tonnen Bombenlast vorgesehen. Der Angriff wurde wegen des raschen Vormarsches der US-Bodentruppen abgesagt.
Am 12. April 1945 besetzten Einheiten der 3. US-Armee unter Befehl von General George S. Patton Erfurt, nach Kämpfen in der Stadt und ihrer Umgebung. Am 1. Juli stellte die preußische Bezirksregierung ihre Tätigkeit ein. Die Stadt wurde mit dem Regierungsbezirk Erfurt dem Land Thüringen zugeordnet. Am 3. Juli übernahmen aufgrund des 1. Londoner Zonenprotokolls von 1944 und der Beschlüsse der Konferenz von Jalta Einheiten der Roten Armee die Stadt; Erfurt wurde Bestandteil der sowjetischen Besatzungszone.

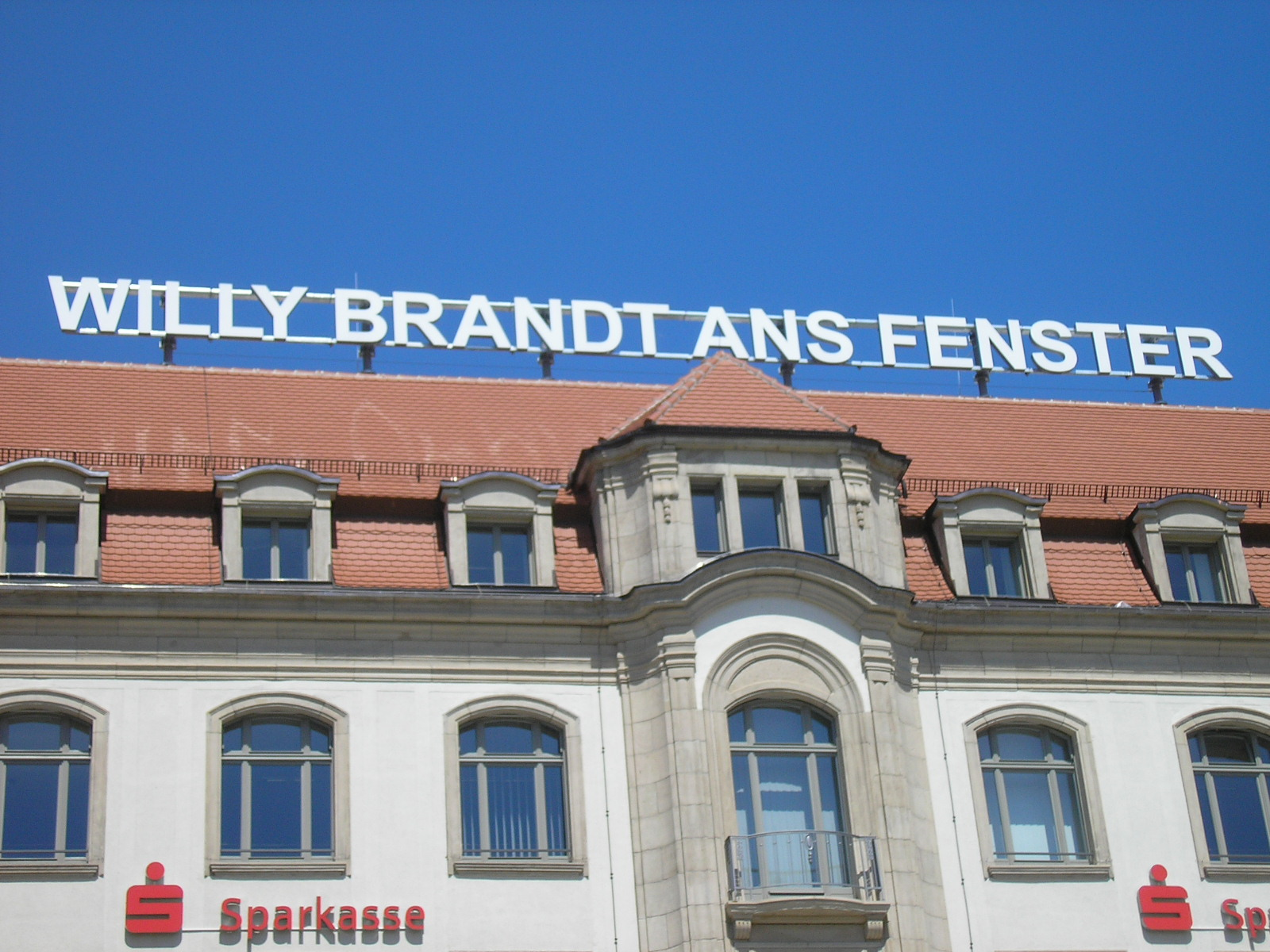
1970 fand im Erfurter Hof das erste deutsch-deutsche Gipfeltreffen zwischen Willy Brandt und Willi Stoph statt

Erfurt begann, sich langsam von den Folgen des Krieges zu erholen. 30.000 Kubikmeter Schutt wurden aus den Straßen geräumt, die Straßenbahn und die Gasversorgung wieder in Betrieb gesetzt und die Schulen wiedereröffnet. Nach der mit dem alliierten Kontrollratsgesetz Nr. 46 auch juristisch vollzogenen Auflösung des Staates Preußen vom 25. Februar 1947 erklärte der Thüringer Landtag am 7. Juli 1948 Erfurt zur Landeshauptstadt Thüringens, bevor im Jahr 1952 das Land Thüringen aufgelöst und in drei Bezirke eingeteilt wurde, wobei Erfurt Sitz des Bezirks Erfurt wurde.
Zur Zeit der DDR begann Ende der 1960er Jahre der großflächige Abriss des Krämpferviertels am östlichen Rand der Altstadt. Durch den Neubau von 11- bis 16-geschossigen sowie bis zu 120 Meter langen Plattenbauten wurde das bis dahin – trotz Kriegszerstörungen – relativ intakte und durch Kirchtürme geprägte Stadtbild dauerhaft beeinträchtigt. Zusätzlich entstanden bis Ende der 1970er Jahre am Stadtrand neue Wohngebiete mit zusammen über 17.000 Wohnungen.
Der Abriss des Andreasviertels konnte durch Bürgerproteste und die Wende 1989 verhindert werden.
Im März 1970 war Erfurt Schauplatz des Erfurter Gipfeltreffens von Bundeskanzler Willy Brandt mit dem Vorsitzenden des Ministerrates der DDR, Willi Stoph. Brandt zeigte sich unter anderem am Fenster des Hotels Erfurter Hof, das gegenüber dem Hauptbahnhof liegt. Die Menge begrüßte ihn begeistert mit „Willy, Willy“- und „Willy Brandt ans Fenster!“-Rufen.
Im August 1975 kam es bei Ausschreitungen in Erfurt zu den ersten pogromartigen Vorfällen nach 1945 in Deutschland. Die Ereignisse vom 10. bis zum 13. August richteten sich gegen algerische Vertragsarbeiter, die seit Juni 1975 in verschiedenen Erfurter Betrieben beschäftigt waren. Während dieses Zeitraums wurden Algerier von Deutschen mehrfach durch die Erfurter Innenstadt gejagt und unter anderem mit Eisenstangen und Holzlatten attackiert.
Im Herbst 1989 leiteten auch in Erfurt immer größere Demonstrationen die Wende und friedliche Revolution in der DDR ein. 1991 stimmten 49 von 88 Abgeordneten des Landtags für Erfurt als Landeshauptstadt von Thüringen.
Im Jahr 1994 wurde die Universität Erfurt neu gegründet. Ebenfalls in diesem Jahr wurde das Bischöfliche Amt Erfurt-Meiningen, das seit 1973 bestand, zum Bistum Erfurt erhoben.

### 21. Jahrhundert
Das Bild der Stadt hat sich in den Jahren seit der Wende deutlich verändert. Viele Gebäude der historischen Altstadt wurden saniert, an manchen Stellen entstanden Neubauten. Die Neugestaltung des Fischmarktes wurde mit dem Sonderpreis des Deutschen Städtebaupreises 2014 ausgezeichnet.

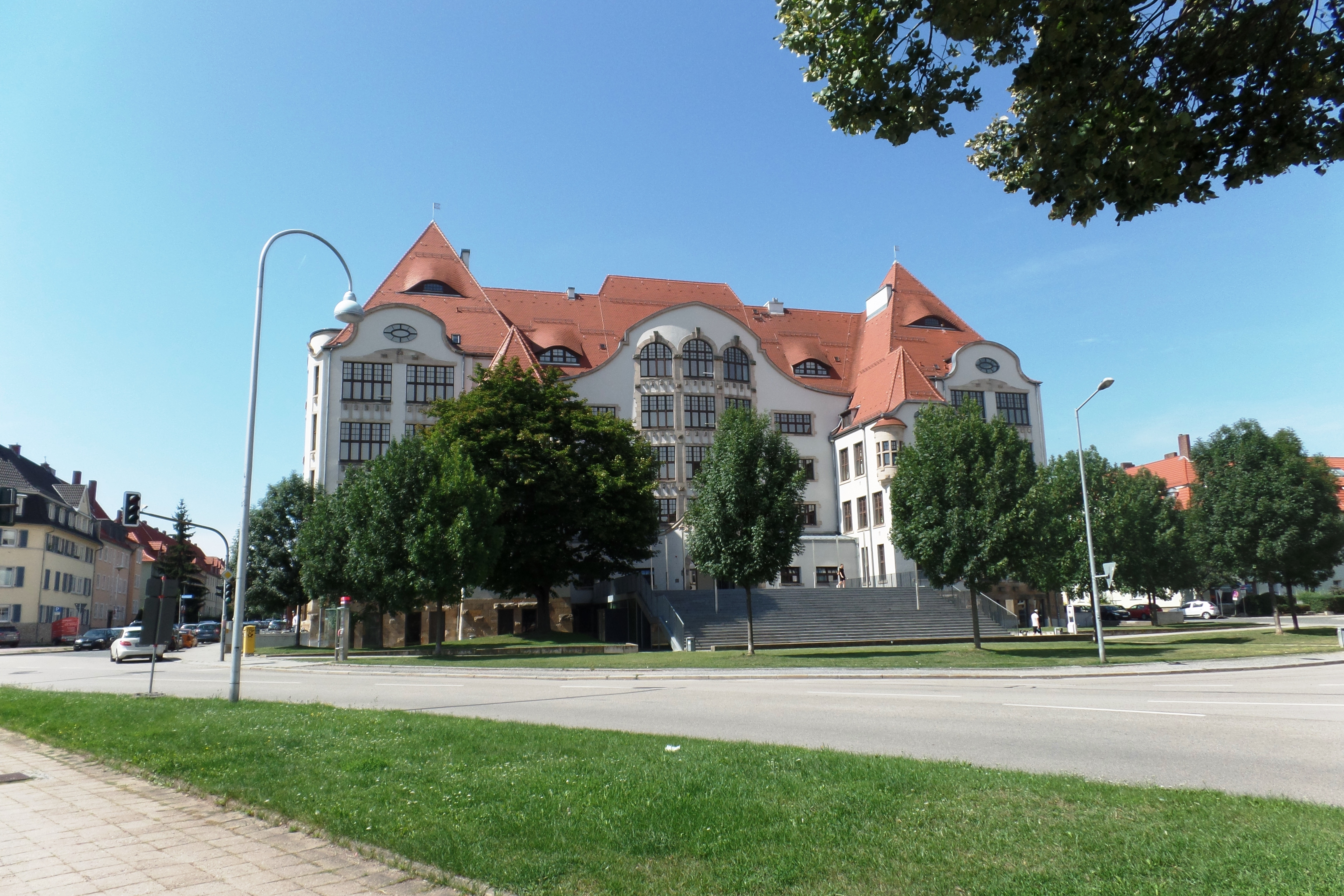
Gutenberg-Gymnasium in Erfurt

Am 26. April 2002 geriet Erfurt durch den sogenannten Amoklauf von Erfurt weltweit in die Medien. Der Amoklauf im Gutenberg-Gymnasium war der erste durch einen ehemaligen Schüler verübte Amoklauf an einer Schule in Deutschland. Dabei kamen elf Lehrer, eine Referendarin, eine Sekretärin, zwei Schüler und ein Polizeibeamter ums Leben. Anschließend tötete sich der 19-jährige Amokläufer selbst.
Seit den 1990er-Jahren konnte die organisierte Kriminalität in Erfurt mit mehreren Mafiagruppierungen Fuß fassen, so die italienische ’Ndrangheta, aber auch die Armenische Mafia (Diebe im Gesetz). Es kam unter anderem zu einem Überfall und einem Brandanschlag in der Gastronomie sowie 2014 zu einer Schießerei auf offener Straße. Auch die Rockergruppierung Hells Angels war in der Stadt aktiv.
2016 wurde Erfurt der Ehrentitel „Reformationsstadt Europas“ durch die Gemeinschaft Evangelischer Kirchen in Europa verliehen.

### Eingemeindungen
Folgende Gemeinden und Gemarkungen wurden nach Erfurt eingemeindet:
| Datum             | Eingemeindete Orte |
| ----------------- | --- |
| 1813 (a)          | Daberstedt |
| 1911, 1. April    | Ilversgehofen |
| 1937              | Teile der Marbacher Ortsflur |
| 1938, 1. April    | Hochheim, Melchendorf sowie Teile der Binderslebener und der Salomonsborner Ortsflur |
| 1950, 1. Juli     | Bindersleben, Bischleben, Dittelstedt, Gispersleben, Marbach, Möbisburg, Rhoda und Schmira |
| 1994, 1. April    | Alach, Ermstedt, Frienstedt, Gottstedt, Salomonsborn und Schaderode |
| 1994, 1. Juli     | Azmannsdorf, Büßleben, Egstedt, Hochstedt, Kerspleben, Kühnhausen, Linderbach, Mittelhausen, Molsdorf, Niedernissa, Rohda, Schwerborn, Stotternheim, Tiefthal, Töttleben, Urbich, Vieselbach, Wallichen, Waltersleben und Windischholzhausen |
| 1994, 12. Oktober | Töttelstädt |

### Einwohnerentwicklung

Einwohnerentwicklung von Erfurt von 1493 bis 2017

1880 hatte Erfurt mehr als 50.000 Einwohner. 1906 überschritt die Einwohnerzahl der Stadt die Grenze von 100.000, wodurch sie zur Großstadt wurde. Kurz nach Ende des Zweiten Weltkrieges am 1. Dezember 1945 hatte die Stadt 164.998 Einwohner, 1973 überschritt sie die Grenze von 200.000 Einwohnern. 1989 erreichte die Bevölkerungszahl mit knapp über 220.000 ihren historischen Höchststand. Nach der Wende in der DDR verlor die Stadt durch Abwanderung, Suburbanisierung und Geburtenrückgang trotz zahlreicher Eingemeindungen in den Jahren von 1994 bis 2002 insgesamt rund 20.000 Menschen. Seit 2003 steigt die Einwohnerzahl wieder an, sodass bisher etwa drei Viertel des Nachwende-Rückgangs kompensiert wurden. Damit hat Erfurt unter den vergleichbar großen ostdeutschen Städten (Magdeburg, Halle (Saale), Chemnitz und Rostock) seit 1990 die stabilste demografische Entwicklung genommen.
Am 31. Dezember 2019 konnten im Melderegister der Landeshauptstadt Erfurt insgesamt 214.417 Personen mit Hauptwohnsitz gezählt werden. Diese teilen sich auf in 104.630 männliche und 109.787 weibliche Personen. Die Zahl der in Erfurt lebenden ausländischen Einwohner beträgt aktuell 18.811 Personen. Damit liegt der Ausländeranteil bei 8,8 Prozent. Das Durchschnittsalter der in Erfurt lebenden Bevölkerung beträgt zu diesem Stichtag 44,3 Jahre.

### Konfessionsstatistik
Das statistische Jahrbuch der Stadt Erfurt führt keine dezidierten Zahlen der Religionszugehörigkeit der Stadt Erfurt. Die letztmalige Erhebung der Religionszugehörigkeit fand beim Zensus von 2011 statt:
- Konfessionslose: 75,9 % – 151.680 Personen
- evangelisch-reformiert: 14,8 % – 29.690 Personen
- römisch-katholisch: 6,9 % – 13.810 Personen
- andere Glaubensgemeinschaften: 2,4 % – 2.160 Personen

Im Zensus für die Bundesrepublik Deutschland aus dem Jahre 2022 wurde eine Sonderauswertung der Religionsgemeinschaften für alle Städte und Gemeinden durchgeführt. So verteilt sich die Religionszugehörigkeit (Stand: 15. Mai 2022) wie folgt:
- Konfessionslose: 80,3 % – 175.254 Personen
- evangelisch-reformiert: 11,5 % – 25.023 Personen
- römisch-katholisch: 6,2 % – 13.556 Personen
- andere Glaubensgemeinschaften: 2,0 % – 4.365 Personen

In einem Bericht des Bayerischen Rundfunks im Zuge des Katholikentages 2024 wurde eine Zahl von in der Stadt Erfurt lebenden Katholiken von etwa 13.000 angegeben. Dies entspricht 6 % der Bevölkerung. Laut kirchliche Statistik waren 11,3 % der Einwohner evangelisch (Stand 31. Dezember 2023).

## Politik
Erfurt wird seit 2025 von Bodo Ramelow (Die Linke) als Direktkandidat im Deutschen Bundestag vertreten. Von 2009 bis 2021 hatte Antje Tillmann (CDU) das Direktmandat inne. Bei der Bundestagswahl 2009 gewann sie das Direktmandat im Wahlkreis Erfurt mit 30,5 % der Stimmen. Bei den Bundestagswahlen 2013 und 2017 bestätigten die Wähler das Direktmandat. Bei den Bundestagswahlen 1998, 2002, 2005 und 2021 gewann Carsten Schneider (SPD) das Direktmandat.

### Stadtrat
Dem Erfurter Stadtrat gehören seit der Kommunalwahl am 26. Mai 2024 neben dem Oberbürgermeister noch 50 Mitglieder an:
| Stadtratswahl Erfurt 2024Wahlbeteiligung: 59,2 % 3020100 24,8 %20,3 %16,2 %14,8 %10,1 %7,5 %2,5 %2,1 %1,7 % CDUAfDSPDLinkeMWSeGrüneFDPFWPiraten/ÖDPGewinne und Verlusteim Vergleich zu 2019 %p 6 4 2 0 −2 −4 −6+5,2 %p+5,4 %p−0,9 %p−1,7 %p+2,8 %p−4,3 %p−2,9 %p−3,3 %p−0,2 %pCDUAfDSPDLinkeMWSGrüneFDPFWPiraten/ÖDPAnmerkungen:e Mehrwertstadt | Sitzverteilung im Stadtrat Erfurt seit 2024Insgesamt 50 Sitze - Linke: 8 - SPD: 8 - Grüne: 4 - Piraten/ÖDP: 1 - MWS: 5 - FW: 1 - FDP: 1 - CDU: 12 - AfD: 10 |

Bei Abstimmungen im Stadtrat bilden sich abhängig vom Thema unterschiedliche Mehrheiten quer über die Partei- und Fraktionsgrenzen hinweg.
Bei den ersten freien Kommunalwahlen der DDR am 6. Mai 1990 wählten die Erfurter noch eine 160-köpfige Stadtverordnetenversammlung – die größte in ganz Deutschland. Die Versammlung wiederum wählte den Oberbürgermeister. Seit 1994 finden Wahlen zum Stadtrat in seiner heutigen Konzeption statt.

### Oberbürgermeister seit 1817

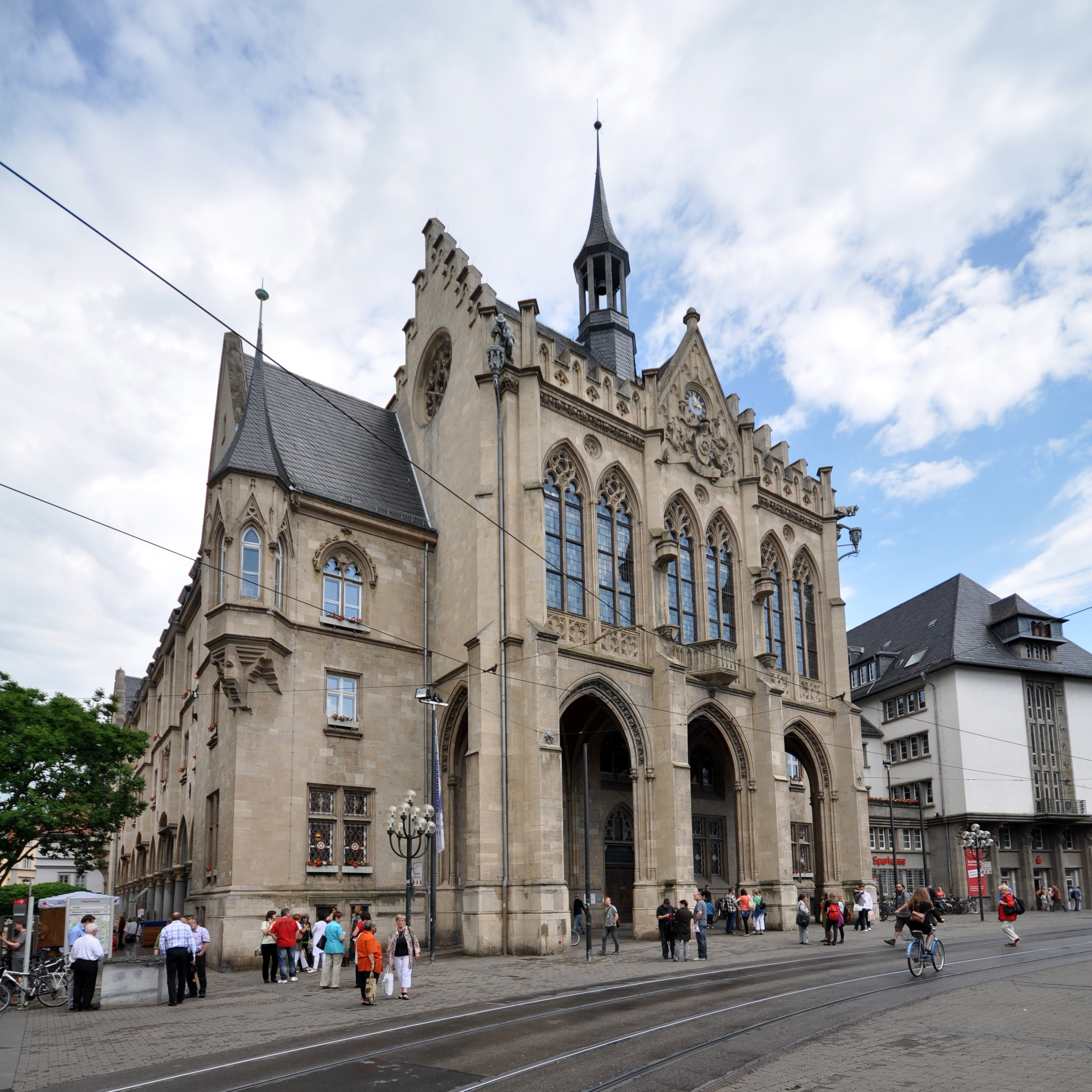
Erfurter Rathaus 2011, Sitz des Oberbürgermeisters

Erfurt besaß seit den 1820er-Jahren wieder mehr kommunale Selbstverwaltung und wurde am 1. Januar 1872 kreisfreie Stadt mit einem Oberbürgermeister. Heute ist der Oberbürgermeister Leiter der Stadtverwaltung Erfurt und repräsentiert die Stadt nach außen. Er ist hauptamtlich tätig und wird von der Bevölkerung direkt gewählt.
Folgende Personen waren seit 1817 Oberbürgermeister von Erfurt:
- 1817–1833: Wilhelm August Türk
- 1833–1850: Karl Friedrich Wagner
- 1850–1851: Hermann von Mallinckrodt
- 1851–1871: Freiherr Carl von Oldershausen
- 1871–1889: Richard Breslau
- 1890–1895: Gustav Schneider
- 1895–1919: Hermann Schmidt
- 1919–1933: Bruno Mann
- 1933–1934: Theodor Pichier (NSDAP)
- 1935–1936: Max Zeitler (NSDAP)
- 1936–1945: Walter Siegfried Kießling (NSDAP)
- 1945 (15. April bis 7. Juli): Otto Gerber (parteilos), kommissarisch
- 1945/6 (7. Juli 1945 bis April 1946): Hermann Jahn (KPD)
- 1946 (5. Mai bis September) Georg Boock (SED)
- 1946 (26. September bis Oktober) Paul Hach (LDPD)
- 1946–1961: Georg Boock (SED)
- 1961–1969: Rudolf-Dietrich Nottrodt (SED)
- 1969–1982: Heinz Scheinpflug (SED)
- 1982–1989: Rosemarie Seibert (SED)
- 1989–1990: Siegfried Hirschfeld (SED)
- 1990–2006: Manfred Ruge (CDU)
- 2006–2024: Andreas Bausewein (SPD)
- seit 2024: Andreas Horn (CDU)

Der bisherige Oberbürgermeister Andreas Bausewein war seit 2006 im Amt und wurde 2012 und 2018 wiedergewählt, 2006 und 2018 jeweils per Stichwahl.
Auch bei der Oberbürgermeisterwahl 2024 ging Bausewein in eine Stichwahl, nachdem er im ersten Wahlgang nur Zweitplatzierter hinter dem CDU-Kandidaten Andreas Horn wurde, der überraschend 28,4 Prozent erhielt. Bei der Stichwahl am 9. Juni 2024 wurde Bausewein mit nur 35,8 Prozent der Stimmen als Oberbürgermeister abgewählt.

### Haushalt

Schuldenstand der Stadt Erfurt

Die Schulden der Stadt Erfurt nahmen in den Nachwendejahren zu und erreichten im Jahr 2005 einen Höhepunkt mit 228 Mio. € (1.124 €/Einw.). Seitdem hat sich die Schuldensituation deutlich verbessert; der Schuldenstand sank bis zum Jahr 2022 auf 78,8 Mio. € (367 €/Einw.).

### Wappen und Flagge
| Wappen der Stadt Erfurt | Blasonierung: „Das Wappen der Stadt Erfurt zeigt ein silbernes, sechsspeichiges Rad, wobei zwei Speichen senkrecht stehen, vor rotem Grund.“ |
| Wappen der Stadt Erfurt | Wappenbegründung: Auf dem ältesten Stadtsiegel aus dem 12. Jahrhundert war der Patron von Mainz, der Heilige Martin, abgebildet. Das sechsspeichige Rad erscheint etwa von der Mitte des 17. Jahrhunderts an im Siegel. Auf Münzen, Denksteinen, in Druckwerken usw. ist das Rad als Stadtwappen um 1285 erstmals zu finden. Dieses Wappen ist dem des Erzbistums Mainz entlehnt, zu dem die Stadt über 1000 Jahre, von 755 bis 1802, gehörte. Die Bedeutung des Mainzer Rades ist bis heute nicht eindeutig geklärt: Die volkstümliche Erklärung ist die verbreitete Sage vom Erzbischof Willigis, der der Sohn eines armen Wagenbauers gewesen sei und trotz des Spotts der adligen Mainzer Domherren das weiße Rad im roten Feld als Wappen geführt haben soll. Andere Erklärungen beziehen sich auf das Zeichen des Rades in der Mythologie der Griechen und Römer sowie das Rad als Feldzeichen einer römischen Legion. Weitere Erklärungen sehen das Rad als „Kreuz oder Christusmonogramm im Nimbuskreis“, als symbolische Darstellung für einen Wagen (den Wagen der Kirche) oder als mit einem Siegelrand umgebenen Bischofsring. |

In der Hauptsatzung der Stadt Erfurt wird die Stadtflagge wie folgt beschrieben: „Die Flagge zeigt drei gleichbreite horizontale Streifen in den Farben Rot über Weiß über Rot und am Liek einen roten Vertikalstreifen, dessen Breite einem Drittel der Flaggenlänge entspricht. In der Mitte dieses Streifens befindet sich das Rad des Stadtwappens in weiß. Breite und Länge der Flagge müssen mindestens ein Verhältnis von 1 zu 2 haben und können in senkrechter oder waagerechter Form ... verwendet werden.“
Der Leitspruch der Stadt ist Rendezvous in der Mitte Deutschlands.

### Städtepartnerschaften
Erfurt unterhält mit folgenden elf Städten eine Städtepartnerschaft:
| Győr (Ungarn), seit 1971 Vilnius (Litauen), seit 1972 Kalisz (Polen), seit 1982 Mainz (Deutschland), seit 1988 Lille (Frankreich), seit 1988 Shawnee (Vereinigte Staaten), seit 1993 | San Miguel de Tucumán (Argentinien), seit 1993 Lowetsch (Bulgarien), seit 1996 Haifa (Israel), seit 2000 Xuzhou (Volksrepublik China), seit 2005 Kati (Mali), seit 2009 |

### Mafia
Generell gilt die Gastronomie als ein Betätigungsfeld der Italienischen Mafia in Deutschland und insbesondere in Erfurt als ein „Zentrum“ der italienischen Mafiaorganisation 'Ndrangheta, deren Hauptakteure aus San Luca in Kalabrien stammen: „Weite Teile der deutschen Finanzgeschäfte ... über Erfurt organisiert“. Im Zuge von riskanten Ermittlungen und Festnahmen der deutschen Polizei im Gefolge der Mafiamorde von Duisburg wurde um das Jahr 2000 ein verdeckter Ermittler in die mutmaßliche Erfurter Mafiazelle eingeschleust. Die umfangreichen Ermittlungen wegen Verdachts der Geldwäsche wurden unter unklaren Umständen eingestellt, und etliche der damals Beschuldigten mit „möglichen Verflechtungen von Politik, Justiz und Behörden“ sind heute noch aktiv.

## Kultur und Sehenswürdigkeiten
Mit der Entscheidung des Welterbekomitees der UNESCO vom 17. September 2023 wurde das jüdisch-mittelalterliche Erbe der Stadt in die Welterbeliste aufgenommen. Es umfasst die Alte Synagoge, die mittelalterliche Mikwe sowie das Steinerne Haus.

### Theater

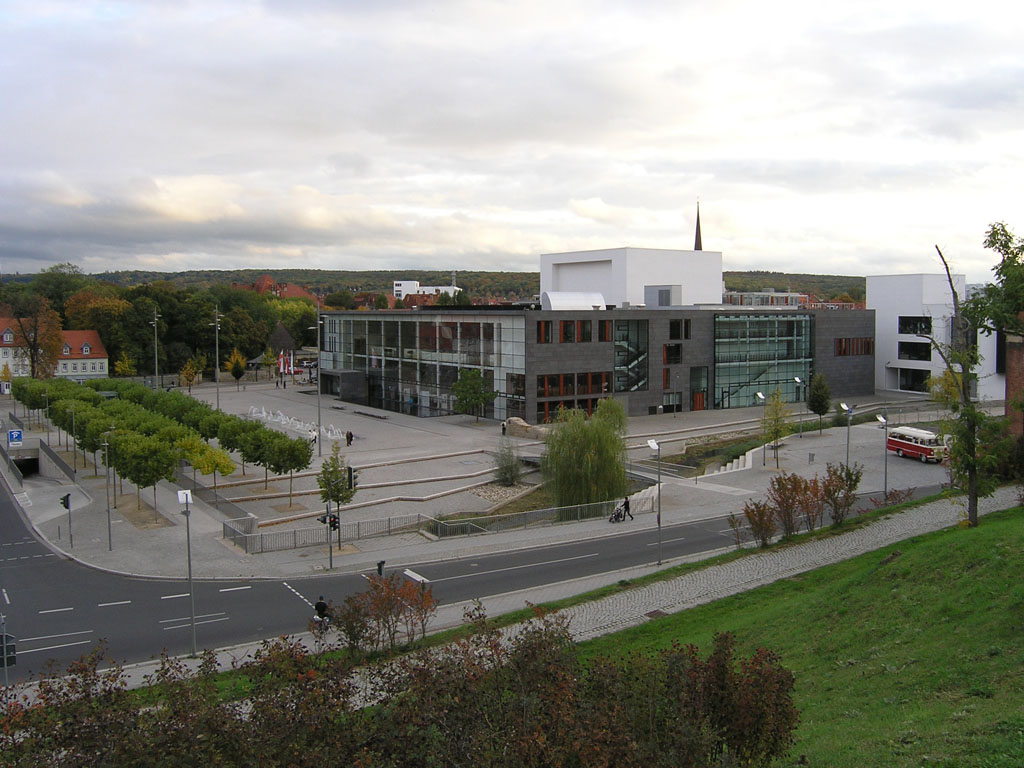
Theaterneubau im Brühl

Das neue Gebäude des Erfurter Theaters im Brühl wurde 2003 eröffnet. Es bietet Platz für 800 Zuschauer und führt jährlich etwa 250 Veranstaltungen durch. Das Theater, zu dem auch das Philharmonische Orchester Erfurt gehört, veranstaltet außerdem jährlich die Domstufen-Festspiele.
Neben dem Theater Erfurt gibt es mit der Schotte, der Theaterfirma Erfurt, dem Neuen Schauspiel Erfurt sowie dem Theater im Palais und dem Galli-Theater noch kleinere unabhängige Theater in Erfurt. Seit 1979 gibt es das Erfurter Kabarett Die Arche und seit 2003 mit dem Lachgeschoss noch ein zweites Kabarett. Das Theaterangebot umfasst zudem mit dem Theater Waidspeicher und dem Erfreulichen Theater zwei Puppentheater, die sowohl Stücke für Kinder als auch für Erwachsene aufführen.

### Museen

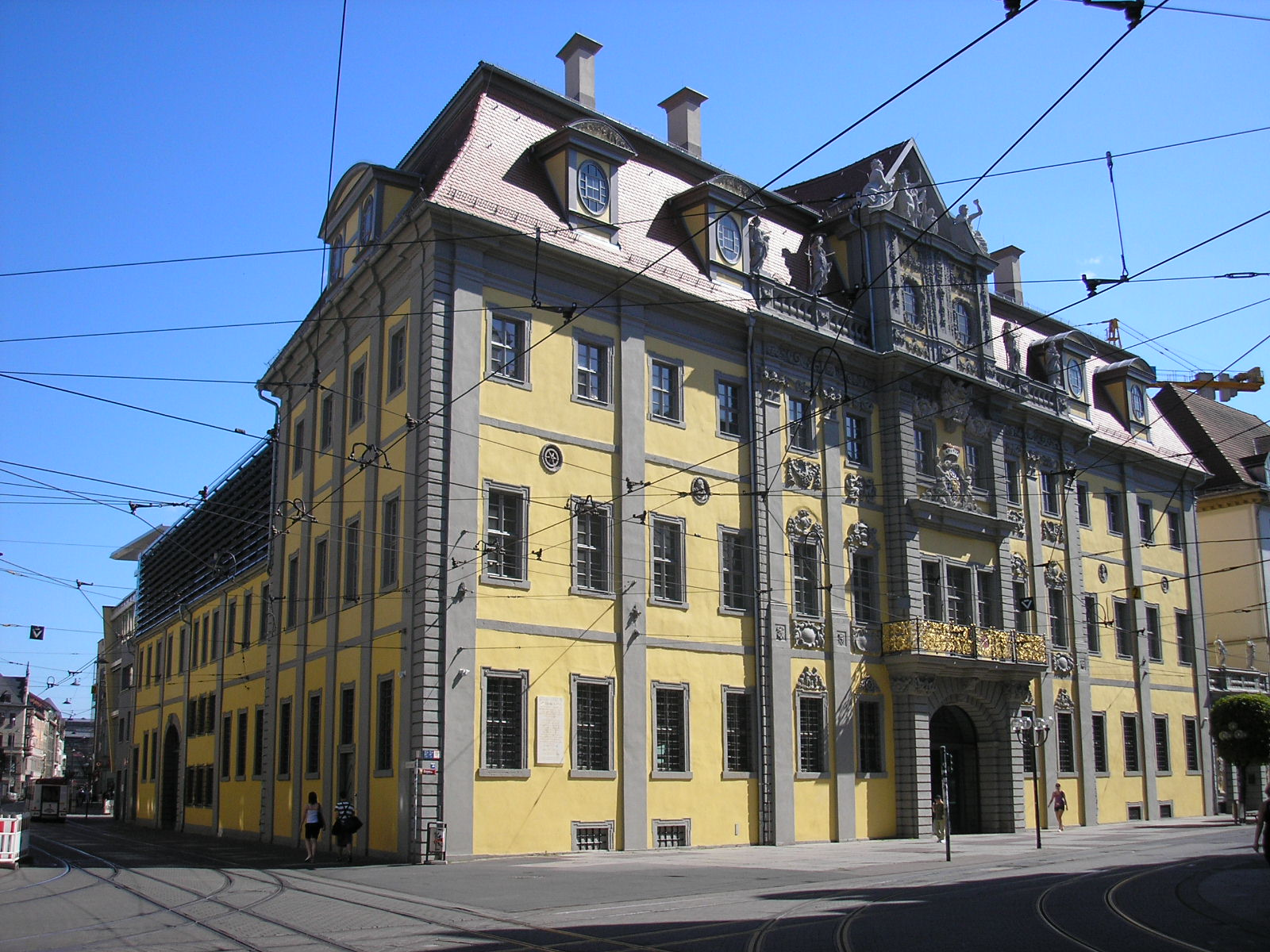
Das Angermuseum im Kurmainzer Waagehof

In Erfurt gibt es zahlreiche Museen mit unterschiedlichen Sammlungsschwerpunkten. In ihrem jeweiligen Gebiet haben sie überregionale Bedeutung.
- Das Stadtmuseum Erfurt befindet sich im Haus zum Stockfisch in der Johannesstraße im Osten der Altstadt. Seit 1974 wird dort die Stadtgeschichte präsentiert, wobei der Schwerpunkt auf der spätmittelalterlichen und frühneuzeitlichen Geschichte um Martin Luther und Erfurt als Universitätsstadt liegt. Zum Stadtmuseum gehören als Außenstelle das Museum Neue Mühle an der Schlösserbrücke mit einer funktionstüchtigen historischen Wassermühle sowie die Wasserburg Kapellendorf bei Weimar, der Benaryspeicher am Gothaer Platz mit einem Druckereimuseum und ein Luftschutzkeller im Innenhof der Wigbertikirche.
- Das Angermuseum befindet sich im Kurmainzischen Packhof am Anger und ist das kunsthistorische Museum Erfurts. Es zeigt die bedeutendste Sammlung mittelalterlicher Kunst aus Thüringen sowie zahlreiche Graphiken des 20. Jahrhunderts und eine umfangreiche Sammlung kunsthandwerklicher Gegenstände. Große Berühmtheit erlangten außerdem die Lebensstufen des Expressionisten Erich Heckel. Es ist die einzige erhaltene Wandmalerei des Künstlers. Das Angermuseum wurde 1886 aus dem Nachlass Friedrich Nerlys gegründet und verfügt über die Barfüßerkirche und das in Bischleben gelegene Margaretha-Reichardt-Haus als Außenstellen.
- Das Naturkundemuseum Erfurt liegt in einem ehemaligen Waidspeicher in der Großen Arche nahe dem Fischmarkt. Es wurde 1922 gegründet und befindet sich seit 1995 am jetzigen Standort. Sammlungsschwerpunkt sind Flora, Fauna und Geologie Thüringens. Im Treppenhaus des Museums ist über mehrere Etagen der Stamm einer 350 Jahre alten Eiche installiert.
- Das Deutsche Gartenbaumuseum liegt in der ehemaligen Zitadelle Cyriaksburg am Westrand der Stadt hinter dem Gothaer Platz und gehört zum Gelände des egaparks. Sein Schwerpunkt ist die Entwicklung von Gartenbau und Gartenkunst in Mitteleuropa. Das Museum wurde 1961 eröffnet.
- Das Museum für Thüringer Volkskunde Erfurt zeigt Exponate der Alltags- und Gesellschaftskultur aus mehreren Jahrhunderten und befindet sich seit 1888 im Gebäude des ehemaligen Großen Hospitals am Juri-Gagarin-Ring im Osten der Altstadt.
- Die Alte Synagoge befindet sich an der Waagegasse beim Fischmarkt. Sie wurde 2009 eröffnet und zeigt den Schatz von Erfurt sowie bedeutende jüdische Schriften des Mittelalters. Daneben kann auch die Kleine Synagoge besichtigt und an einer Führung durch die mittelalterliche Mikwe teilgenommen werden.
- Im Kommandantenhaus der Zitadelle Petersberg befindet sich eine militärhistorische Ausstellung. Zudem beginnen hier Führungen durch die sogenannten Horchgänge, ein unterirdisches Gangsystem hinter den Festungsmauern, welches dazu diente, nächtliche Angreifer bei Grabungs- oder Sprengarbeiten zu hören.
- Im Erinnerungsort Topf & Söhne südlich der Weimarischen Straße im Südosten Erfurts behandelt die Dauerausstellung mit dem Titel Techniker der ‚Endlösung‘. Topf & Söhne: Die Ofenbauer von Auschwitz die Mittäter- und Mitwisserschaft des Unternehmens am Holocaust. Die Eröffnung fand am 27. Januar 2011, dem Tag des Gedenkens an die Opfer des Nationalsozialismus, statt.
- Die Gedenk- und Bildungsstätte Andreasstraße erinnert an die dortige ehemalige MfS-Untersuchungshaftanstalt und bietet eine moderne Ausstellung zu Thüringen 1949 bis 1989.
- Im heutigen Archiv der Stasi-Unterlagen auf dem Petersberg befindet sich ein Informations- und Dokumentationszentrum, welches die Struktur und Arbeitsweise des MfS sowie dessen geschichtliche Entwicklung thematisiert. Des Weiteren werden kostenfreie Archivführungen angeboten.
- In der Kunsthalle Erfurt im Haus zum Roten Ochsen am Fischmarkt finden Wechselausstellungen zeitgenössischer und moderner Kunst statt.
- Im Stadtteil Molsdorf, etwa zehn Kilometer südlich der Innenstadt, liegt das spätbarocke Schloss Molsdorf. Es bietet, neben der acht Hektar großen Parkanlage und dem Schloss selbst, eine Ausstellung des Nachlasses des Malers Otto Knöpfer.

### Bauwerke

#### Architektur des Stadtbilds

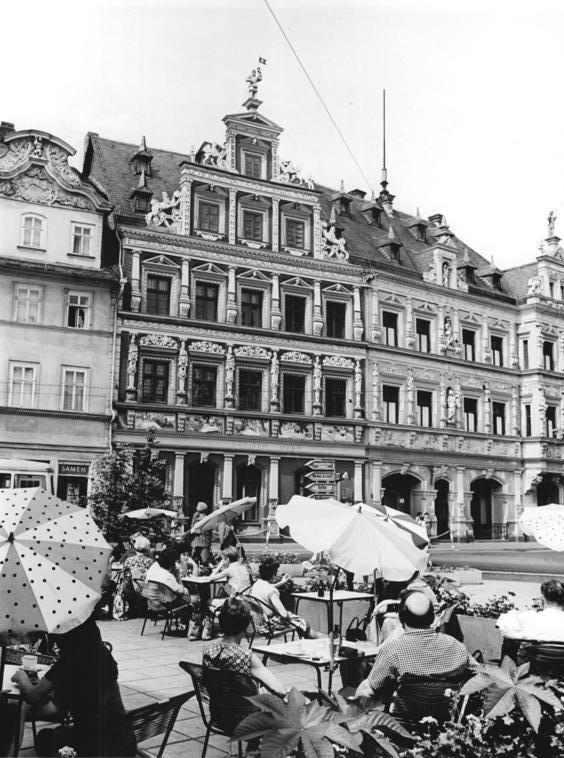
Gebäude der Renaissance und der Neorenaissance nebeneinander am Fischmarkt, 1970

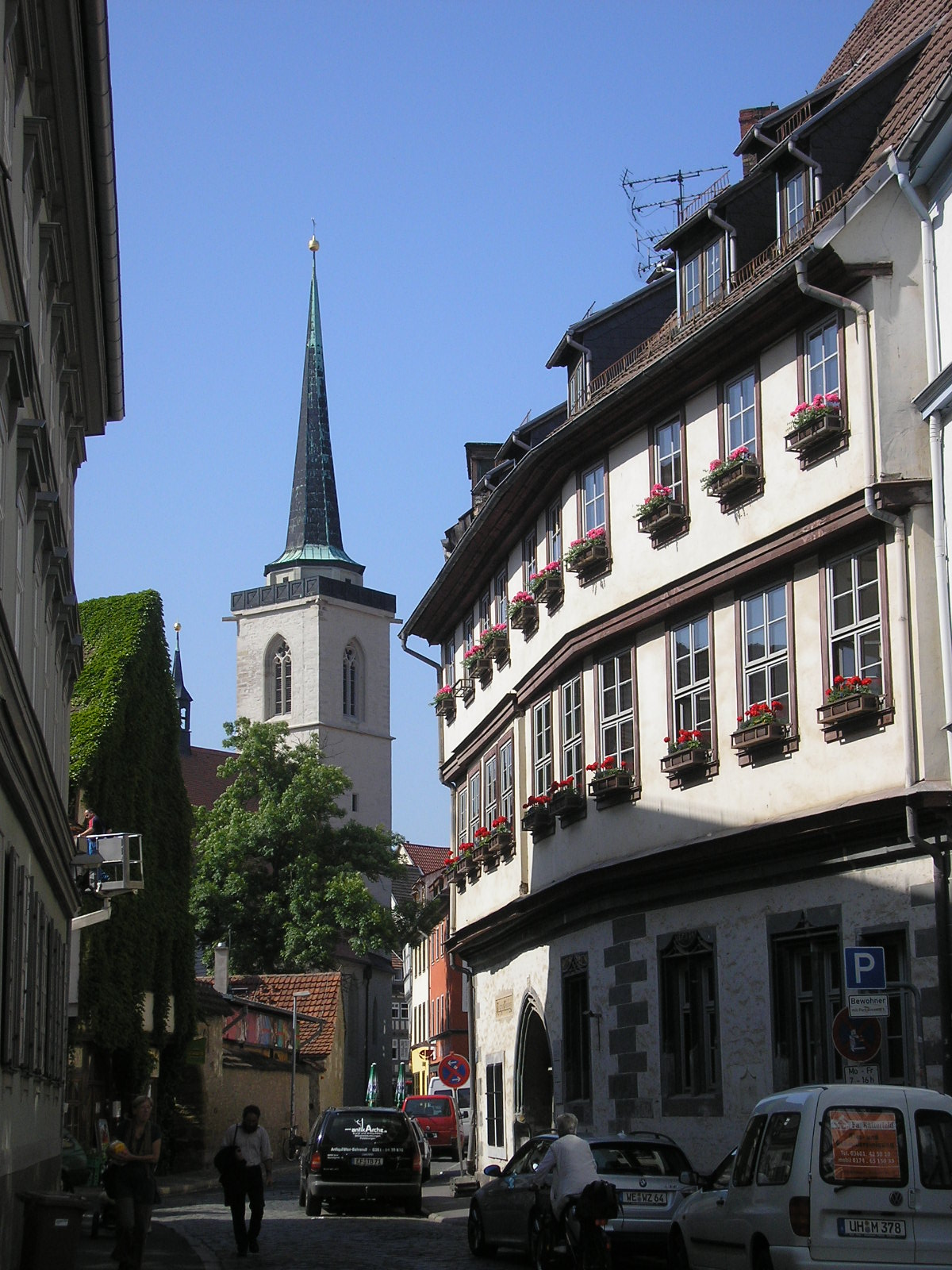
In der Allerheiligenstraße im Stadtzentrum

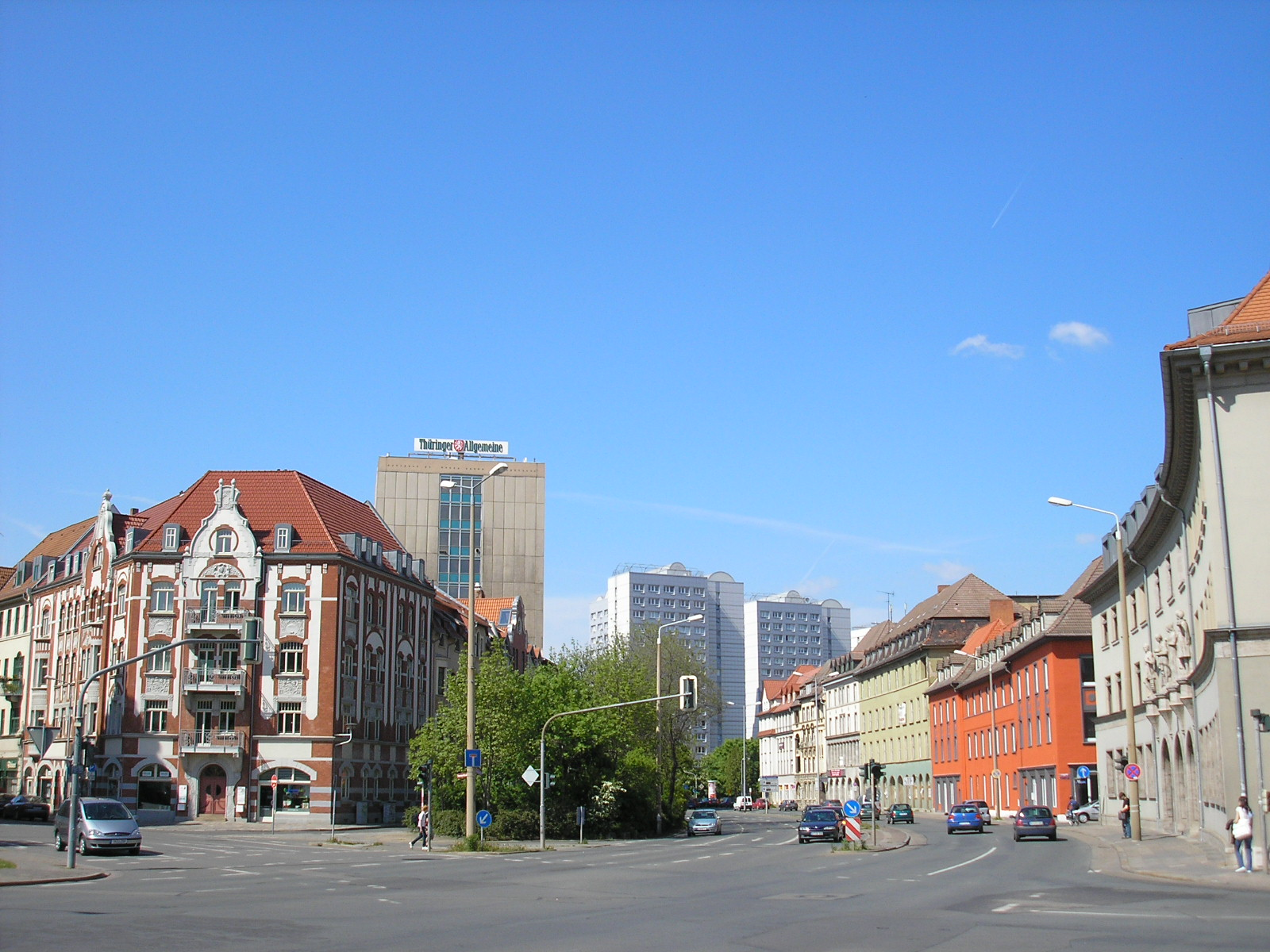
Am Juri-Gagarin-Ring im Zentrum mischen sich Bauten verschiedener Architekturepochen

Kern Erfurts ist die Altstadt, die sich in zwei Teile einteilen lässt: die innere Altstadt innerhalb der ersten Stadtbefestigung aus dem 10. Jahrhundert und die äußere Altstadt innerhalb der zweiten Stadtbefestigung aus dem 14. Jahrhundert. Beide Mauerringe lassen sich heute noch gut nachvollziehen; der innere wird vom Juri-Gagarin-Ring und der äußere vom Stadtring nachvollzogen. Dabei zeigt die innere Altstadt heute noch größtenteils ein mittelalterliches Bild, das von den über 20 gotischen Pfarrkirchen und den sie umgebenden Fachwerk-, Bürger- und Handelshäusern geprägt wird. Sie stammen größtenteils aus der Zeit des 16., 17. und 18. Jahrhunderts (Renaissance/Barock). Punktuell wurden in der inneren Altstadt auch in späterer Zeit neue Gebäude errichtet, was sich aber im Wesentlichen auf die Hauptgeschäftsstraßen beschränkte. Die äußere Altstadt zeigt hingegen schon ein durchmischteres architektonisches Bild. Neben kleinen frühneuzeitlichen Gebäuden (z. B. im Brühl) finden sich hier auch große Bauten aus der Gründerzeit (z. B. im Bahnhofsviertel) und nachfolgenden Epochen (vor allem entlang des Juri-Gagarin-Rings).
Erst 1873 verlor Erfurt seinen Status als Festungsstadt. Die Stadtbefestigungen wurden abgetragen und die Flächen außerhalb zur Bebauung freigegeben. Dadurch konnte sich die Stadt schnell, aber auch sehr regelmäßig entwickeln. Um die Altstadt entstand in den folgenden 60 Jahren ein Gürtel aus Wohnvierteln (die Erfurter Vorstädte). Die ältesten Gebäude dieser Phase befinden sich an der Magdeburger Allee, und die jüngsten sind die Wohnblocks der Neuen Sachlichkeit aus der Zeit um 1930 in der Krämpfervorstadt. Dieser Gürtel musste weder unter Kriegsschäden noch unter späteren Umbaumaßnahmen leiden, so dass er heute noch vollständig erhalten ist; einzig einige Industriebauwerke wurden nach der Wiedervereinigung abgerissen. Dennoch gibt es im Erscheinungsbild der Viertel große Unterschiede: So dominieren im Südwesten der Stadt reich verzierte, einzeln stehende Villen, während im Nordosten eher monotone Arbeiterviertel mit der typischen fünfgeschossigen Block-Bauweise vorherrschen. Im Gegensatz zu vielen anderen Städten Mitteldeutschlands sind diese Häuser unverputzt und ohne Fassadenschmuck, typischerweise aus rotem Ziegel (hergestellt in den Ziegeleien am Roten Berg im Norden der Stadt). Der Sanierungsstand hier ist relativ hoch, der Brachflächenanteil eher gering.
Nach dem Zweiten Weltkrieg wurde die weitere Entwicklung der Stadt durch die staatlichen Wohnungsbauprogramme in der DDR bestimmt. Dabei entstanden die beiden Großsiedlungen Erfurt-Nord und Erfurt-Südost mit Hochhäusern in Plattenbauweise. Nach der Wiedervereinigung schrumpfte die Einwohnerzahl der Stadt durch Wegzüge und Suburbanisierung. Suburbanisierungsgebiete waren vor allem der Ringelberg im Osten, Marbach im Westen und andere Dörfer in der Umgebung Erfurts. In der Stadt dominierte der Bau von Geschäfts- und Verwaltungsbauten, um die Aufgaben der neuen Funktion als Landeshauptstadt zu erfüllen. Zudem wurde eine weitgehende Sanierung des Altbaubestands in der Altstadt und den Vorstädten erreicht. In jüngster Zeit entstanden auch vermehrt neue Wohnhäuser auf Baulücken in der Altstadt.
Bedeutendstes romanisches Bauwerk der Stadt ist die Peterskirche. Aus der Zeit der Gotik stammen der Erfurter Dom sowie die Kloster- und Pfarrkirchen der Altstadt, etwa die Predigerkirche oder die Kaufmannskirche. Auch Profanbauten wie der Kornhofspeicher entstanden zu dieser Zeit. Die Renaissance ist in Erfurt durch den Bau repräsentativer Bürgerhäuser geprägt. Beispiele dafür sind das Haus zum Roten Ochsen am Fischmarkt oder das Haus zum Stockfisch in der Johannesstraße. Die Kurmainzische Statthalterei (heute Sitz der Staatskanzlei) entstand als Verwaltungsbau in zwei Phasen. Sie hat einen Renaissance- und einen Barock-Teil. Ein weiteres bedeutendes Barockbauwerk in der Stadt ist die Waage. Auch die große Zitadelle Petersberg entstand zur Zeit des Barock. Die folgende Epoche des Klassizismus war in Erfurt nicht besonders prägend, Gebäude dieser Zeit sind der Kaisersaal, die Kleine Synagoge oder auch der Alte Hauptbahnhof. Im Historismus entstanden neben zahlreichen Wohngebäuden auch das Rathaus, das Gericht und die Thomaskirche. Zwischen Erstem und Zweitem Weltkrieg entstanden beispielsweise die Lutherkirche (Art déco), die Thüringenhalle, das Jacobsenviertel oder der Landtag. Aus dem Jahr 1960 stammt die Gesamtanlage des egaparks und aus der Nachwendezeit die Messe, das Neue Theater oder auch die Gunda-Niemann-Stirnemann-Halle.
Die Liste der Kulturdenkmale in Erfurt umfasst mehr als 1600 unter Denkmalschutz stehende Objekte.

#### Sakralbauten

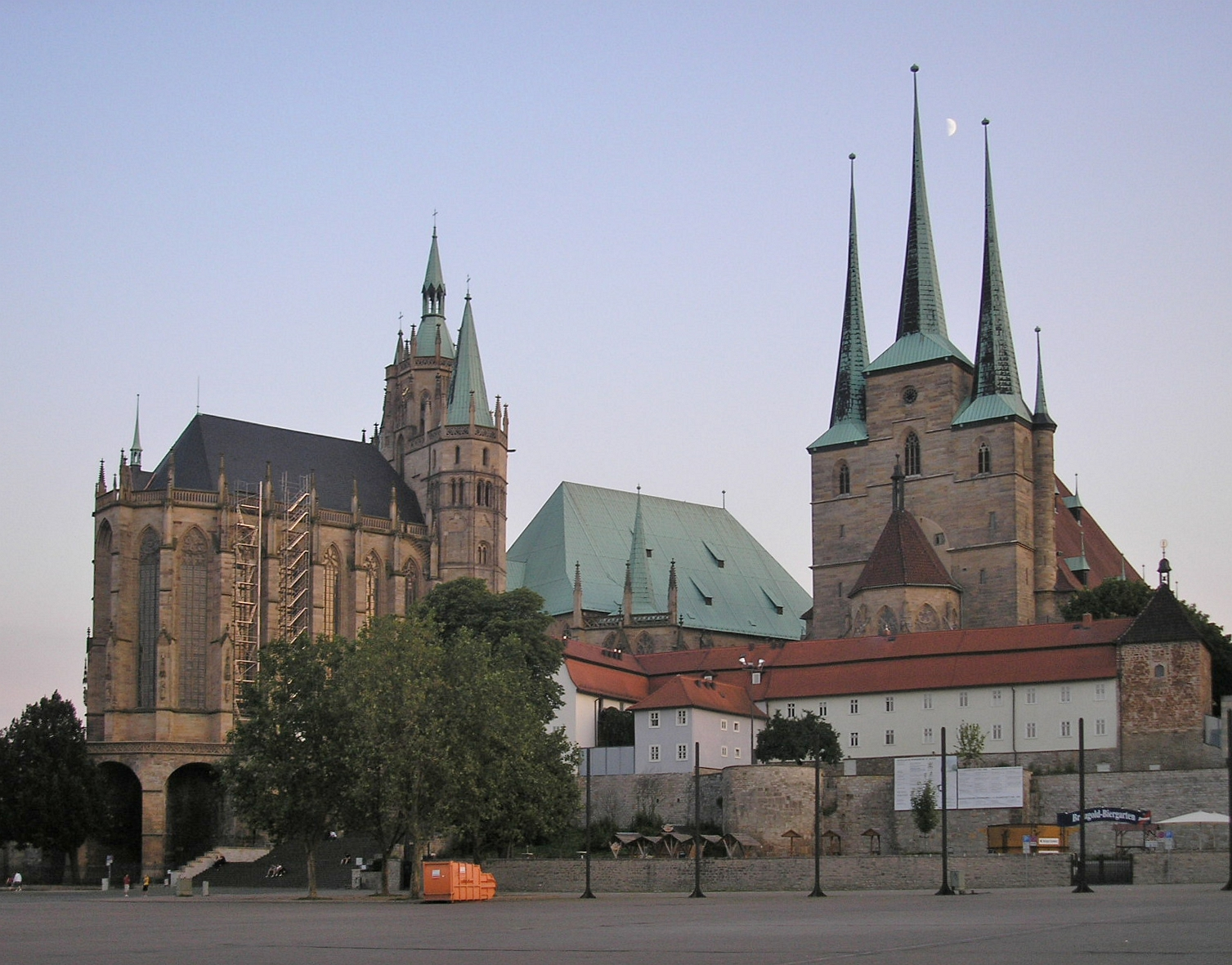
Dom und Severikirche

#### Kirchen und Klöster

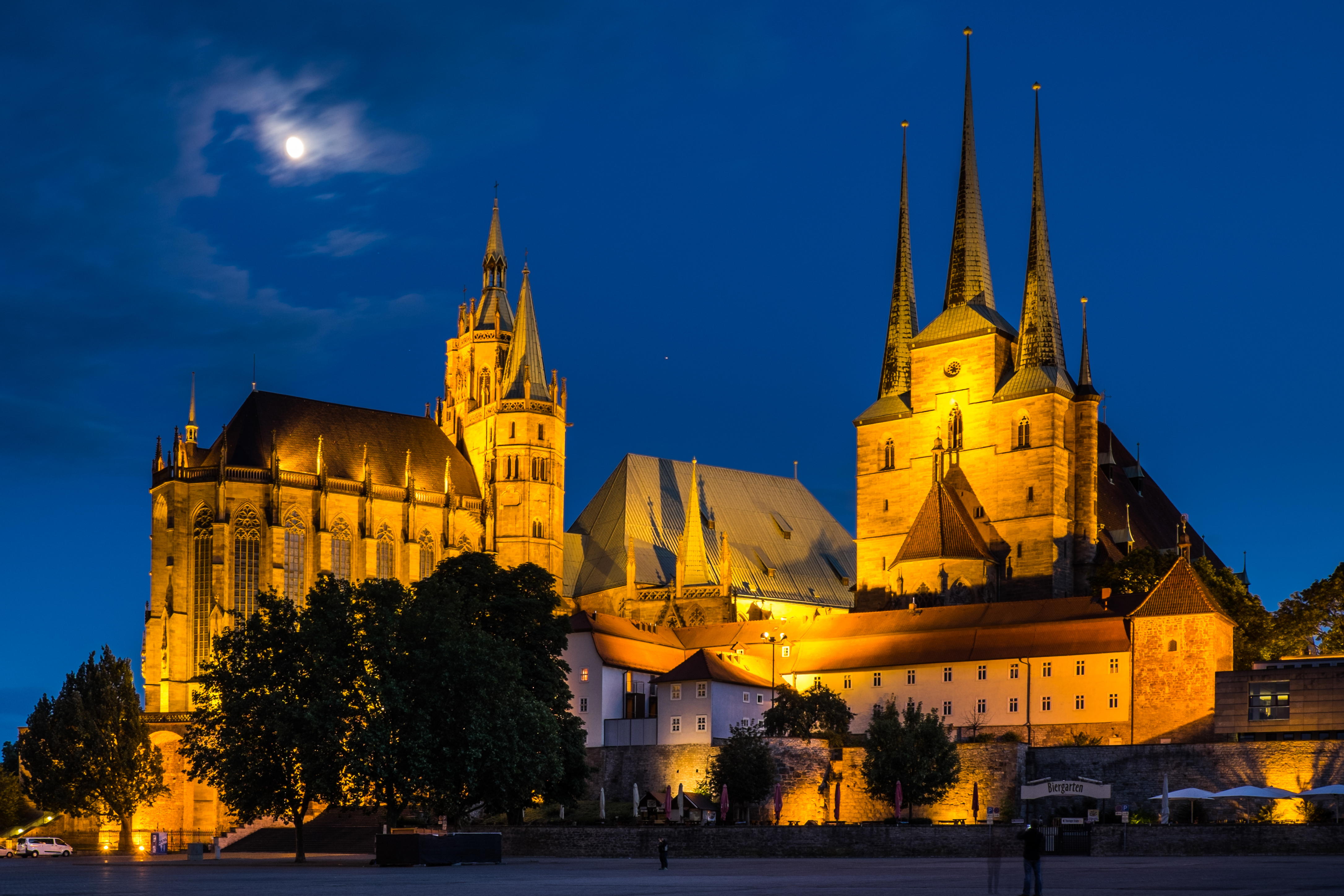
Nachtaufnahme vom Dom und der Severikirche in Erfurt

Wegen seiner zahlreichen Kirchen und Klöster erhielt Erfurt im Mittelalter den Beinamen „Thüringisches Rom“. Heute gibt es in der Altstadt 22 Kirchen und 5 freistehende Kirchtürme ehemaliger Kirchen. Außerdem gibt es in den anderen Stadtteilen 8 und in den eingemeindeten Dörfern 42 weitere Kirchen, womit Erfurt heute über 77 historische Kirchengebäude verfügt. Früher gab es in der Altstadt bis zu 38 Kirchen (inklusive der Klosterkirchen der 14 Erfurter Klöster). Bedingt durch Kirchenaustritte nimmt der Mitgliederverlust zu, was zur Folge hat, dass bis Ende 2026 vier von sieben katholischen Kirchen in der Stadt nicht mehr für Gottesdienste genutzt werden.

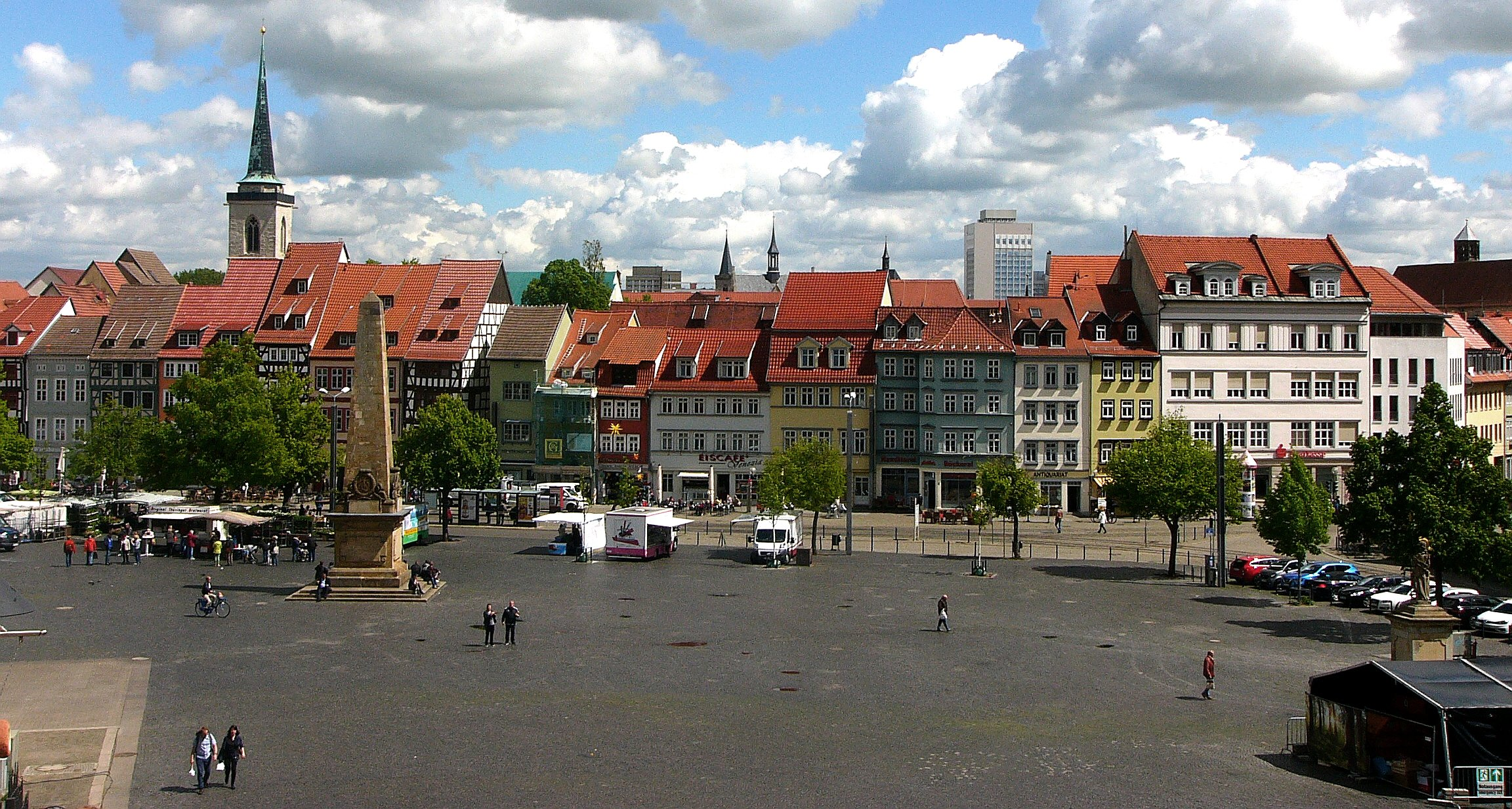
Der Domplatz von der Domtreppe aus gesehen

Das Wahrzeichen der Stadt ist das einzigartige Ensemble von Mariendom und Severikirche auf dem Domberg. Beide Kirchen sind vom Domplatz aus über die 70 Domstufen zu erreichen. Die größte Glocke des Domes, die Gloriosa, ist die größte freischwingende mittelalterliche Glocke der Welt. Die 1497 gegossene Glocke ist 2,57 Meter hoch, misst 2,54 Meter im Durchmesser und wiegt 11.450 Kilogramm. Sie wird heute noch zu besonderen Ereignissen und kirchlichen Feiertagen geläutet.

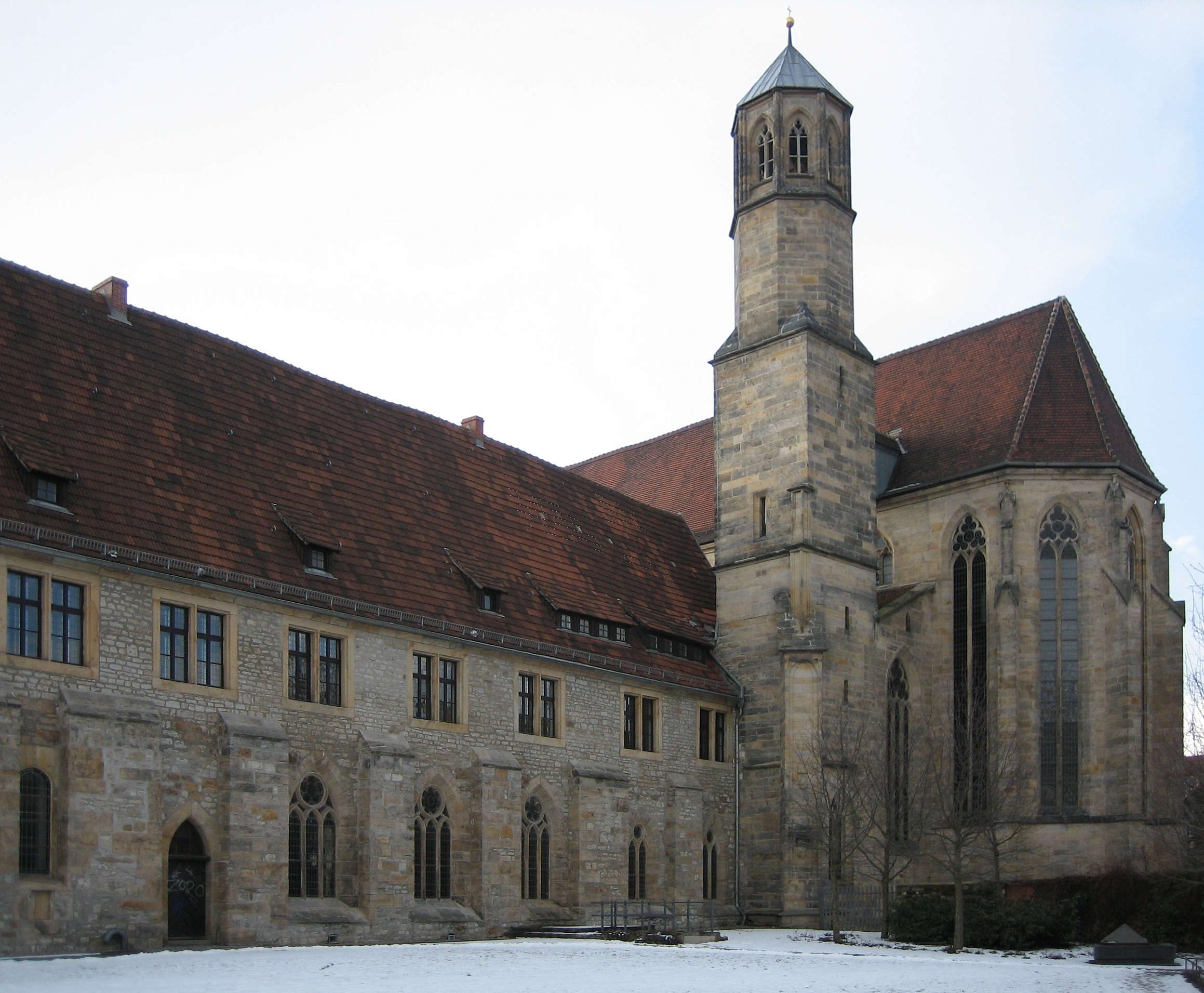
Predigerkirche mit Flügel des Predigerklosters

Die Barfüßerkirche wurde 1231 errichtet und gehörte einst zum Kloster der Franziskaner. Bei einem Bombenangriff im Jahr 1944 wurde die Kirche weitgehend zerstört. In ihrer Ruine finden jährlich im Sommer Theatervorstellungen unter freiem Himmel statt. Derzeit wird ein Umbau geplant. Die Kosten sollen sich auf zwei Millionen Euro belaufen. Dabei ist nicht an eine Restaurierung gedacht, wie bei der Frauenkirche in Dresden, sondern an einen Überbau, um die verbliebene historische Substanz als Kulturerbe zu erhalten.
Die am Wenigemarkt beheimatete Ägidienkirche wurde 1110 erstmals erwähnt. Sie war eine der zwei Brückenkopfkirchen der Krämerbrücke, ist aber heute als einzige erhalten. Der Zugang zur Krämerbrücke verläuft durch ein begehbares Tor in der Kirche. Ihr Turm kann bestiegen werden und bietet eine einzigartige Aussicht über die gesamte Erfurter Altstadt.
Die zwischen 1270 und 1450 erbaute Predigerkirche mit dem zugehörigen Predigerkloster ist eine dreischiffige kreuzrippengewölbte Basilika und eines der bedeutendsten Bauwerke der Bettelorden-Architektur in Deutschland. Dendrologische Untersuchungen ergaben, dass der ausschließlich aus Holz bestehende Dachstuhl von Thüringer Fichten stammt, die zwischen 1279 und 1285 geschlagen wurden. Damit besitzt das Predigerkloster den ältesten Dachstuhl im deutschsprachigen Raum.
Der mit 60 Metern höchste Turm der Altstadt ist jener der Nikolaikirche in der Augustinerstraße. Weitere bekannte Kirchen sind die Peterskirche auf dem Petersberg, die Kaufmannskirche, St. Lorenz und die Schottenkirche.
Das 1277 erbaute Augustinerkloster ist vor allem als bedeutende Lutherstätte bekannt. Nach Beendigung seines Studiums in Erfurt schloss sich Martin Luther den Augustiner-Eremiten an. Hier lebte er von 1505 bis 1511 und wurde 1507 im Dom zum Priester geweiht. Heute wird das Augustinerkloster als internationale Begegnungsstätte genutzt. In den Sommermonaten finden im Renaissancehof des Klosters Konzerte und Theateraufführungen statt.

#### Synagogen
Im Erfurter Stadtgebiet gibt es drei Synagogen. Das einzig aktive Gotteshaus ist die im Jahr 1952 geweihte Neue Synagoge am südlichen Juri-Gagarin-Ring. Die in der Nähe der Krämerbrücke gelegene Alte Synagoge (heute Museum) ist mit einem Alter von über 900 Jahren eine der ältesten erhaltenen Synagogen Europas. Zur alten Synagoge gehört die 2007 bei Bauarbeiten entdeckte, etwa 750 Jahre alte Mikwe. Die Kleine Synagoge liegt direkt an der Gera hinter dem Rathaus und wird seit 1993 als Kulturzentrum genutzt. Die Alte Synagoge gehört zusammen mit dem Steinernen Haus und der Mikwe seit dem 17. September 2023 zum UNESCO-Weltkulturerbe.

#### Profane Bauwerke

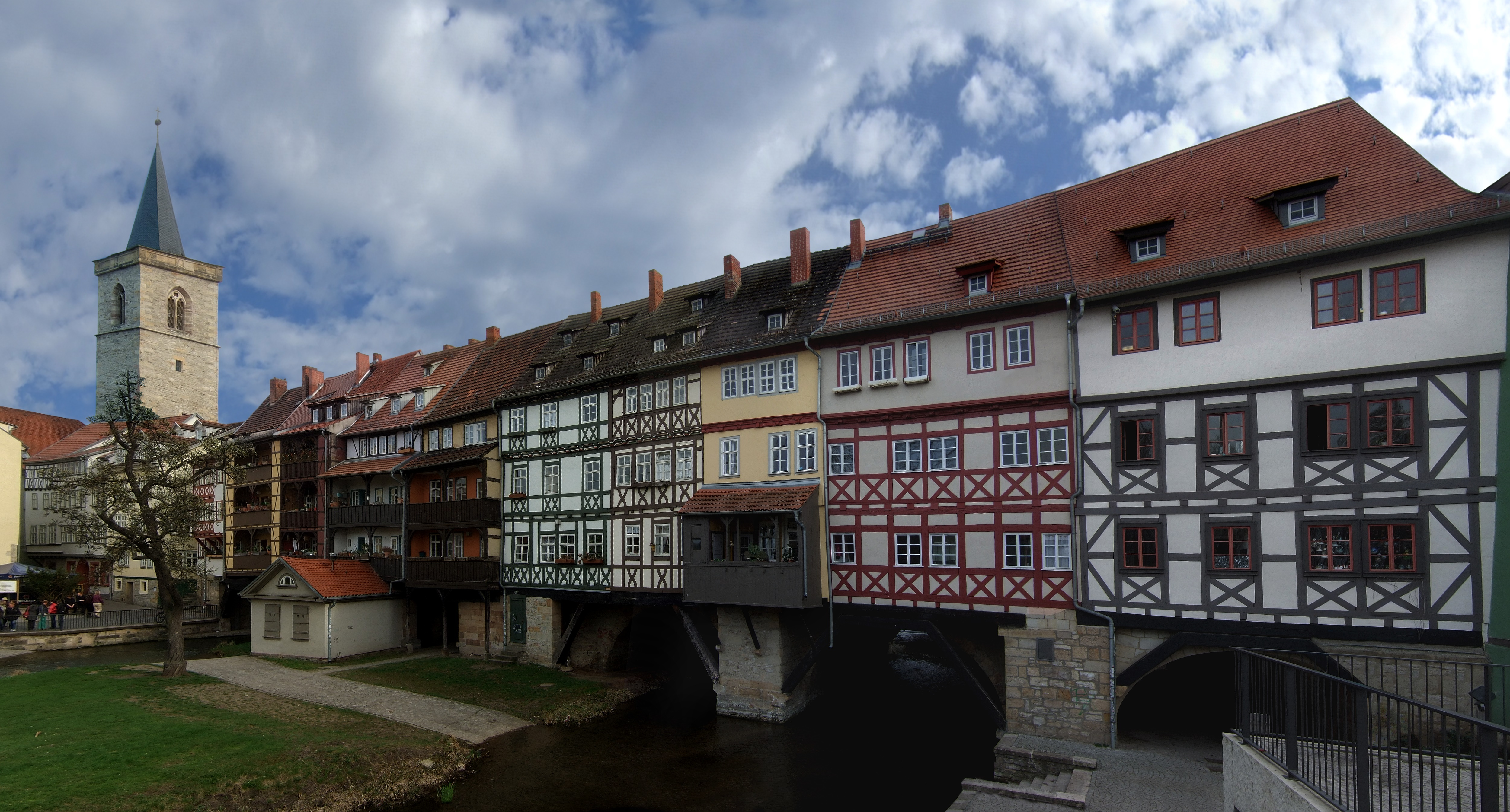
Krämerbrücke

Erfurt besitzt einen der am besten erhaltenen und größten mittelalterlichen Stadtkerne Deutschlands. Ein bemerkenswertes Bauwerk ist die Krämerbrücke, die 1117 erstmals erwähnt und 1325 nach mehreren Bränden aus Stein gebaut wurde. Das 120 m lange Bauwerk überspannt die Gera und ist mit 32 Häusern bebaut. Damit ist die Krämerbrücke die längste komplett bebaute und bewohnte Brücke Europas. Einst befanden sich an beiden Zugängen Brückenkopfkirchen, heute ist nur noch die Ägidienkirche am Zugang Wenigemarkt erhalten.
Neben der Krämerbrücke waren im Mittelalter die Lehmannsbrücke, erstmals 1108 erwähnt und 1976 durch ein Spannbetonbauwerk ersetzt, die Schlösserbrücke und die Lange Brücke wichtige Brücken über die Gera. Zu den ältesten erhaltenen Natursteinbrücken der Stadt zählt außerdem die Roßbrücke aus dem Jahr 1750.

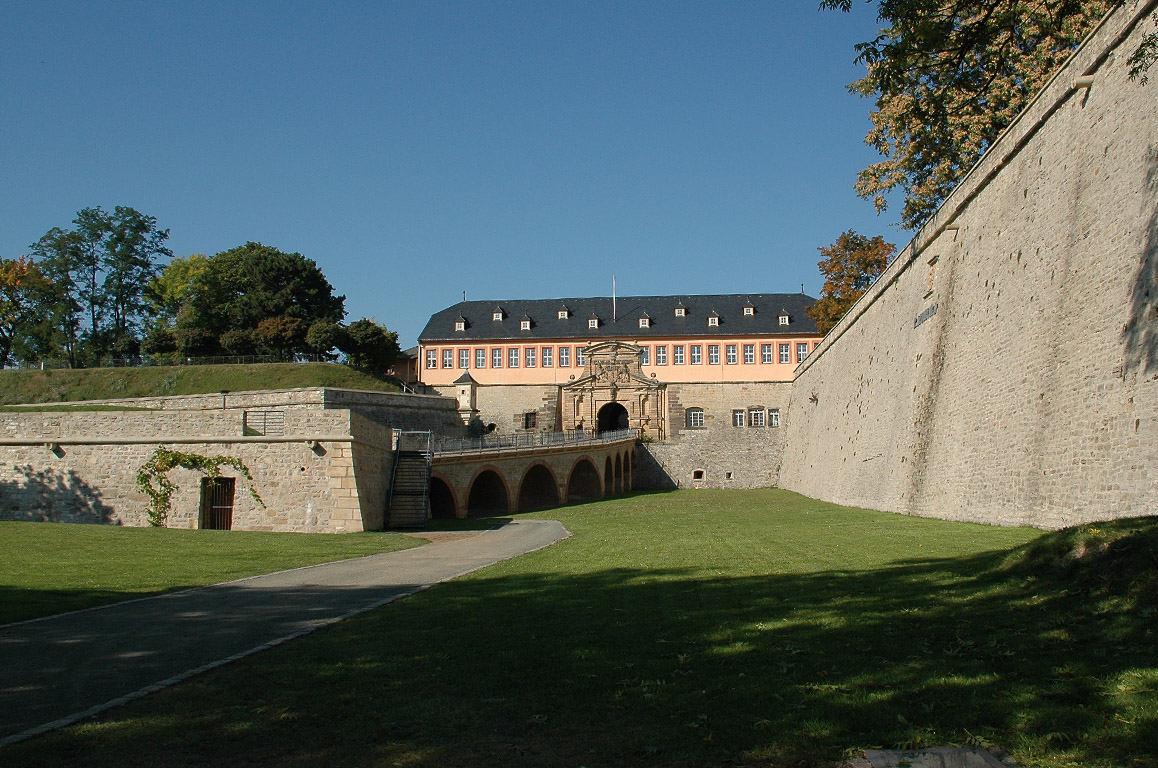
Zitadelle Petersberg

Direkt neben dem Domplatz ragt der Petersberg empor, auf dem zwischen 1665 und 1707 die Zitadelle Petersberg errichtet wurde. Heute ist die Zitadelle die einzige weitgehend erhaltene barocke Stadtfestung Europas.
Auf dem Gelände des egaparks befindet sich die 1480 errichtete und im 17. Jahrhundert zur Zitadelle ausgebaute Cyriaksburg. Sie beherbergt heute das Deutsche Gartenbaumuseum und eine Aussichtsplattform auf einem der beiden Festungstürme.

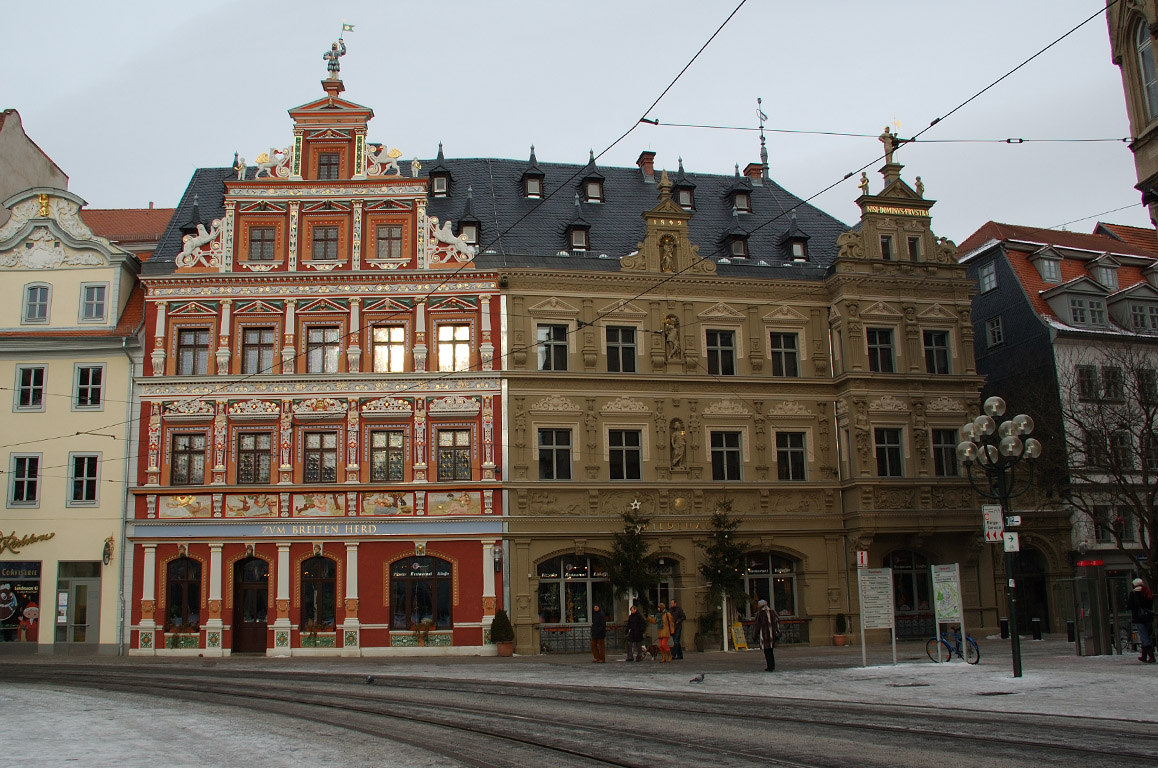
Fischmarkt mit dem Haus zum breiten Herd und dem Gildehaus

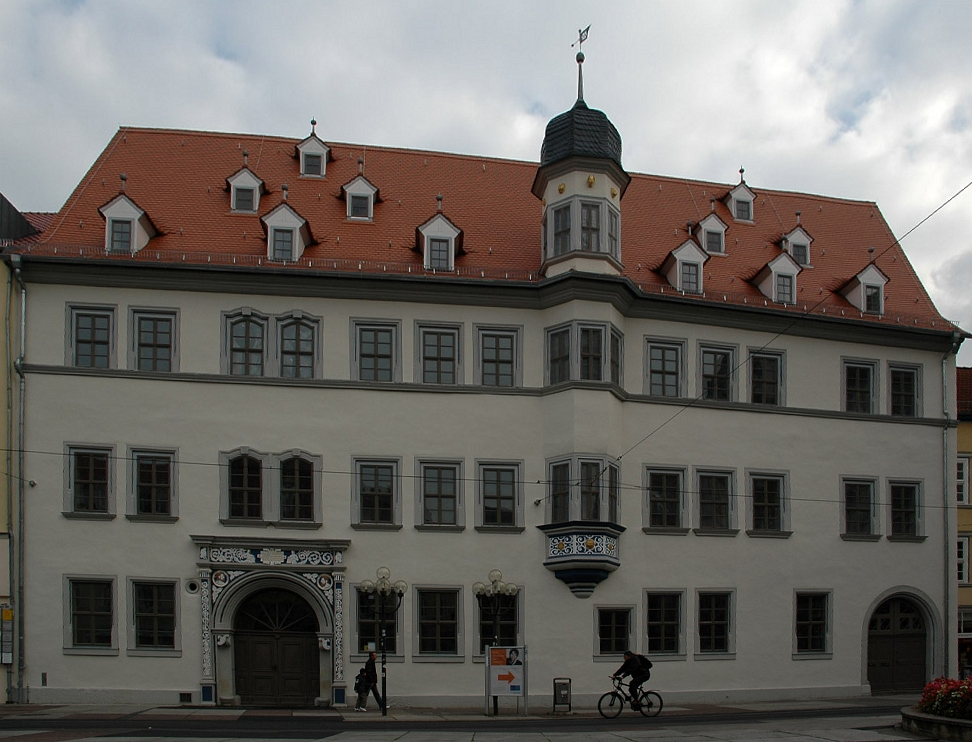
Haus Dacheröden

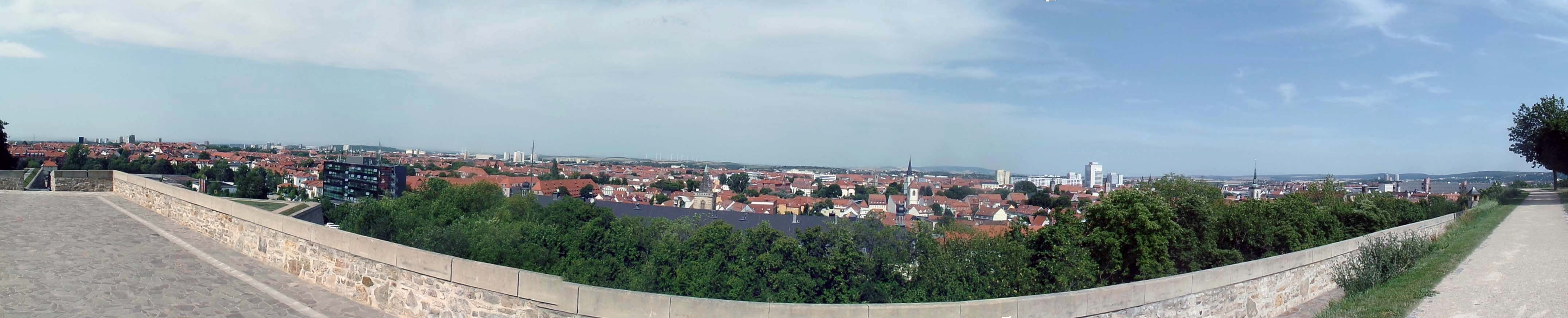
Altstadt vom Petersberg

Auf dem Fischmarkt, gelegen zwischen Anger und Domplatz, steht das Erfurter Rathaus. Der neogotische Bau wurde 1870 bis 1874 errichtet und in den 1930er Jahren erweitert. Er enthält im Treppenaufgang zahlreiche Wandgemälde mit Szenen der Erfurter und Thüringer Geschichte. Gegenüber dem Rathaus steht die 1561 errichtete Statue eines römischen Kriegers, die den Stadtpatron Martin von Tours darstellen soll. Am Fischmarkt gibt es noch weitere sehenswerte Gebäude, so das 1562 erbaute Haus zum Roten Ochsen, das heute eine Kunstgalerie beheimatet. Links vom Rathaus steht das Haus zum Breiten Herd mit seiner reich verzierten Renaissance-Fassade. Rechts vom Rathaus findet sich das 1934/35 im Stil der Neuen Sachlichkeit errichtete Sparkassengebäude.
Weitere sehenswerte Bauwerke sind das Haus zum Güldenen Krönbacken, das Haus zum Sonneborn mit dem Standesamt, die Kurmainzische Statthalterei (heute Thüringer Staatskanzlei) und der Gebäudekomplex Engelsburg, Ursprung der Dunkelmännerbriefe. Das nahe Collegium Maius der alten Universität in der Michaelisstraße wurde bis 2011 rekonstruiert und dient nun als Verwaltungssitz der Evangelischen Kirche in Mitteldeutschland.
Der Dachstuhl des Hauses Dacheröden am Anger brannte am 24. August 2006 vollständig aus. Der Renaissancebau wurde danach für 1,5 Millionen Euro saniert. Das Haus war im 18. und 19. Jahrhundert Treffpunkt für Gelehrte, Schriftsteller und Künstler. Goethe, Schiller, Dalberg und Wilhelm von Humboldt waren oft Gäste dieses Hauses. 1833 vereinigte der erfolgreiche Erfurter Unternehmer Sebastian Lucius die beiden Vorgängerbauten zum jetzigen „Haus Dacheröden“ und richtete dort sein Textilunternehmen ein. Am Anger 25 befindet sich ein Sparkassengebäude von 1930 im Stil der Neuen Sachlichkeit.
Das klassizistische Kultur- und Kongresszentrum Kaisersaal gehört als Stätte von Napoleons Erfurter Fürstenkongress 1808 und des Erfurter Parteitages der SPD 1891, mit zu den historisch bedeutsamsten Gebäuden.
Im 1904 erbauten ehemaligen Hotel Erfurter Hof fand 1970 das erste deutsch-deutsche Gipfeltreffen zwischen Bundeskanzler Willy Brandt und Ministerratsvorsitzendem Willi Stoph statt. Das „Willy-Brandt-Zimmer“ erinnert an die spektakulären Ovationen der Erfurter für Brandt.
Das 1912 erbaute Textilkontor wurde im Dezember 2014 abgerissen.

### Naherholungsgebiete und Parks

#### Zoopark Erfurt
Der Thüringer Zoopark Erfurt liegt im Norden von Erfurt am Roten Berg und stellt mit 63 ha den flächenmäßig drittgrößten zoologischen Garten in Deutschland dar. Der Zoopark bietet insbesondere großen Pflanzenfressern wie Elefanten, Giraffen und Nashörnern ein Zuhause und beherbergt insgesamt etwa 1000 Tiere und 157 Arten. Der Zoopark wurde 1959 gegründet.

#### Erfurter Gartenbauausstellung egapark

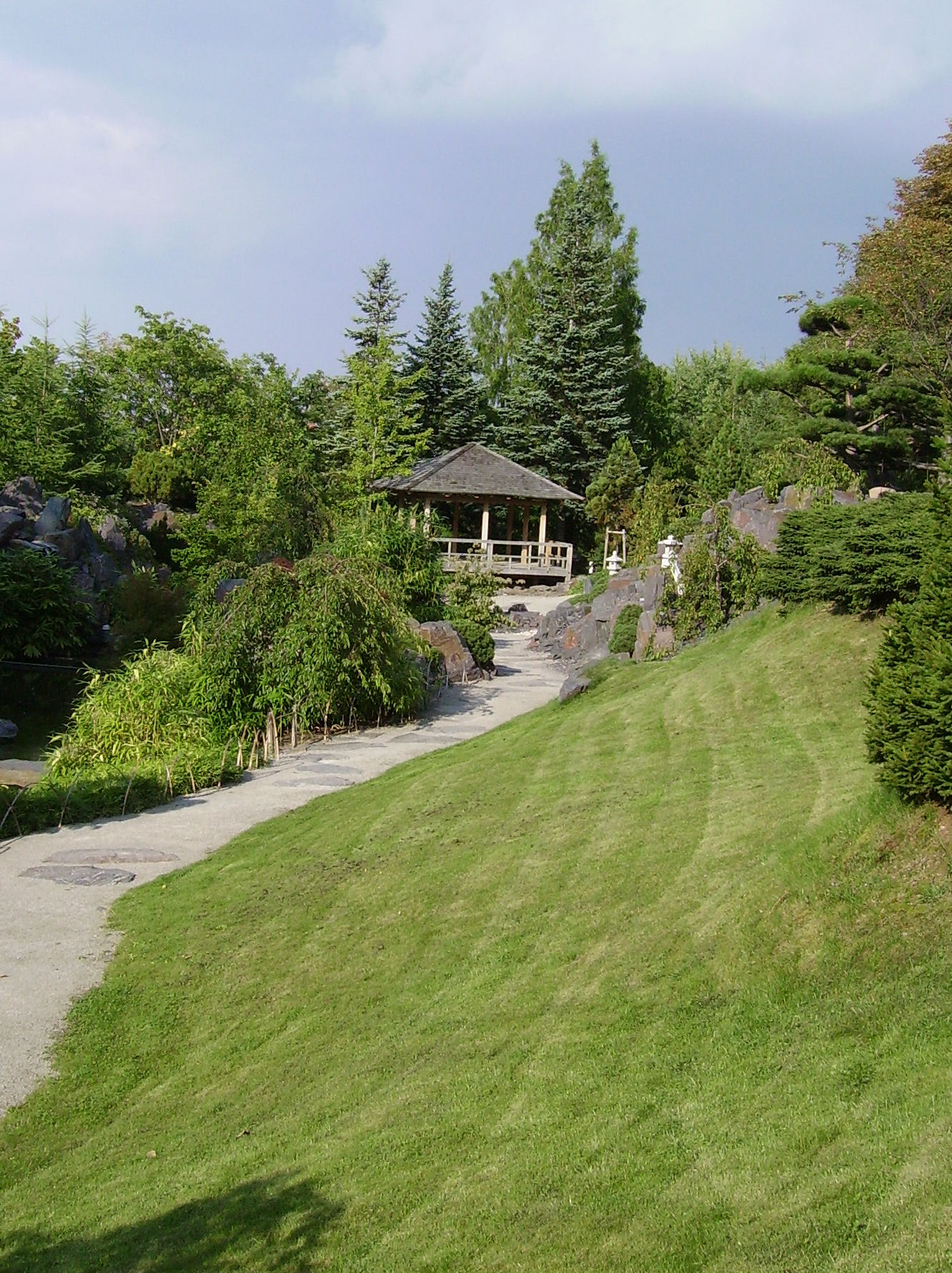
Japanischer Garten auf der ega

Die Erfurter Gartenbauausstellung, der egapark, liegt am westlichen Stadtrand von Erfurt an der Zitadelle Cyriaksburg. 1961 fand auf dem Gelände die „I. Internationale Gartenbauausstellung (iga) sozialistischer Länder“ statt, die als iga verstetigt wurde. Das 36 Hektar große Areal steht unter Denkmalschutz und umfasst unter anderem das größte ornamental bepflanzte Blumenbeet Europas und den größten Spielplatz in Thüringen. Neben einem Rosengarten und einem Japanischen Garten gibt es im egapark zahlreiche Themenhäuser, wie das Tropenhaus, das Schmetterlingshaus, das Kakteenhaus und das Orchideenhaus. Zudem befindet sich auf dem Gelände die Zitadelle Cyriaksburg, die unter anderem das Deutsche Gartenbaumuseum beherbergt. Der egapark ist außerdem Ort regelmäßiger Großveranstaltungen, wie dem Lichterfest im August und dem spätsommerlichen Biermarkt. Das deutschlandweit einzigartige Gartendenkmal der 1960er-Jahre wurde zur Bundesgartenschau 2021 saniert. Sie fand auf dem Petersberg, im Nordpark und im egapark statt.

#### Parkanlagen und Friedhöfe
Erfurt besitzt zahlreiche Parkanlagen, beispielsweise den Stadtpark in der Nähe des Hauptbahnhofes, den Südpark neben dem Stadion und die größte Anlage, der romantische weitgehend naturbelassene Venedig-Park nördlich der Krämerbrücke, den Nordpark, in dem sich das Nordbad befindet, das nach Abriss und Neubau 2010 wieder eröffnet wurde. Ein weiterer Park ist der direkt an der Gera gelegene Luisenpark im Südwesten Erfurts. Dort befindet sich auch, als terrassenförmig angelegte Anlage, der botanisch-dendrologische Garten. Direkt neben der Altstadt liegt der 1,5 Hektar große Brühler Garten. Der in sich abgeschlossene Garten steht unter Denkmalschutz und wurde 2001 neugestaltet. Im Süden der Stadt befindet sich der 700 Hektar große Steigerwald, der unter anderem 36 km Wanderwege bietet.
Ein Teil der Erfurter Parkanlagen ist aus Friedhöfen hervorgegangen. Der heutige Erfurter Hauptfriedhof mit Gedenkstätten und Ehrengräbern hat ebenfalls parkartigen Charakter. Zahlreiche weitere Friedhöfe gibt es in den Erfurter Ortsteilen, die früher Dörfer waren.

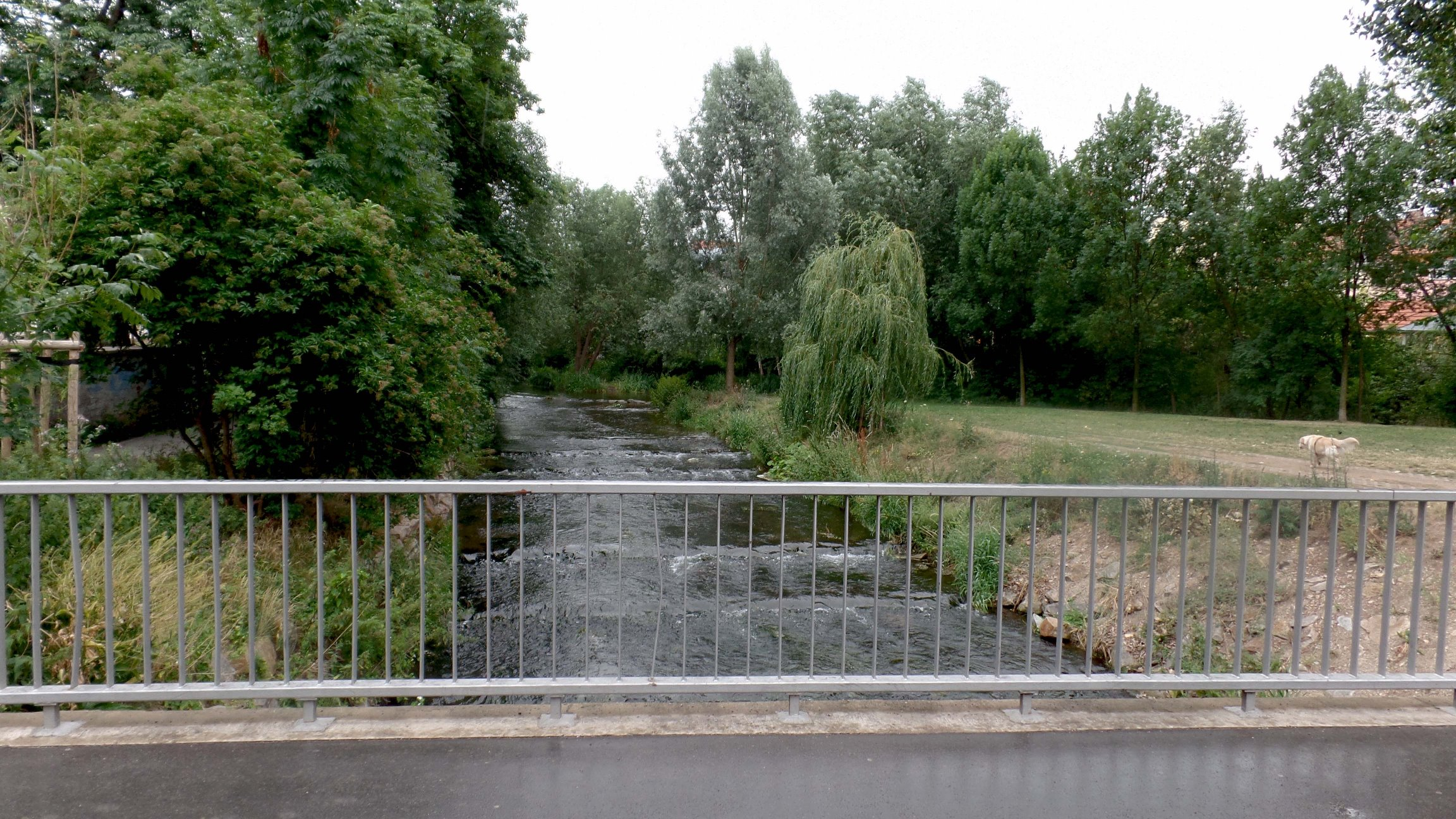
„Venedig“
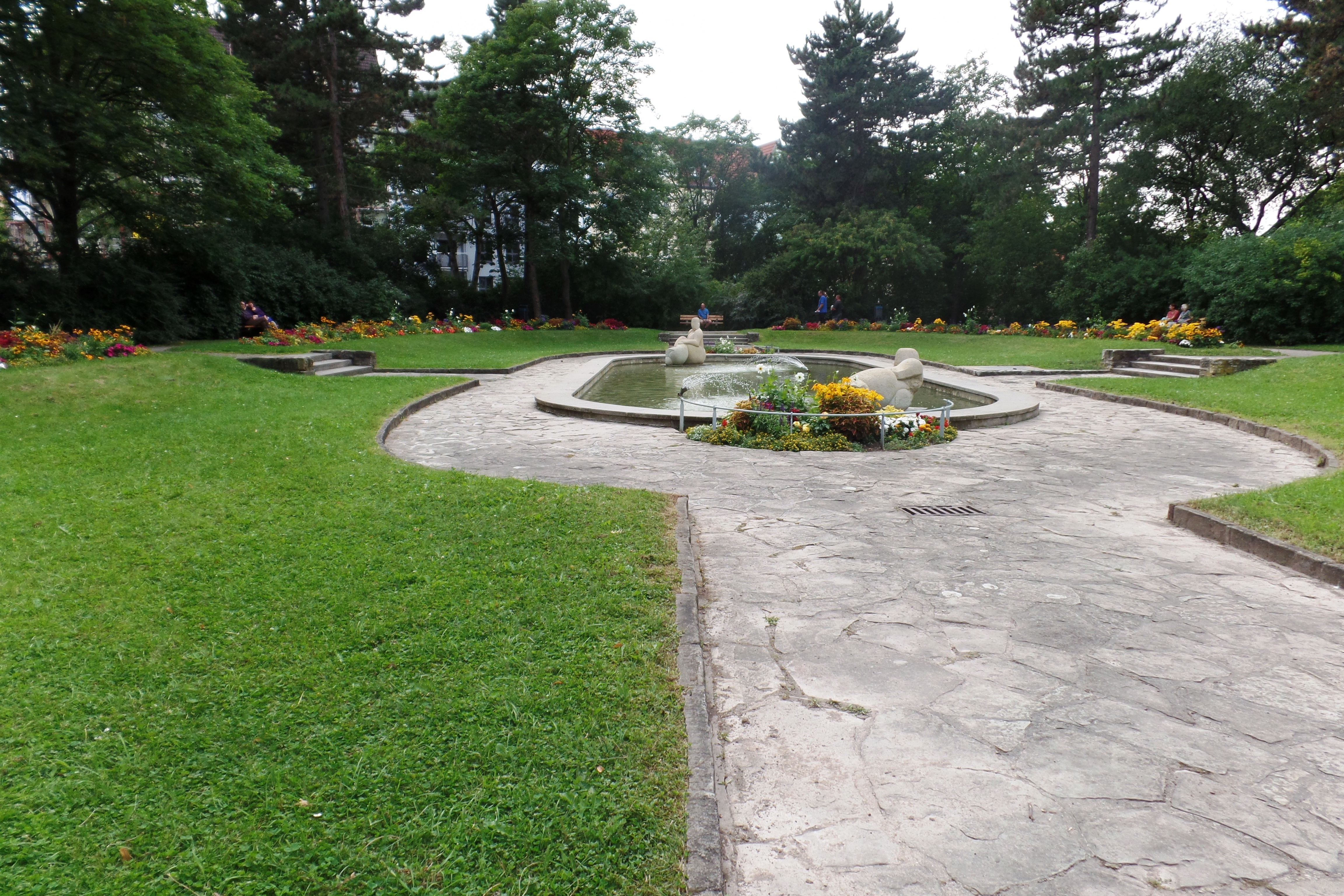
Stadtpark
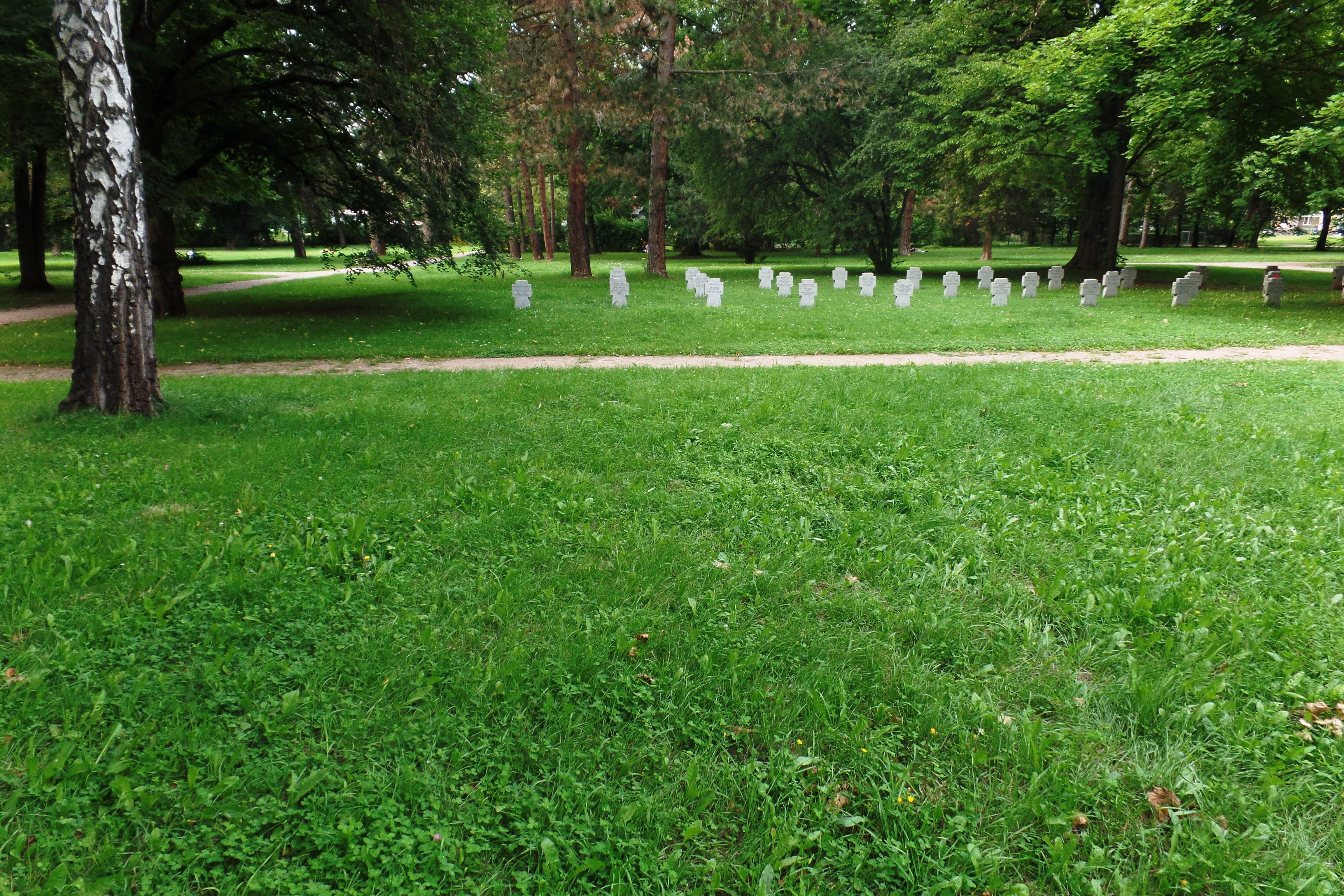
Südpark: Bombenopfer 1945

### Regelmäßige Veranstaltungen
Das seit 1975 jährlich am dritten Wochenende im Juni stattfindende Krämerbrückenfest ist das größte Altstadtfest Thüringens und zieht regelmäßig eine sechsstellige Anzahl an Besuchern an. In der ganzen Altstadt werden Thüringer Kunsthandwerk und kulinarische Spezialitäten verkauft. Kleinkunst und ein Mittelaltermarkt runden das dreitägige Fest ab. Zeitgleich zum Krämerbrückenfest findet das New Orleans Music Festival statt, das auf der Bühne hinter dem Rathaus vom Jazz über den Blues hin zum Boogie Woogie und Gospel die verschiedenen Musikstile aus New Orleans präsentiert.
Jährlich am 10. November findet auf dem Domplatz das Ökumenische Martinsfest statt, welches in der Stadt traditionell als Martini bezeichnet wird. Der Martinstag (Martini) wird in Erfurt einen Tag früher begangen, da hier neben dem Todestag des Stadtheiligen Martin von Tours (11. November 397), auch der Geburtstag von Martin Luther (10. November 1483) gefeiert wird. Aus diesem Grund begehen die katholische und die evangelische Kirche das Fest gemeinsam. Am Abend der Festveranstaltung finden sich tausende Erfurter auf dem Domplatz ein, Kinder bringen Laternen mit, so dass der Domplatz hell erleuchtet ist. Nach der Festveranstaltung ist es in Erfurt üblich, dass die Kinder mit ihren Laternen singend von Haus zu Haus gehen und dafür Süßigkeiten erhalten.
Der Erfurter Weihnachtsmarkt findet jährlich von Ende November bis 22. Dezember statt und wird dabei von rund zwei Millionen Menschen besucht, womit er zu den größten Weihnachtsmärkten in Deutschland zählt. Er findet hauptsächlich auf dem Domplatz vor der Kulisse des beleuchteten Ensembles von Dom und Severikirche statt. Auf dem Anger, dem Willy-Brandt-Platz, dem Fischmarkt und dem Wenigemarkt gibt es kleinere Ableger des Weihnachtsmarktes.
Erfurt war in der DDR ab 1974 Austragungsort der Quadriennale des Kunsthandwerks sozialistischer Länder.

### Kulinarische Spezialitäten

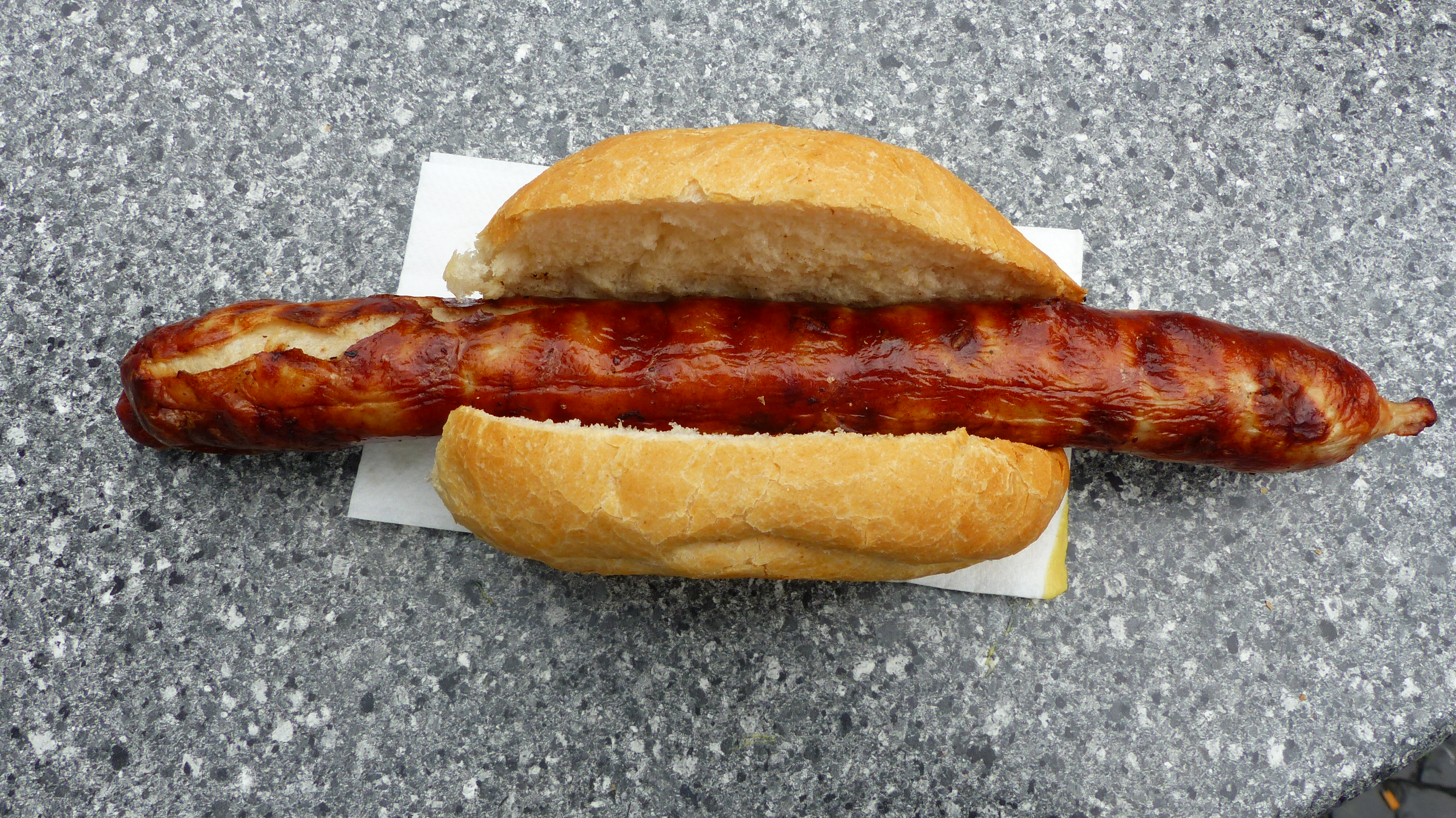
Thüringer Rostbratwurst

Die bekannteste kulinarische Spezialität Erfurts ist die Thüringer Rostbratwurst. In der Innenstadt werden an mehreren Ständen täglich Rostbratwürste verkauft, die traditionell mit Senf gegessen werden. Weitere Spezialitäten sind die Thüringer Leberwurst und Rotwurst, die bei verschiedenen Erfurter Fleischern angeboten werden. Die Bezeichnungen aller drei Wurstprodukte sind als geografische Herkunftsbezeichnung (g. g. A.) geschützt. Des Weiteren gehören Salate und Suppen basierend auf Puffbohnen und Brunnenkresse zu typischen Vorspeisen der Erfurter Küche und zeugen von der langen Gartenbautradition der Stadt.
Weitere Spezialitäten sind die Martinsgans zusammen mit Thüringer Klößen und Rotkohl sowie das Martinshörnchen, eine süße Blätterteigtasche, die traditionell zum Martinstag am 10. November gegessen werden. Außerdem wird in der Adventszeit das Erfurter Schittchen, ein Weihnachtsstollen, gebacken. Das Gebäck wurde 1329 erstmals urkundlich erwähnt und gilt als ältester Christstollen Deutschlands.

### Musik und Nachtleben

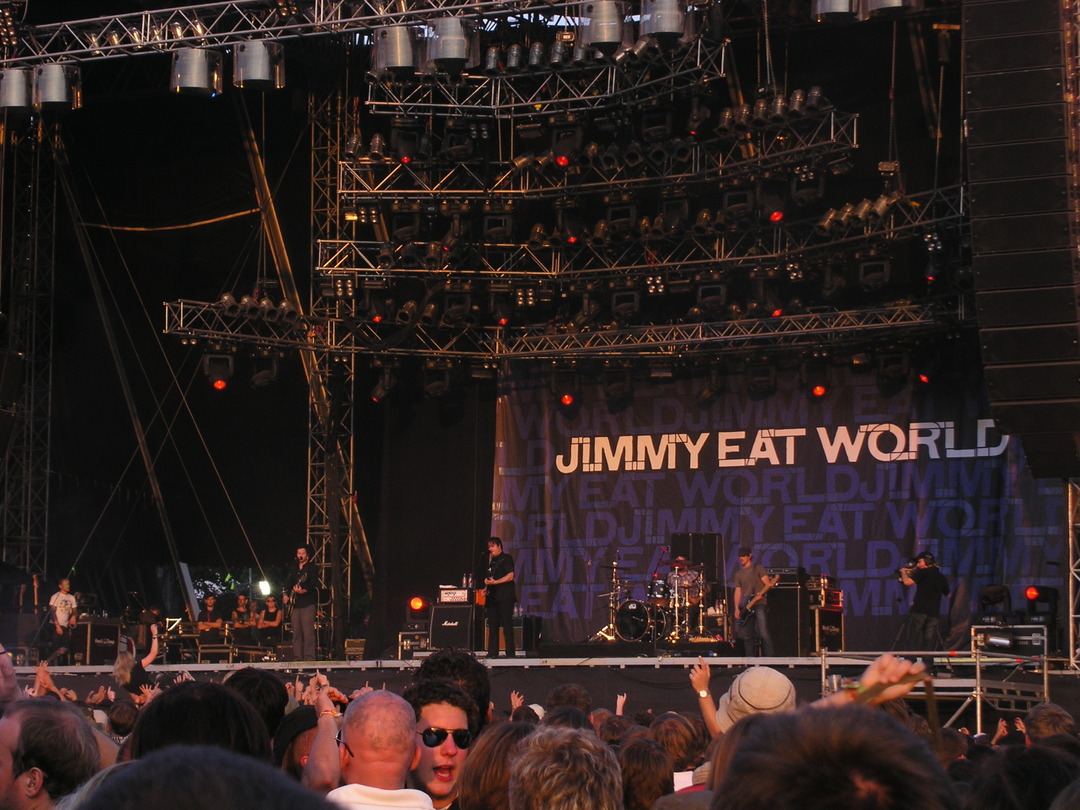
Jimmy Eat World 2007 auf dem Highfield-Festival

Im 17. und 18. Jahrhundert wirkten in Erfurt zahlreiche Mitglieder der Familie Bach, die seit den 1630er Jahren über ein ganzes Jahrhundert das musikalische Leben der Stadt derart beherrschten, dass noch 1793 alle Erfurter Stadtpfeifer „Bache“ genannt wurden, obwohl damals längst kein Musiker dieses Namens mehr in Erfurt lebte. Von 1678 bis 1690 war Johann Pachelbel als Organist an der Predigerkirche angestellt. Bedeutendste Figur des Musiklebens der Stadt im ersten Drittel des 20. Jahrhunderts war Richard Wetz, der zwischen 1906 und 1925 den Erfurter Musikverein leitete und dessen kompositorische Hauptwerke hier entstanden. Unter den Musikern der Nachkriegszeit ist besonders Johann Cilenšek zu nennen, der ebenfalls den Großteil seiner Werke in Erfurt komponierte.
Heute hat Erfurt eine lebhafte Musikszene, fast an jedem Wochenende gibt es Livekonzerte. Große Veranstaltungen finden in der Messehalle oder der Thüringenhalle statt. Für kleinere Konzerte stehen das Haus der sozialen Dienste (im Volksmund Gewerkschaftshaus), der Stadtgarten, die Alte Oper und der Museumskeller zur Verfügung. Im Erfurter Jazzclub am Fischmarkt finden außerdem an vielen Wochenenden Jazzkonzerte statt. Außerdem veranstalten das zum Theater Erfurt gehörende Philharmonische Orchester Erfurt und die Stadtharmonie Erfurt regelmäßig Konzerte.
In der Predigerkirche findet im Sommerhalbjahr jeden Mittwoch ein Konzert an der Schuke-Orgel statt. Im Dom St. Marien finden samstags von Mai bis August die „Internationalen Orgelkonzerte Dom zu Erfurt“ statt, die etwa ab Ende Juli an der barocken Volckland-Orgel der Cruciskirche fortgeführt werden. In Zusammenarbeit mit der Hochschule für Musik „Franz Liszt“ in Weimar wird seit 2008 alle drei Jahre der „Internationale Bach/Liszt-Orgelwettbewerb Erfurt-Weimar-Merseburg“ veranstaltet, der aus dem „Internationalen Orgelwettbewerb zu Erfurt Domberg-Prediger“ hervorgegangen ist. Die Stadt Erfurt bleibt jedoch der wichtigste Austragungsort dieses Wettbewerbes. Außerdem stehen auf dem Programm der Kirchenmusik beispielsweise Nachtkonzerte im Augustinerkloster und Aufführungen großer Oratorien durch Augustinerkantorei und Andreas Kammerorchester sowie durch den Dombergchor in Zusammenarbeit mit verschiedenen Orchestern, oft mit dem Thüringischen Kammerorchester Weimar. Die Erfurter Kirchenmusiktage im September sind eine ökumenische Konzertreihe, die im Wesentlichen auf dem Domberg (kath.) sowie in der Predigerkirche (ev.) und dem Augustinerkloster (ev.) stattfindet.
Des Weiteren gehört Erfurt zu den Austragungsorten der Jazzmeile Thüringen. Außerdem fand zwischen 1997 und 2009 einmal im Jahr am nahegelegenen Stausee Hohenfelden das Highfield-Festival, eines der größten Rock- und Alternative-Festivals Deutschlands, statt. Am letzten Schultag vor den Sommerferien fand in Erfurt von 1999 bis 2012 jedes Jahr das Festival Mega Rock in die Ferien statt, das mit bekannten Popmusik-Acts das junge Publikum ansprach. Erfurt ist auch die Heimat verschiedener Sänger und Bands, etwa Clueso, Northern Lite, Chapeau Claque, Boogie Pimps, Norman Sinn, Ryo oder Yvonne Catterfeld.
Das Erfurter Nachtleben bietet neben Livemusik auch ein breites Spektrum an Clubs und Diskotheken. Eine klassische Großraumdiskothek ist der Musikpark im Erfurter Hof, der sich an alle Mainstream-Genres und Altersklassen richtet. In der historischen Hauptpost am Anger befindet sich das Cosmopolar mit Schwerpunkt auf House- und Electro-Musik. Zu den ältesten Diskotheken gehört der Presseklub am Karl-Marx-Platz mit wechselnden Veranstaltungen. Die Engelsburg ist ein Studentenclub in der Altstadt.

### Veranstaltungsorte

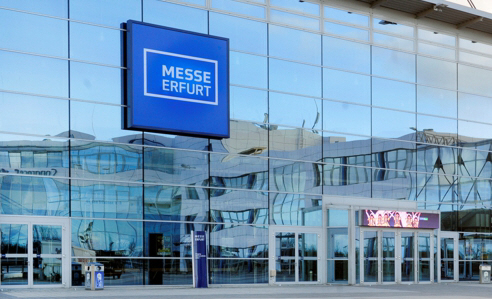
Die Messe Erfurt

Die Stadt Erfurt verfügt über mehrere Veranstaltungsorte für Großveranstaltungen. Dazu gehört die südlich gelegene Thüringenhalle, das Messegelände im Westen der Stadt sowie für Open-Air-Veranstaltungen der Domplatz mit den Domstufen in der Altstadt. Außerdem existiert das Steigerwaldstadion im Süden Erfurts, das bis Anfang 2017 zur multifunktionalen Veranstaltungsstätte ausgebaut wurde.

### Sport

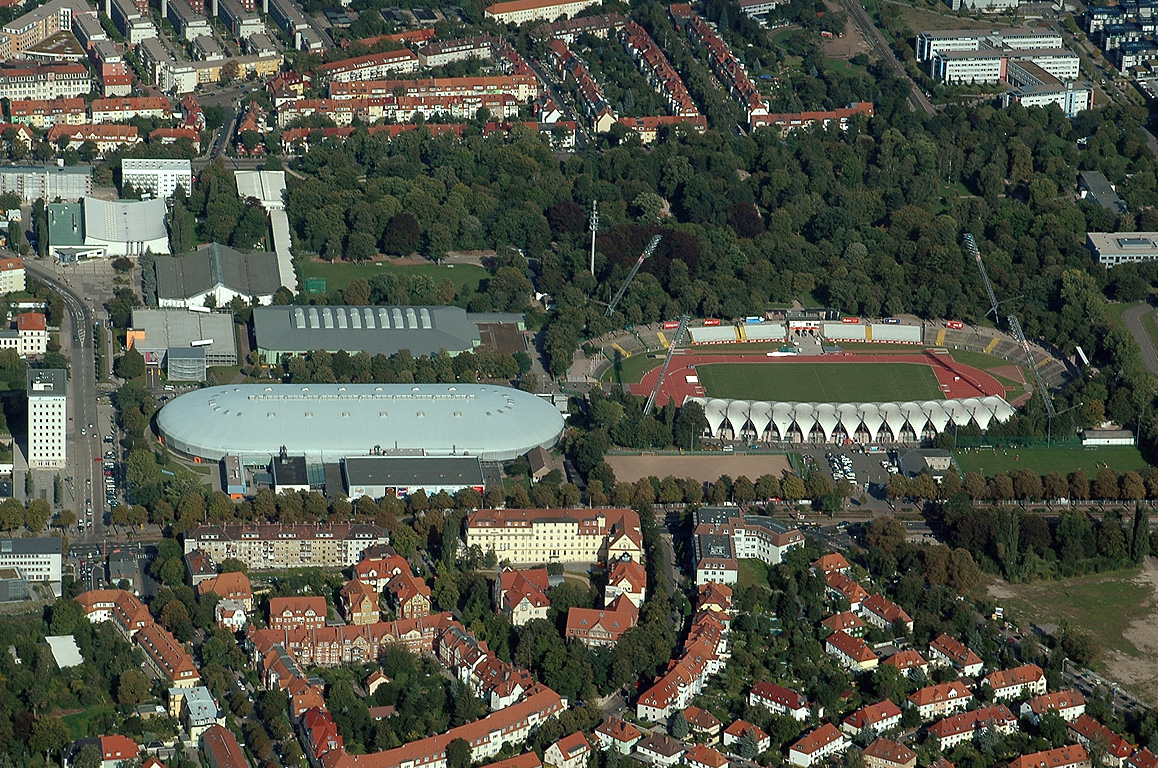
Gunda-Niemann-Stirnemann-Halle und Steigerwaldstadion vor dem Umbau

In Erfurt befinden sich zahlreiche Sportanlagen, auf denen nationale und internationale Wettkämpfe stattfinden. Außerdem sind in der Stadt mehrere überregional aktive Vereine beheimatet. Zahlreiche Olympiasieger, Welt- und Europameister sowie Weltrekordler hatten ihre sportliche Heimat ebenfalls in Erfurt.

#### Eissport
Erfurt ist eine Hochburg des Eissports. Besonders erfolgreich sind die Erfurter Eisschnellläuferinnen, die stets zur Weltspitze gehörten. Insbesondere sind hier Gunda Niemann-Stirnemann, Heike Warnicke, Franziska Schenk, Sabine Völker, Daniela Anschütz-Thoms und Stephanie Beckert zu nennen.
Im Eiskunstlauf war der Erfurter Stefan Lindemann international erfolgreich. Außerdem waren in Erfurt seit Jahrzehnten Eishockeymannschaften beheimatet. Die aktuell erfolgreichste Mannschaft, die Black Dragons Erfurt, spielen seit der Saison 2010/11 in der Oberliga und sind aktuell seit der Saison 2015/16 in der Oberliga Nord eingegliedert.
Im Jahr 2001 wurde die Gunda-Niemann-Stirnemann-Halle fertiggestellt. Sie besitzt eine 400-m-Eisbahn und ist sowohl für den Leistungssport, als auch als Freizeitanlage nutzbar. In der Halle, die für 4000 Zuschauer Platz bietet, fanden unter anderem die deutschen Meisterschaften, Weltcuprennen, sowie die Europameisterschaft im Eisschnelllauf statt.

#### Fußball
Der 1895 gegründete SC Erfurt war einer der ersten Fußballvereine Thüringens und Gründungsmitglied des DFB. Zwischen 1903 und 1910 war der Verein der führende Club im Thüringer Raum und gewann in diesen Jahren regelmäßig die Meisterschaft der Gauliga Nordthüringen im Verband Mitteldeutscher Ballspiel-Vereine (VMBV). Größter Erfolg des SC ist das Erreichen des Halbfinals der Deutschen Fußballmeisterschaft 1908/09. Wie auch die Stadtrivalen VfB Erfurt und SpVgg Erfurt wurde der SC 1945 aufgelöst.
Der heute bedeutendste Fußballverein der Stadt ist der FC Rot-Weiß Erfurt, der in der Saison 2024/25 in der Regionalliga-Nordost spielt. Zu DDR-Zeiten spielte Rot-Weiß Erfurt fast immer erstklassig und gewann 1954 und 1955, noch als SC Turbine Erfurt, die DDR-Meisterschaft. Der Verein nahm 1991 am UEFA-Pokal teil und spielte 1991/92 sowie 2004/05 in der 2. Bundesliga. Die Heimspiele trägt der Club im größten Stadion der Stadt, dem Steigerwaldstadion aus, das Platz für 18.599 Zuschauer bietet und von 2015 bis 2017 für über 41 Millionen Euro umfassend saniert und zu einer multifunktionalen Veranstaltungsstätte umgebaut wurde. In der letzten Zweitligasaison besuchten durchschnittlich rund 12.000 Zuschauer die Spiele des Vereins.
Auf Stadtebene ist die Kreisoberliga gemeinsam mit dem Kreis Sömmerda die höchste Spielklasse. Der Meister steigt direkt in die Landesklasse auf. Unter der Kreisoberliga sind die Kreisliga Nord sowie die ersten und zweiten Kreisklassen eingereiht.
Erfurt war 2001 einer der fünf Austragungsorte der Fußball-Europameisterschaft der Frauen. Zudem war Erfurt auch einer der zwölf mitteldeutschen Austragungsorte der U-17-EM 2009. Erfurt ist Sitz des Thüringer Fußball-Verbandes.

#### Radsport
Erfurt ist außerdem eine Hochburg im deutschen Radsport und besitzt im Andreasried eine Radrennbahn. Die 1925 eröffnete Bahn gilt als die älteste heute noch genutzte Radrennbahn der Welt. Nach dem letzten Umbau im Jahr 2009 hat die Bahn eine Länge von 250 m, bietet Platz für rund 4000 Zuschauer und ist komplett überdacht. Im Dezember 2009 wurde die Radrennbahn mit der Silbernen Plakette ausgezeichnet, der höchsten Auszeichnung für Sportanlagen durch das Internationale Olympische Komitee und die Internationale Vereinigung Sport- und Freizeiteinrichtungen. Damit ist die Bahn eine von weltweit 28 herausragenden Sportstätten, die diese Auszeichnung bekam.
Bei den Olympischen Spielen 2004 gewann der Erfurter Bahnradsportler René Wolff die Goldmedaille. Bei der Tour de France 2005 standen mit Daniel Becke, Sebastian Lang und Stephan Schreck drei Erfurter Radsportler am Start. Erfurt ist zudem Zielort des traditionsreichen Radrennens Rund um die Hainleite, das 1907 erstmals ausgetragen wurde und jährlich deutsche und internationale Spitzenfahrer anzieht.

#### Leichtathletik
Große Erfolge der Erfurter Sports verkörperte in der DDR der SC Turbine Erfurt, dessen Sektion Leichtathletik zahlreiche Spitzenathleten, Olympiateilnehmer, Europameister und Weltrekordler hervorbrachte (Manfred Matuschewski, Jürgen May, Siegfried Herrmann, Klaus Richtzenhain, Dieter Fromm). Bei den Olympischen Spielen in Montreal 1976 wurde Johanna Klier Olympiasiegerin über 100 m Hürden, Sigrun Siegl und Christine Laser gewannen Gold und Silber im Fünfkampf. Volker Beck errang bei den Olympischen Spielen 1980 in Moskau über 400 m Hürden die Goldmedaille, Johanna Klier über die 100 m Hürden Silber.
Den größten Erfolg nach der Wiedervereinigung errang der in Erfurt trainierende Nils Schumann im Jahre 2000 mit dem Olympiasieg über 800 m in Sydney.
Mit dem Erfurter LAC, dem Laufclub Erfurt und dem ASV Erfurt hat die Stadt heute drei Vereine, die zu den besten 50 Leichtathletikklubs Deutschlands gehören. In der Vereinsrangliste des Deutschen Leichtathletik-Verbandes rangiert der LAC 2007 auf Rang elf. Alle drei Vereine zusammen würden deutschlandweit lediglich von Bayer 04 Leverkusen geschlagen.
Im Steigerwaldstadion fanden 1994, 1999, 2007 und im Juli 2017 die deutschen Leichtathletik-Meisterschaften sowie 2005 die Leichtathletik-U23-Europameisterschaften statt.
Erfurt war Heimat und Trainingsstätte zahlreicher erfolgreicher Leichtathleten; unter anderem trainierten hier die Olympiasieger Johanna Klier, Heike Drechsler, Silke Renk, Sigrun Siegl, Hartwig Gauder und Nils Schumann.

#### Schwimmsport
Mit der Erfurterin Jutta Langenau stellte Erfurt die erste Europameisterin der DDR im Schwimmen. Über 100 m Schmetterling errang sie diesen Titel in Weltrekordzeit 1954 in Turin.
Der in den 60er- und 70er-Jahren bekannteste Erfurter Schwimmer war der vierfache Olympiasieger, mehrfache Welt- und Europameister und Weltrekordler (21×) über die Rückenstrecken Roland Matthes. In dieser Zeit wurde er insgesamt siebenmal Sportler des Jahres der DDR. Er gilt noch heute als der bislang erfolgreichste Rückenschwimmer.

#### Handball
Der Thüringer Handball Club Erfurt/Bad Langensalza spielt seit 2005 in der Handball-Bundesliga der Frauen, in der der Verein in der Saison 2010/11 mit dem Gewinn der deutschen Meisterschaft sowie des DHB-Pokals im Frauenhandball Erfolge verzeichnete. Seine Heimspiele trägt der Verein in Bad Langensalza und der Erfurter Riethsporthalle aus. Entstanden ist der Verein 1996 aus einer Fusion des HC Erfurt und dem SV Empor Bad Langensalza.
Bei den Männern ist die Landeshauptstadt durch den HSC Erfurt vertreten. Zum 1. Januar 2004 lösten sich die Handballer aus dem SSV Erfurt Nord heraus und bildeten den eigenständigen Verein HSC Erfurt. 2006 kam es zur Bildung einer Spielgemeinschaft mit dem THC Erfurt/Bad Langensalza, die 2008 wieder aufgelöst wurde. In der Saison 2010/11 belegte der HSC den 1. Platz in der Thüringenliga und spielt ab der Saison 2011/12 in der Mitteldeutschen Oberliga.

#### Bergsport
In Erfurt sind zwei Sektion des Deutschen Alpenvereins ansässig, die Sektion Thüringer Bergsteigerbund und die Sektion Erfurt Alpin. Die Sektion Erfurt Alpin gehört mit über 2100 Mitgliedern zu den mitgliederstärksten Vereinen in Erfurt. Im Norden von Erfurt befindet sich die Kletter- und Boulderhalle „Nordwand“ mit ein Sportfläche von über 1500 m². Im Kressepark befindet sich die Boulderhalle „Blockpark“. Im Jugendbereich nehmen Athleten aus Erfurt teils an nationalen Wettkämpfen teil.

#### Tennis
Der Erfurter TC Rot-Weiß wurde 2005 Meister der 2. Bundesliga Nord im Tennis. Die Anlage des Vereins mit sechs Sandplätzen befindet sich in der Martin-Andersen-Nexö-Straße.

#### Volleyball
Das SWE Volley-Team Erfurt spielte in der Saison 2010/11 in der Frauen-Volleyball-Bundesliga und in den folgenden vier Jahren in der Zweiten Bundesliga Süd. Seit dem Aufstieg 2016 tritt das Team wieder in der Bundesliga an.

#### Inklusion
2021 bewarb sich die Stadt als Host Town für die Gestaltung eines viertägigen Programms für eine internationale Delegation der Special Olympics World Summer Games 2023 in Berlin. 2022 wurde sie als Gastgeberin für Special Olympics Monaco ausgewählt. Damit wurde sie Teil des größten kommunalen Inklusionsprojekts in der Geschichte der Bundesrepublik mit mehr als 200 Host Towns.

### Schutzgebiete
Im Stadtgebiet befinden sich drei ausgewiesene Naturschutzgebiete (Stand Januar 2017).

## Wirtschaft und Infrastruktur
Im Zukunftsatlas 2016 belegte die kreisfreie Stadt Erfurt Platz 177 von 402 Landkreisen, Kommunalverbänden und kreisfreien Städten in Deutschland und zählt damit zu den Regionen mit „ausgeglichenem Chancen-Risiko Mix“ für die Zukunft.
Im Jahre 2016 erbrachte Erfurt, innerhalb der Stadtgrenzen, ein Bruttoinlandsprodukt (BIP) von 8,063 Milliarden € und belegte damit Platz 44 innerhalb der Rangliste der deutschen Städte nach Wirtschaftsleistung. Der Anteil an Thüringens Wirtschaftsleistung betrug 13,5 %. Das BIP pro Kopf lag im selben Jahr bei 38.284 € (Thüringen: 27.674 € / Deutschland 38.180 €) und damit über dem regionalen und nationalen Durchschnitt.

### Arbeitsmarkt
Zum 30. Juni 2017 gab es in Erfurt 109.414 sozialversicherungspflichtige Arbeitsplätze und 82.419 Einwohner der Stadt waren sozialversicherungspflichtig beschäftigt. Daraus ergibt sich ein Einpendlerüberschuss von 26.995 Personen, was hinter Dresden und Leipzig den dritthöchsten Wert in den neuen Bundesländern darstellt und die Wichtigkeit Erfurts als Arbeitsstandort für ganz Thüringen unterstreicht. Dabei standen 49.586 Einpendlern 22.696 Auspendler gegenüber, wobei 27.033 aus Mittelthüringen, 14.163 aus den übrigen Thüringer Regionen und 8.390 sozialversicherungspflichtig Beschäftigte aus anderen Bundesländern und dem Ausland in Erfurt arbeiteten. Demgegenüber hatten 11.579 Erfurter ihren Arbeitsplatz in den anderen Kreisen Mittelthüringens, 3.906 im übrigen Bundesland und 7.211 in einem anderen Bundesland. Der durchschnittliche Bruttostundenlohn betrug im Jahr 2011 16,97 Euro, das liegt im Landesdurchschnitt und 24 % unterhalb des Bundesdurchschnitts (2005 betrug der Abstand 26 %). Die Arbeitslosenquote betrug im April 2024 6,6 %, was etwa 0,6 Prozentpunkte über dem Bundesdurchschnitt liegt. Auf Leistungen zur Ergänzung des Lebensunterhalts nach SGB II („Hartz IV“) waren im September 2016 21.348 Personen, das sind etwa 10,14 % der 210.504 Einwohner (Hauptwohnsitzer), angewiesen. Durch den Aufschwung seit etwa 2005 hat sich die Arbeitsmarktsituation insgesamt verbessert.

### Unternehmen

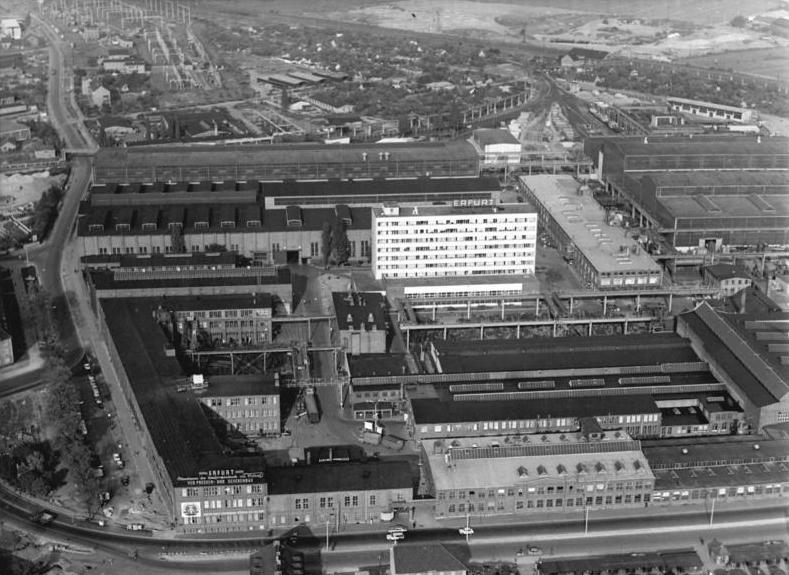
Kombinat Umformtechnik an der Schwerborner Straße 1971

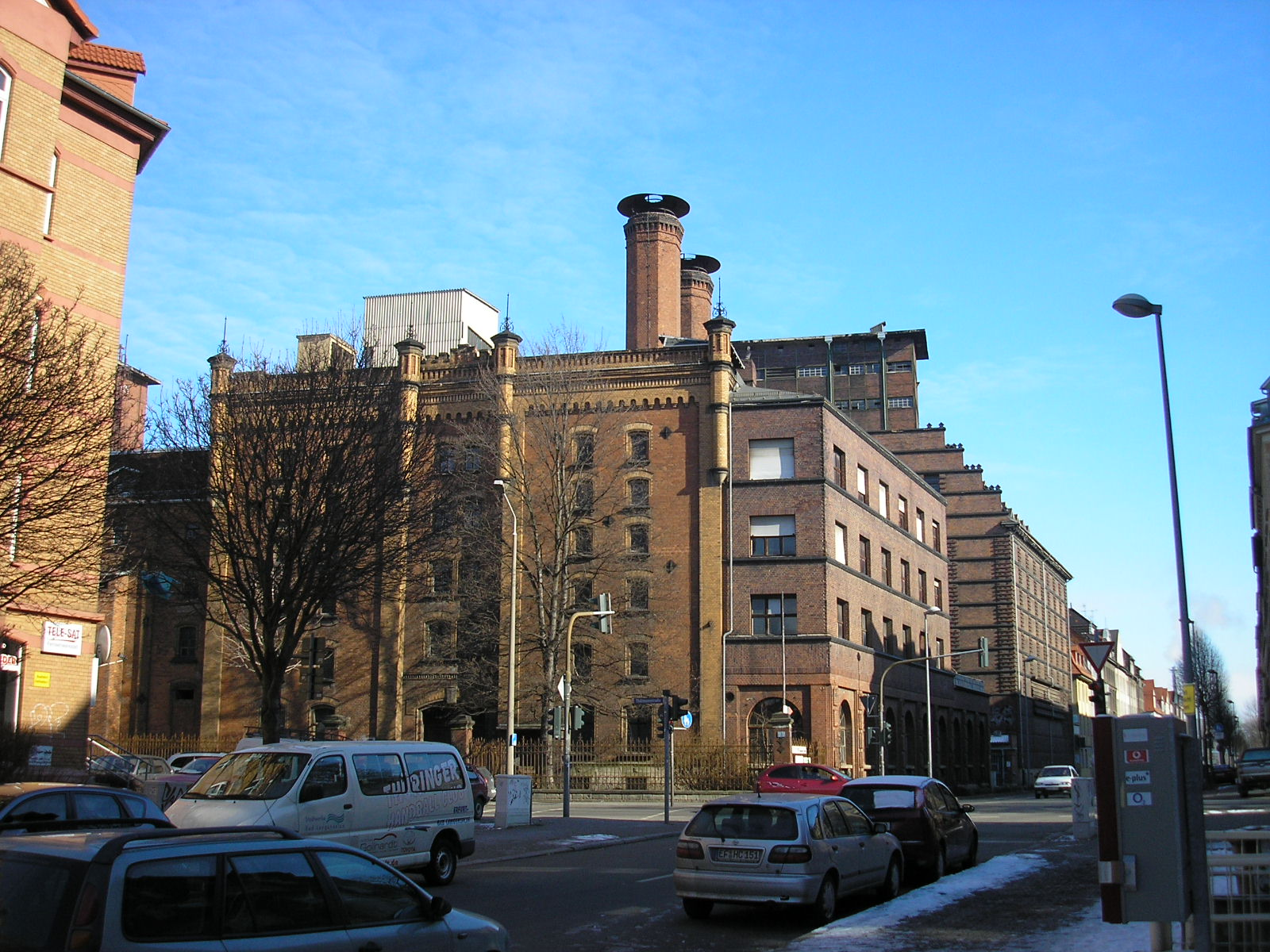
Die alte Malzfabrik Wolff im Osten Erfurts

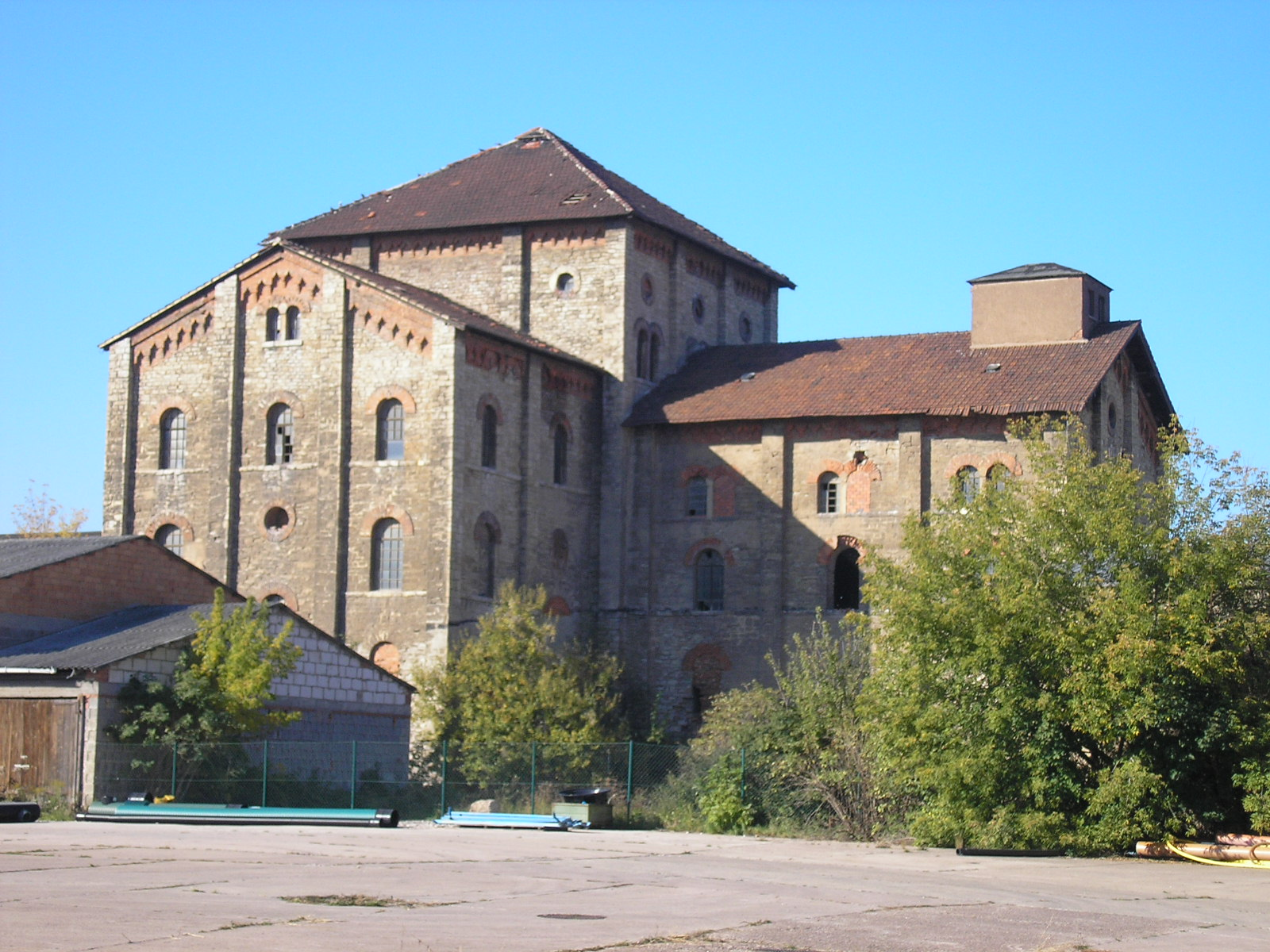
Ehemalige Saline am nördlichen Stadtrand

Erfurt war vor der Wende ein bedeutender Industriestandort, jedoch mussten nach 1990 viele alte Betriebe, wie das Optima Büromaschinenwerk Erfurt, schließen. Dieser Strukturwandel brachte das Ende alter Unternehmen und die Gründung neuer Firmen mit sich. Das wirtschaftliche Profil der Stadt wandelte sich vom Industriestandort zum Dienstleistungszentrum.
Eines der traditionsreichen Unternehmen ist die heutige Maschinenbaufirma Andritz Schuler Pressen GmbH, deren Werk in Erfurt aus dem ehemaligen Zweigwerk der Berlin-Erfurter Maschinenfabrik Henry Pels & Co. an der Schwerborner Straße, 1902 von Henry Pels gegründet, hervorgegangen ist. Anfangs produzierte der Betrieb Scheren, Lochstanzen und kombinierte Maschinen, später auch Pressen. Im Dritten Reich wurde das Werk 1936 als jüdisches Eigentum zwangsweise an die Deutsche Waffen- und Munitionsfabriken AG von Günther Quandt verkauft. Bis 1939 wuchs die Belegschaft auf 1000 Beschäftigte an. 1946 wurde sie in eine Sowjetische Aktiengesellschaft umgewandelt. Ab 1953 hieß der Betrieb „VEB Pressen- und Scherenbau Henry Pels“. 1970 entstand daraus das „Kombinat Umformtechnik“, eine Zusammenfassung von 19 Betrieben des Umformmaschinenbaus. Das Werk in Erfurt war 1985 mit 5500 Mitarbeitern einer der großen Arbeitgeber Erfurts. 1990 wurde daraus die Treuhandfirma Umformtechnik GmbH. 1994 erhielt diese einen neuen Besitzer, den Škoda-Konzern aus Pilsen. 2001 übernahm die Müller Weingarten AG die Firma, die später im Schuler-Konzern aufging. Zurzeit hat das Werk ungefähr 500 Mitarbeiter und ist im Pressenbau für die Automobilindustrie tätig.
Zu erwähnen ist außerdem das 1936 von der Telefunken GmbH gegründete Werk für Sender- und Empfängerröhren. Nach der Verstaatlichung hieß es VEB Funkwerk Erfurt und baute weiterhin Rundfunkröhren und Messtechnik. 1978 ging es im Kombinat VEB Mikroelektronik „Karl Marx“ auf und begann mit der Produktion von Halbleitern. 1989 hatte das Werk 8700 Mitarbeiter. 1992 wurde aus dem VEB unter anderem die Thesys Gesellschaft für Mikroelektronik mbH gegründet, die heute als X-FAB Semiconductor Foundries GmbH in Erfurt-Windischholzhausen mit etwa 600 Mitarbeitern Halbleiterprodukte produziert. Das Industriegebiet am Urbicher Kreuz ist in den 2010er Jahren kontinuierlich gewachsen. Neben X-FAB entstanden hier das Reha-Zentrum Sportklinik Erfurt und weitere Unternehmen.
Auch die Fabrik der Condomi AG für die Produktion von Kondomen beruht auf einer alteingesessenen Erfurter Firma, der Gummiwarenfabrik Richter & Käufer, die schon 1929 Latexprodukte produzierte. Nach dem Krieg wurde das Unternehmen unter dem Namen VEB Plastina verstaatlicht. Die Produktpalette umfasste damals neben Kondomen auch Badekappen und Babysauger. 2005 wurde die Condomi AG von ihrer polnischen Tochterfirma Unimil übernommen. Derzeit gehört die Erfurter Produktionsgesellschaft zum Ansell-Konzern.
Die Erfurter Malzwerke am Nordbahnhof gründen auf einer der größten und ältesten Malzfabriken Deutschlands, der 1869 gegründeten Malzfabrik Wolff. Seit 1993 ist Getreide AG Rendsburg neuer Eigentümer.
Die Braugold Brauerei in der Schillerstraße hatte ihre Wurzeln in den Erfurter Brauereien Büchner und Baumann, die 1920 mit der Riebeck Brauerei aus Leipzig zur Riebeck Brauerei Erfurt fusionierten. Diese wurde 1948 als VEB verstaatlicht und produzierte ab 1956 Bier mit dem neuen Markennamen „Braugold“. 1969 wurde die Braugold Brauerei Stammbetrieb des VEB Getränkekombinat Erfurt. Seit 1990 hatte die Braugold-Brauerei wechselnde Eigentümer. Der Braubetrieb wurde im Jahr 2010 eingestellt.
Seinen Ruf als Blumenstadt hat Erfurt unter anderem der seit 1867 ansässigen Firma N.L. Chrestensen zu verdanken. Neben Blumen- und Gemüsesamen, gehören auch Blumenzwiebeln und Samen für Heil- und Gewürzkräuter zu den Produkten des Unternehmens, welches Gärtner und Handelspartner in der ganzen Welt beliefert.
Das größte Energiedienstleistungsunternehmen Thüringens ist die Thüringer Energie AG, die in Thüringen über 1500 Mitarbeiter beschäftigt.
Die Bosch Solar Energy AG (vormals ErSol Solarstrom GmbH & Co. KG) wurde 1997 in Erfurt gegründet und betrieb Standorte für die Wafer- und Solarzellenfertigung in Erfurt sowie in Arnstadt. Bis zur Schließung der beiden Standorte hatte Bosch Solar 1800 Mitarbeiter und erwirtschaftete einen Jahresumsatz von 439 Millionen Euro (Geschäftsjahr 2012). Nachdem Bosch die Solarsparte eingestellt hatte, übernahm im März 2014 die Solarworld AG das Werkgelände in Arnstadt und wurde nach deren Insolvenz an den chinesischen Batteriehersteller CATL weiterveräußert. CATL will bis 2025 rund 1,8 Milliarden Euro investieren, um auf einem 70 Hektar großen Gelände am Autobahnkreuz Erfurt ein Werk für Lithium-Ionen-Batterien zu errichten. Langfristig sollen hierdurch 2000 Arbeitsplätze geschaffen werden. Mit dem Bau dieses zweiten Standorts wurde im Oktober 2019 begonnen. Der Produktionsstart war ursprünglich für Ende 2020 geplant.
Erfurt weist eine hohe Dichte an Medienunternehmen (KiKA, MDR Thüringen,) auf sowie mehrere IT-Dienstleister, wie zum Beispiel Computacenter, IBM Deutschland Customer Support Services, T-Systems und DB Systel.
Mit 251 Beschäftigten ist die Milchwerke Thüringen GmbH, die zum Deutschen Milchkontor gehört, einer der größten Arbeitgeber in Erfurt. Neben Trinkmilch gehören Käse, Sahne, Joghurt, Quark und Desserts zum Produktionsprogramm. In den neuen Bundesländern werden die Erzeugnisse unter dem Markennamen Osterland vertrieben, in den westlichen Bundesländern firmieren die Produkte unter dem Namen Ravensberger.
Mit der GeAT AG hat das größte Thüringer Unternehmen für Leiharbeit seinen Sitz in Erfurt.
Das Gelände der Messe Erfurt befindet sich am Stadtrand in unmittelbarer Nachbarschaft zum MDR Landesfunkhaus Thüringen und zum egapark, es umfasst neben einer Mehrzweckhalle zwei Messehallen und ein Congress Center. Die Messe wird neben Ausstellungen, Tagungen und Kongressen auch für Konzert-, TV- und Sportereignisse genutzt. Die Mehrzweckhalle hat ein Fassungsvermögen von bis zu 12.000 Zuschauern. Im September 2020 wurde mit dem Neubau eines Hotels begonnen, welches 2022 unter der Marke Légère eröffnet wurde.
Die Landesbank Hessen-Thüringen (Helaba) hat einen ihrer beiden Hauptsitze in Erfurt und beschäftigt dort über 200 Mitarbeiter. Erfurt ist auch Sitz der Thüringer Aufbaubank. Daneben haben als regionale Kreditinstitute die Sparkasse Mittelthüringen sowie die Erfurter Bank eG ihren Sitz in der Stadt.
Die Siemens AG betreibt in Erfurt ein Generatorenwerk mit ca. 800 Beschäftigten (Stand: 2015). Das Werk geht auf eine Gründung als Reparaturabteilung der Thüringenwerk AG im Jahr 1945 zurück.

### Regionalkooperation
Seit 1999 gibt es Bemühungen um eine Kooperation der Städte Erfurt, Weimar und Jena mit dem Ziel einer abgestimmten Wirtschaftsförderung und Tourismusvermarktung unter der Marke „Die ImPuls-Region“. Ergebnisse dieser Zusammenarbeit sind z. B. der 2006 bei den öffentlichen Verkehrsmitteln eingeführte Verbundtarif Mittelthüringen und das touristische Themenjahr bauhaus 2009.

### Verkehrsanbindung

#### Schienenverkehr

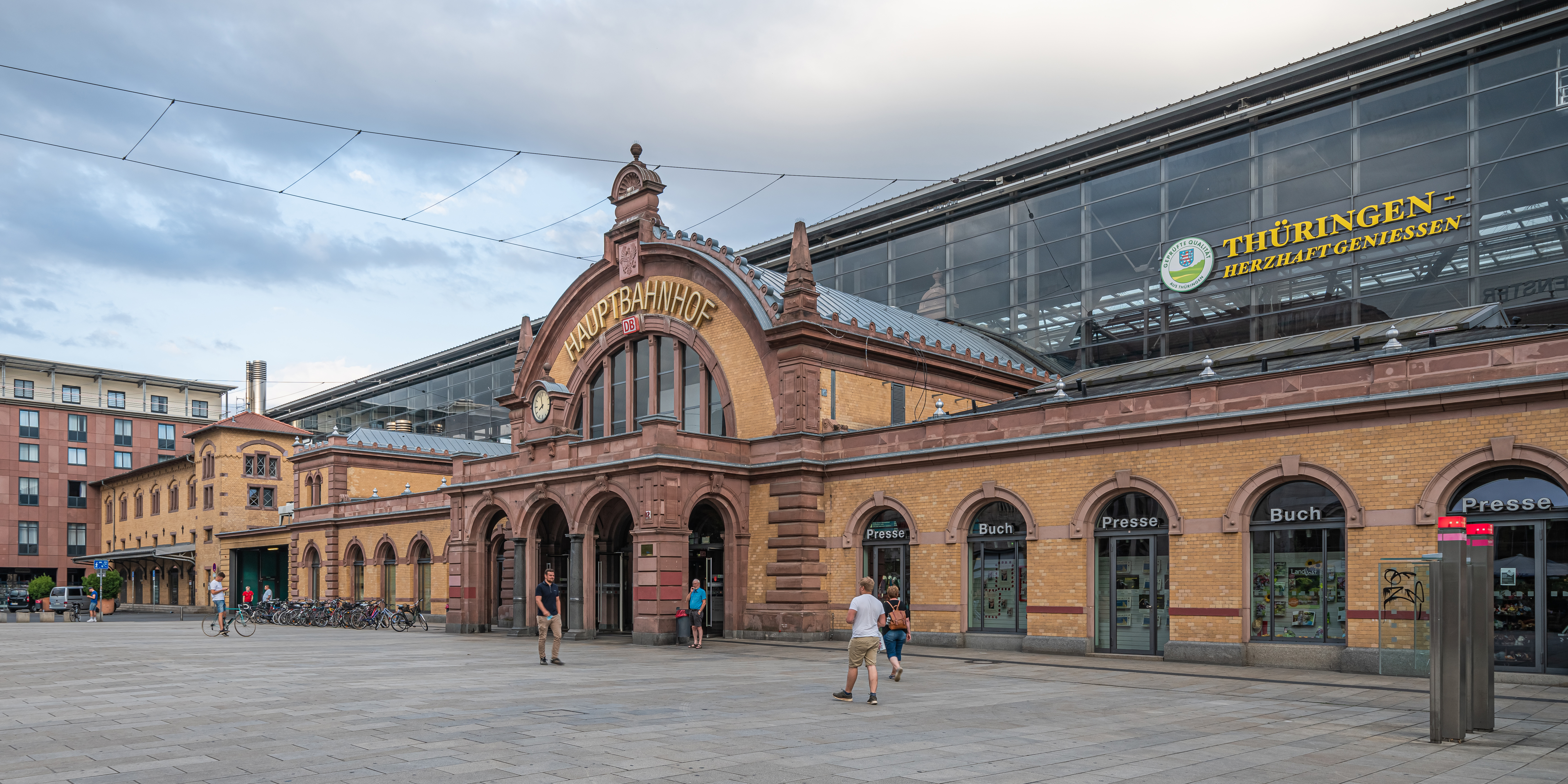
Der Erfurter Hauptbahnhof

Erfurt erhielt im Jahr 1847 einen Anschluss an die Thüringer Bahn von Halle (Saale) und Leipzig nach Bebra. Weitere Strecken führen nach Sangerhausen, Nordhausen, Kassel, Würzburg, Ilmenau und Saalfeld.
Von 1882 bis Ende 1993 war Erfurt Sitz einer Eisenbahndirektion, anfangs der Königlichen Eisenbahndirektion und ab 1920 der Reichsbahndirektion Erfurt. Heute ist die Stadt noch Sitz einer Außenstelle des Eisenbahn-Bundesamtes sowie Sitz der DB-Regio-AG-Verkehrsbetrieb Thüringen.
Im Erfurter Hauptbahnhof halten Fernzüge der ICE-Linie 50 (Dresden – Erfurt – Wiesbaden) und der ICE-Sprinter-Linie 15 (Frankfurt – Erfurt – Berlin). Zudem verkehren drei Zugpaare der Intercity-Linie 51 (Köln/Düsseldorf – Erfurt – Jena – Gera). Die ICE-Züge verkehren nahezu ausnahmslos über die Neubaustrecke Erfurt – Leipzig/Halle (Saale) (VDE 8.2). Mit Inbetriebnahme der Neubaustrecke Erfurt – Ebensfeld (VDE 8.1) am 10. Dezember 2017 wurde der Erfurter Hauptbahnhof zu einem wichtigen ICE-Drehkreuz im innerdeutschen Bahnverkehr. Es verkehren nun zusätzlich folgende Fernverkehrslinien: ICE-Linie 18 (München – Erfurt – Halle (Saale) – Berlin – Hamburg), ICE-Linie 28 (München – Erfurt – Leipzig – Berlin – Hamburg), ICE-Sprinter-Linie 29 (München – Erfurt – Berlin) und ICE-Linie 11 (München – Stuttgart – Frankfurt – Erfurt – Berlin). Es bestehen somit umsteigefreie Fernverbindungen in folgende nationale und internationale Großstädte: Basel, Berlin, Bochum, Dresden, Dortmund, Duisburg, Düsseldorf, Essen, Frankfurt am Main, Graz, Halle (Saale), Hamburg, Heidelberg, Karlsruhe, Köln, Leipzig, Linz, Mainz, Mannheim, München, Nürnberg, Salzburg, Stuttgart, Wien und Wiesbaden.
Im Regionalverkehr bestehen Regional-Express-Verbindungen in Richtung Sömmerda – Sangerhausen – Magdeburg, Jena – Gera – Altenburg / Glauchau, Gotha – Mühlhausen – Leinefelde – Göttingen, Mühlhausen – Leinefelde – Kassel, Arnstadt – Suhl – Schweinfurt – Würzburg, Arnstadt – Grimmenthal – Meiningen, Arnstadt – Saalfeld/Saale und Straußfurt – Sondershausen – Nordhausen. Neben der wichtigen Verbindung Eisenach – Gotha – Erfurt – Weimar – Apolda – Naumburg (Saale) – Weißenfels – Halle (Saale) fahren Regionalbahnen nach Sömmerda – Sangerhausen und Straußfurt – Nordhausen. Die beiden Linien über Arnstadt nach Ilmenau sowie Meiningen werden von der Süd-Thüringen-Bahn, einer Tochtergesellschaft der Erfurter Bahn (EB) und der Hessischen Landesbahn (HLB), betrieben.
Weitere Personenbahnhöfe an der Thüringer Bahn haben die Stadtteile Vieselbach und Bischleben. An der Strecke nach Nordhausen besteht der Bahnhof Erfurt Nord sowie Stationen in Kühnhausen und Gispersleben, nach Sangerhausen halten Personenzüge in Erfurt Ost und Stotternheim. Außerdem gab es die Kleinbahn Erfurt–Nottleben mit weiteren sieben Stationen im Erfurter Stadtgebiet, auf der 1967 der Personenverkehr eingestellt wurde. Von 1976 bis 1995 wurde auf dem 8,6 km langen Abschnitt von Erfurt Berliner Straße bis zum Hauptbahnhof eine S-Bahn-Linie betrieben. Der Nordhäuser und der Sangerhäuser Bahnhof als Endpunkte jener Strecken sind heute nicht mehr vorhanden. So sind heute acht der 17 Erfurter Bahnhöfe in Betrieb.

#### Straßenverkehr
Erfurt hat Anschluss an die Bundesautobahnen A 4 (nach Frankfurt am Main im Westen und Dresden im Osten) und A 71 (nach Schweinfurt im Süden und Sangerhausen im Norden), die sich am Erfurter Kreuz im Südwesten der Stadt treffen. Gemeinsam mit der Osttangente umschließen beide Autobahnen die Stadt und bilden den Erfurter Ring. Innerhalb des Rings sind die Bundesstraßen aufgehoben worden. Die Bundesstraße B 7 verbindet Erfurt außerhalb mit Gotha im Westen und Weimar im Osten. Die B 4 führt nurmehr nach Nordhausen im Norden, während sie in südlicher Richtung durch die Autobahnen A 71 und A 73 ersetzt wurde. Weitere wichtige Straßenverbindungen sind die am Andislebener Kreuz abzweigende Bundesstraße 176 in Richtung Mühlhausen/Göttingen sowie die Landesstraßen nach Buttelstedt (entlang der historischen Via Regia) im Nordosten, Kranichfeld im Südosten und Arnstadt im Süden (ehemalige B 4).
Als Schnellstraße ist die Hannoversche Straße ausgebaut, die am Binderslebener Knie am Innenstadtrand beginnt und nach 14 Kilometern am Andislebener Kreuz endet. Weitere wichtige Straßen des innerstädtischen Verkehrs sind der Erfurter Stadtring und der Juri-Gagarin-Ring, die den Verläufen der ehemaligen äußeren bzw. inneren Stadtmauer folgen und um 1900 angelegt wurden, und die Nordquerverbindung zwischen Hannoverscher Straße im Westen und Osttangente im Osten. Die wichtigsten Radialstraßen sind (im Uhrzeigersinn) die Magdeburger Allee, die Eugen-Richter-Straße, die Leipziger Straße, die Weimarische Straße, die Clara-Zetkin-Straße, die Arnstädter Straße, die Gothaer Straße, die Binderslebener Landstraße, die Hannoversche Straße und die Nordhäuser Straße.

#### Öffentlicher Personennahverkehr

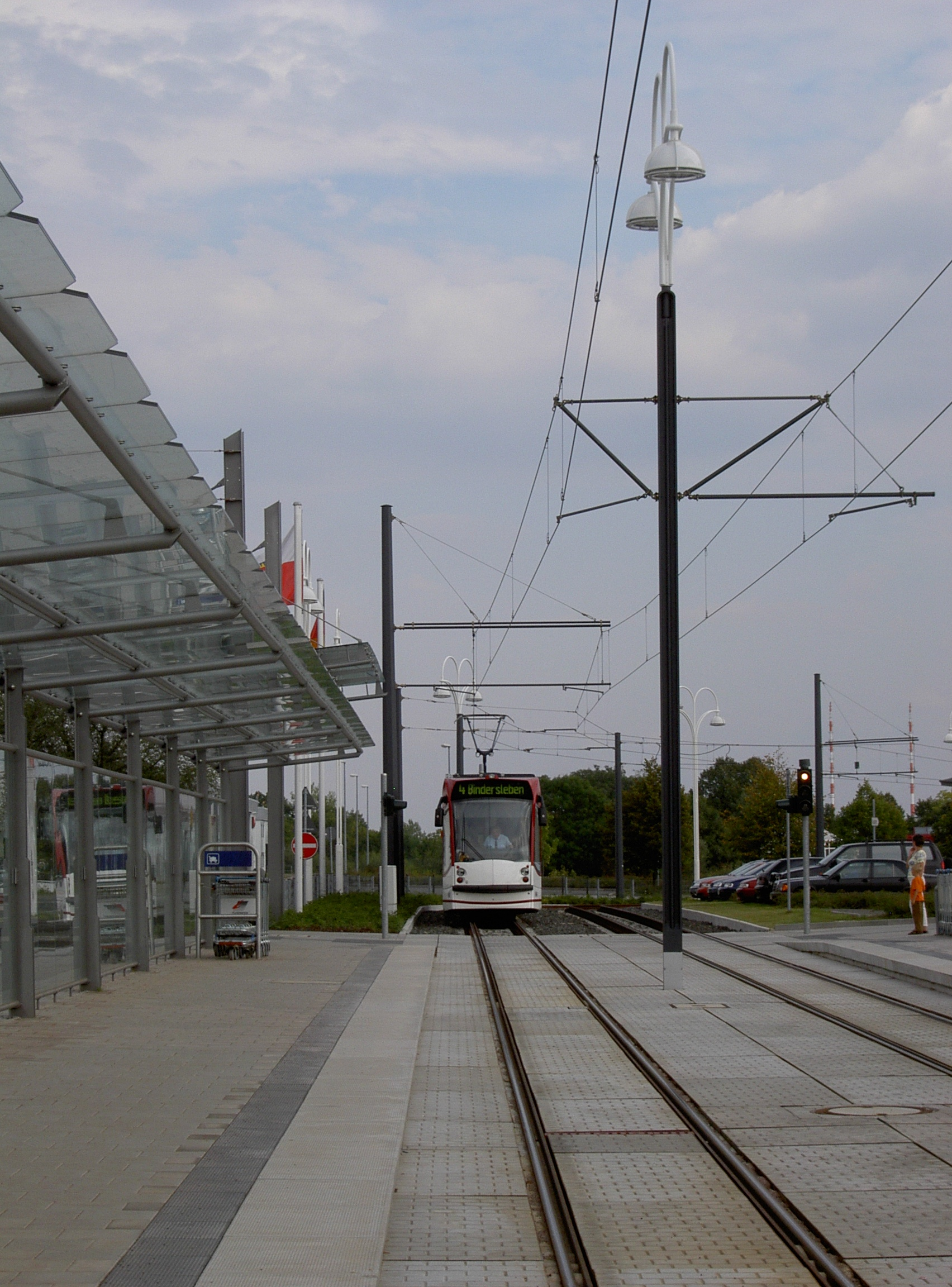
Stadtbahnwagen, Typ Combino am Erfurter Flughafen

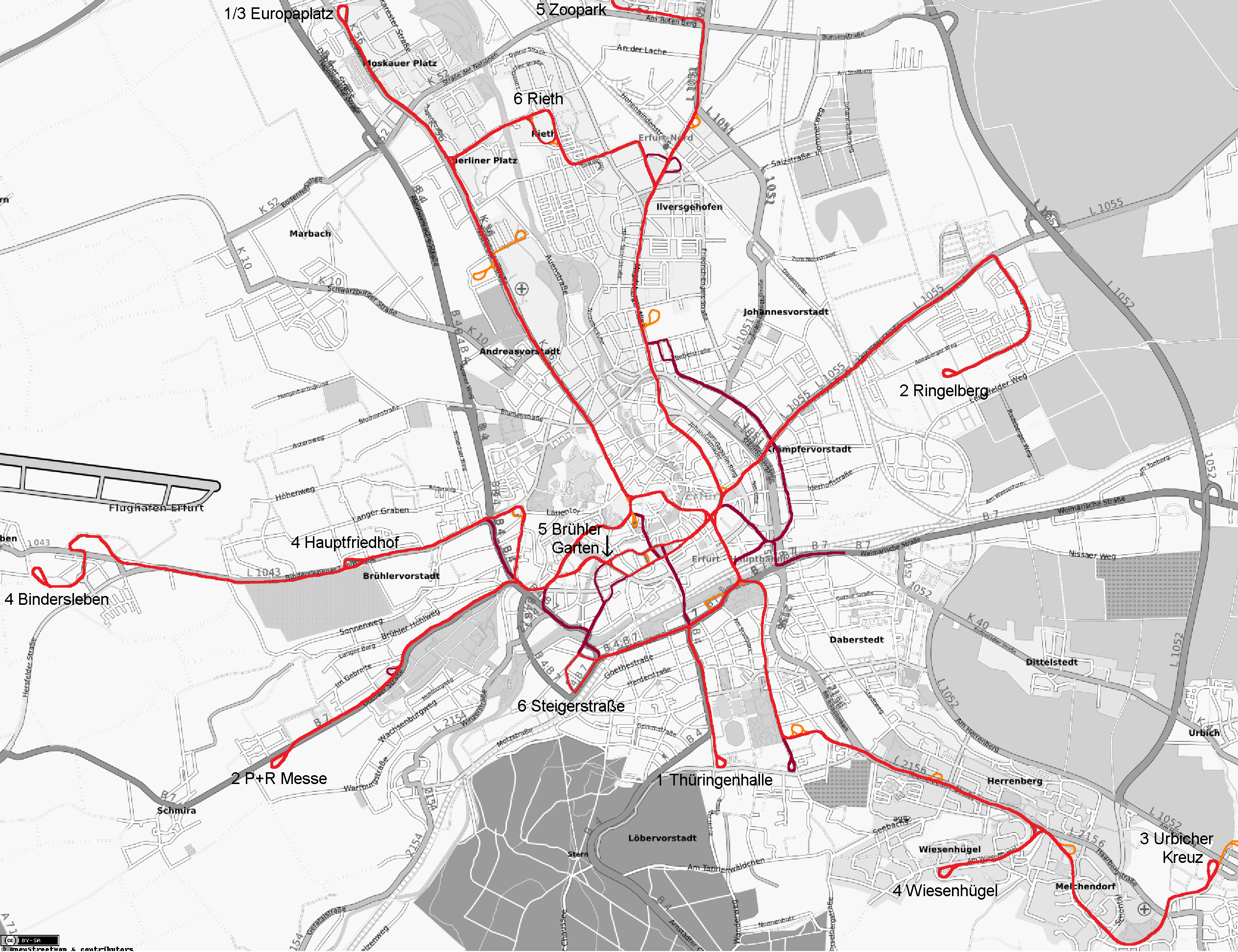
Streckennetz der Straßenbahn Erfurt

Der Öffentliche Personennahverkehr wird von den Erfurter Verkehrsbetrieben (EVAG), einem Eigenbetrieb der Stadtwerke, durchgeführt. Die 1883 als Pferdebahn eröffnete und zwischen 1997 und 2007 erheblich ausgebaute Straßenbahn deckt dabei einen Großteil des Beförderungsbedarfs ab, da das 87,2 km lange Netz nahezu alle städtischen Quartiere erschließt. Auf den sechs Linien kommen heute ausschließlich Niederflurbahnen (Typ Combino und MGT6D) zum Einsatz, die zwischen 6 und 18 Uhr im Zehnminutentakt verkehren.
Neben dem Straßenbahnnetz (in der Eigendarstellung der Stadtwerke als Stadtbahn bezeichnet) besteht ein Stadtbusnetz aus 24 Linien. Die Linie 9 verkehrt ebenfalls im Zehnminutentakt, da sie die von der Stadtbahn wenig erschlossenen Quartiere Johannesplatz und Daberstedt anbindet. Die anderen Stadtbuslinien haben meist eine Zubringerfunktion und binden die eingemeindeten Vororte an die Straßenbahn an. Sie verkehren entsprechend seltener.
Zusätzliche Regionalbuslinien werden sowohl von der EVAG als auch von zahlreichen weiteren Busunternehmen betrieben. Sie führen meist zum Busbahnhof, welcher sich direkt neben dem Hauptbahnhof befindet.
Im Abendnetz zwischen 20:00 und 01:00 Uhr verkehren die Straßenbahnlinien alle 20 Minuten und treffen am Anger aufeinander, um Anschlüsse ohne Wartezeiten in alle Richtungen anbieten zu können. In der Nacht (zwischen 01:00 und 04:00 Uhr) wird lediglich am Wochenende ein (eingeschränkter) Straßenbahnverkehr angeboten, ebenfalls mit Treffpunkt am Anger.
Insgesamt beförderten die Bahnen und Busse der EVAG im Jahr 2015 knapp 48,3 Millionen Fahrgäste. Andere Verkehrsmittel wie etwa die Eisenbahn spielen in Erfurt für den innerstädtischen ÖPNV nur eine untergeordnete Rolle. Nicht mehr in Betrieb sind der Oberleitungsbus Erfurt und die S-Bahn Erfurt.
2008 wurden etwa 23,8 % aller Wege in Erfurt mit öffentlichen Verkehrsmitteln zurückgelegt, was unter den deutschen Großstädten einen Spitzenplatz bedeutet. Ein Grund dafür ist zum einen das gut ausgebaute Netz, zum anderen auch die vergleichsweise kompakte Siedlungsstruktur Erfurts, die eine hohe Flächendeckung ermöglicht, sowie die hügelige Topografie und das schlecht ausgebaute Radwegenetz, die den Anteil des Fahrradverkehrs im Vergleich zu anderen Großstädten niedrig halten.

#### Flugverkehr

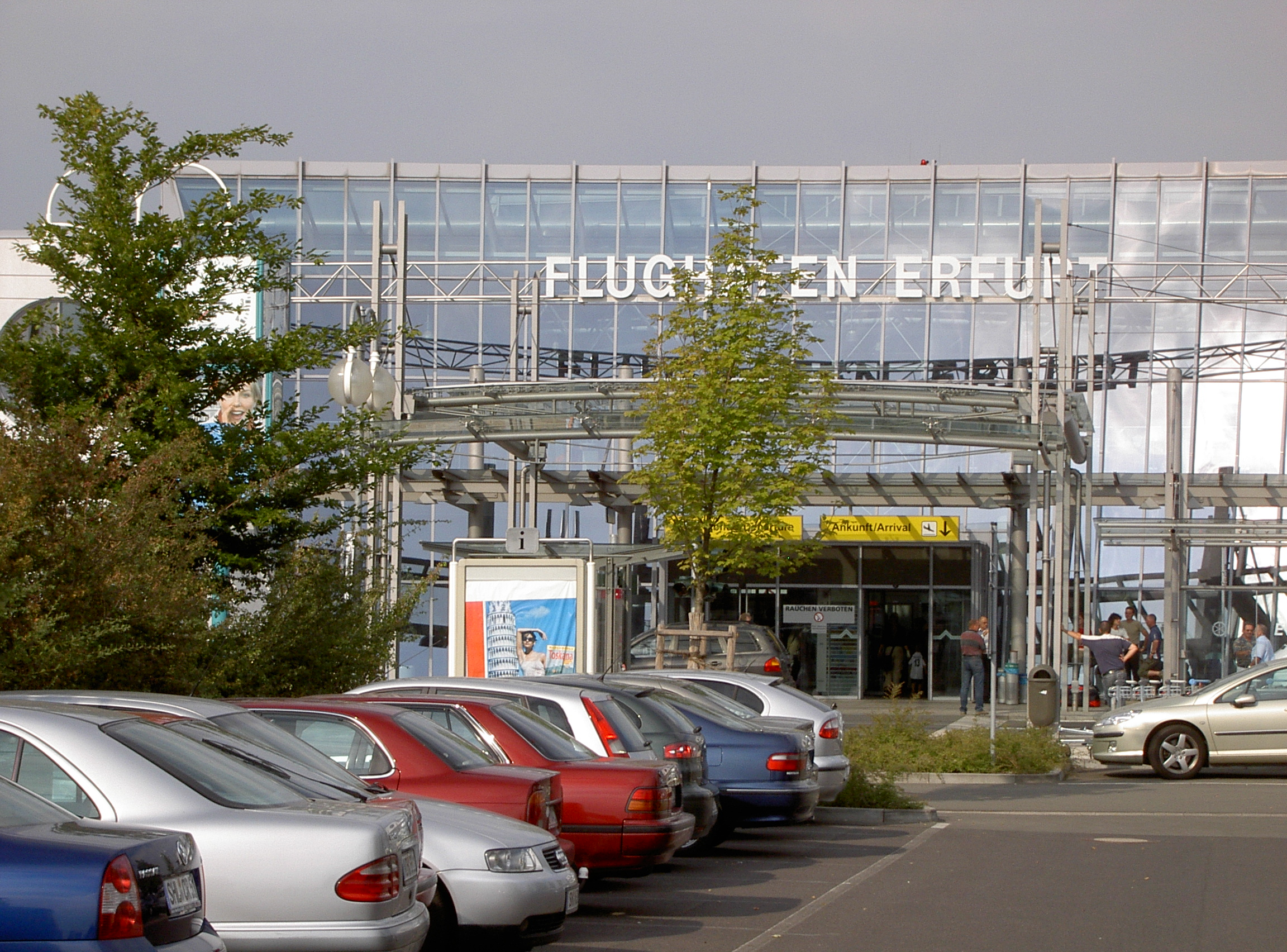
Hauptgebäude des Flughafens Erfurt

Der erste Flugplatz wurde 1924 am Roten Berg im Norden von Erfurt eröffnet. Wie zur damaligen Zeit üblich, verfügte er über eine 730 Meter lange Graspiste und es wurden unter anderem regelmäßige Verbindungen nach Berlin, Frankfurt und München durchgeführt. Der zivile Luftverkehr endete durch den Zweiten Weltkrieg, da die Luftwaffe der Wehrmacht dort eine Fliegerhorstkommandantur errichtete. In der Nachkriegszeit wurde der Flugplatz nur noch durch Sportflieger genutzt, bevor in den 1970er Jahren das Gelände mit der Plattenbausiedlung Roter Berg überbaut wurde.
Der heutige Flughafen Erfurt-Weimar befindet sich im Stadtteil Bindersleben und wird seit 1956 für die zivile Luftfahrt genutzt. Vor der Deutschen Wiedervereinigung bestanden noch regelmäßige Linienflüge ins Inland sowie ins kommunistische Ausland. Diese wurden jedoch aufgrund der Ölkrise und geringer Auslastung in den 1980er Jahren nach und nach eingestellt.
Nach der Wiedervereinigung wurde die Infrastruktur des Flughafens stark ausgebaut. Ziel war es, die Passagierzahlen auf rund 800.000 Fluggäste pro Jahr zu steigern. Doch trotz Fördermitteln in Höhe von etwa 200 Millionen Euro konnte sich der Flughafen nie fest etablieren. Die zwischenzeitlich gewonnenen Fluggesellschaften Ryanair (2005), Cirrus Airlines (2011) und Air Berlin (2012) zogen sich – oft nach Einstellung der Subventionen – wieder vom Flughafen zurück. Die letzte verbliebene Linienverbindung nach München wurde im Zuge der Insolvenz der Berliner Fluggesellschaft Germania im Jahr 2019 ebenfalls eingestellt.
Im Jahr 2019 konnten am Flughafen Erfurt-Weimar insgesamt 156.326 Passagiere abgefertigt sowie 3.297 Tonnen Luftfracht umgeschlagen werden, womit er der passagierärmste Verkehrsflughafen Deutschlands ist.
Derzeit (Stand 2020) werden lediglich Charterverbindungen, vorrangig in die Urlaubsregionen rund um das Mittelmeer, durchgeführt. Daneben nutzen die Logistik-Unternehmen TNT Express und Schenker den Flughafen für den Luftfrachtverkehr.

#### Radverkehr
Erfurt liegt am Gera-Radweg und am Radfernweg Thüringer Städtekette, sie verbinden die Stadt mit Gebesee (Unstrut-Radweg) im Norden, Weimar (Ilmtal-Radweg) im Osten, dem Rennsteig-Radwanderweg im Süden und Eisenach (Werra-Radweg) im Westen.
Im Stadtverkehr liegt der Radanteil bei etwa 9 % (2009). Es gibt insgesamt 167,4 km Radwege. Dennoch ist der Radwegeanteil an den Hauptstraßen vergleichsweise gering und/oder lückenhaft. So ist beispielsweise die Universität nicht über Radwege erreichbar. Auch der Zustand der Radwege ist nicht überall zufriedenstellend, oft sind sie gepflastert und nicht asphaltiert, an Kreuzungen fehlen Ampeln für Radfahrer und die Wege führen über Bordsteinkanten. Auch Bäume und parkende Fahrzeuge schränken vielerorts die Sichtverhältnisse auf und an den Radwegen ein. Die meisten Radwege an Straßen sind Teil des Gehsteigs und nicht der Fahrbahn, was das Unfallrisiko zwischen Fußgängern und Radfahrern erhöht.

### Medien

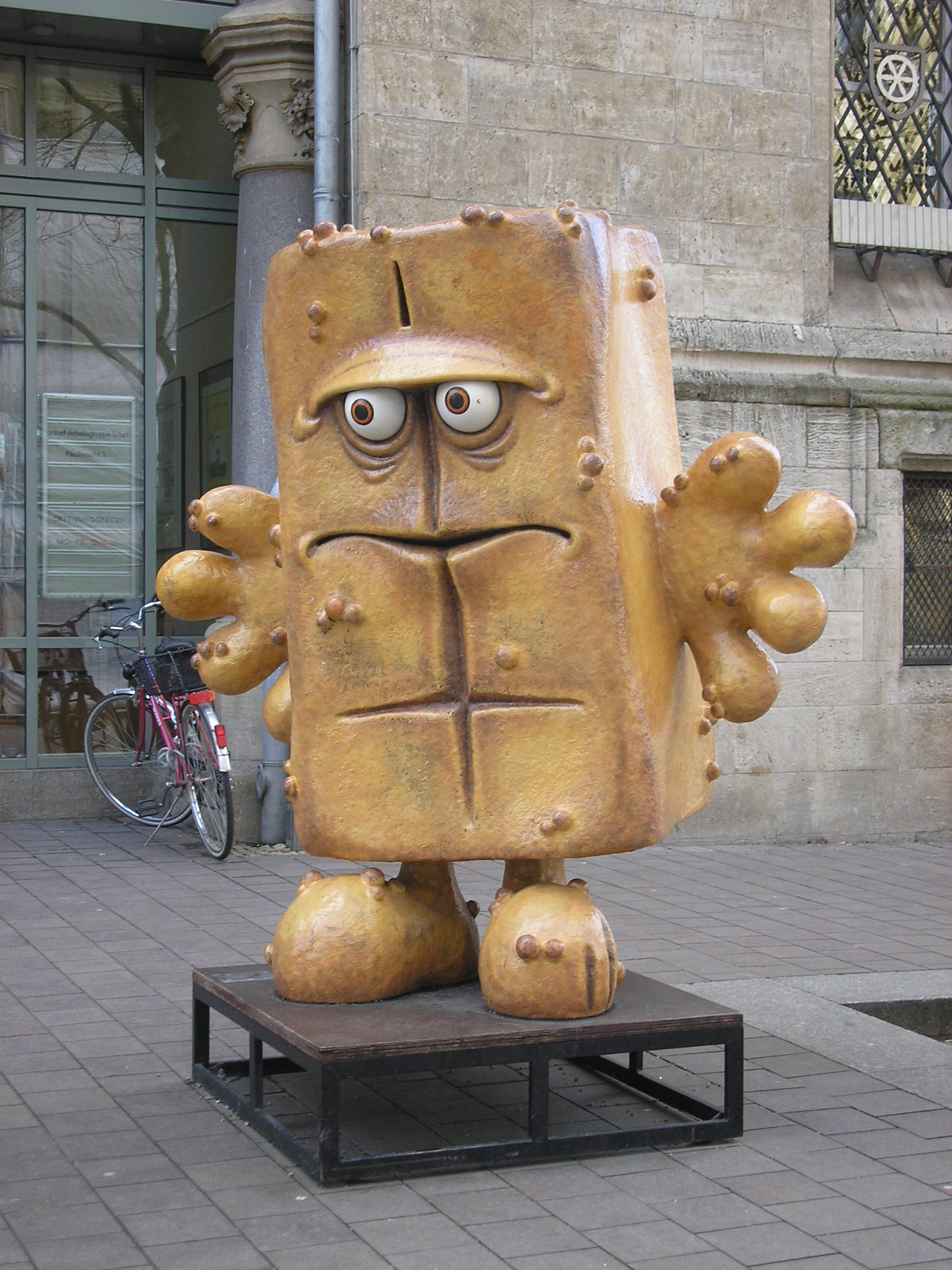
Bernd das Brot ist eine bekannte Figur des in Erfurt ansässigen Fernsehsenders KiKA

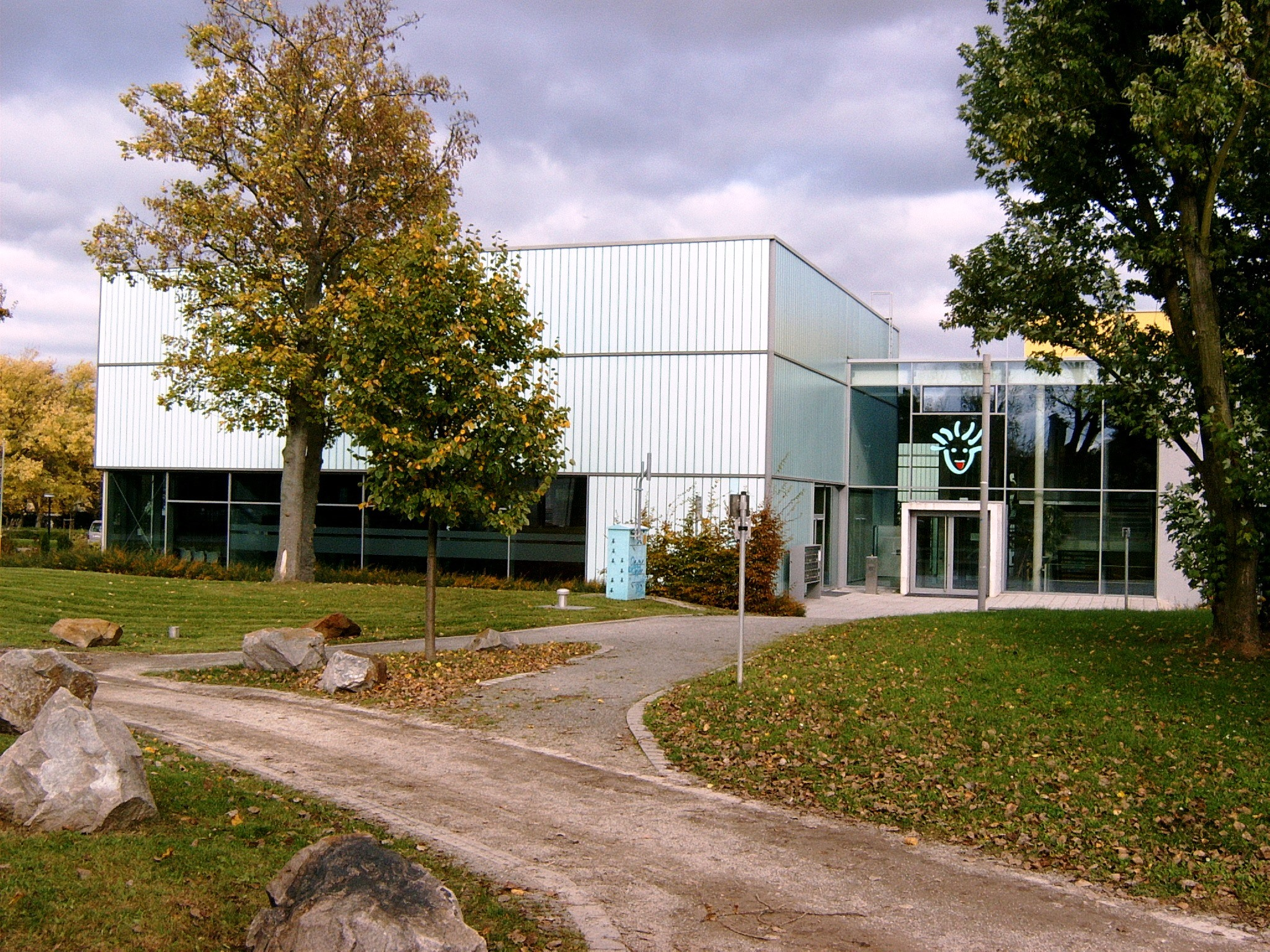
Studiopark KiKA

Erfurt ist Sitz des Fernsehsenders KiKA, in der Stadt finden sich einige bekannte Figuren des Kinderfernsehens. Außerdem ist in Erfurt das Landesfunkhaus des MDR ansässig, dort befindet sich auch ein Studio für Liveproduktionen und Aufzeichnungen, unter anderem wird das tägliche Lokalnachrichtenformat Thüringen Journal hier produziert.
Das Zweite Deutsche Fernsehen (ZDF) betreibt in Erfurt sein Landesstudio für Thüringen. Von hier aus liefern die Mitarbeiter Berichte und Hintergründe aus Thüringen für alle aktuellen ZDF-Sendungen.
Thüringer Allgemeine (TA) und Thüringische Landeszeitung (TLZ) berichten mit eigenen Lokalredaktionen aus Erfurt. Die Ostthüringer Zeitung (OTZ) betreibt in Erfurt ein Regionalbüro. Alle drei Zeitungen gehören seit 1990 über die Zeitungsgruppe Thüringen (ZGT) zur WAZ-Gruppe. Sie sind nach langjähriger redaktioneller Trennung seit 2010 zunehmend miteinander verwoben worden. So sind die Internetangebote inzwischen deckungsgleich und auch in den Printausgaben werden mittlerweile Artikel untereinander ausgetauscht. Die unter den Printmedien auflagenstärkere TA sowie der MDR erheben den Anspruch, in der Region Meinungsführer zu sein.
Außerdem gibt es mit hEFt, t.akt, DATEs, Blitz und Rampensau verschiedene kostenlose Stadtmagazine, in denen Veranstaltungshinweise und Kulturbeiträge rund um Erfurt und Thüringen zu finden sind. Weiterhin erscheint viermonatlich das Literaturjournal Wortwuchs.
Neben MDR Thüringen sendet Radio F.R.E.I. aus Erfurt und ist eines von sechs Thüringer Bürgermedien sowie das einzige freie Radio in Thüringen, das im Bundesverband Freier Radios organisiert ist.
Seit 2004 haben die Kommission für Jugendmedienschutz (KJM) und die Thüringer Landesmedienanstalt (TLM) ihren Sitz in Erfurt.

### Öffentliche Einrichtungen

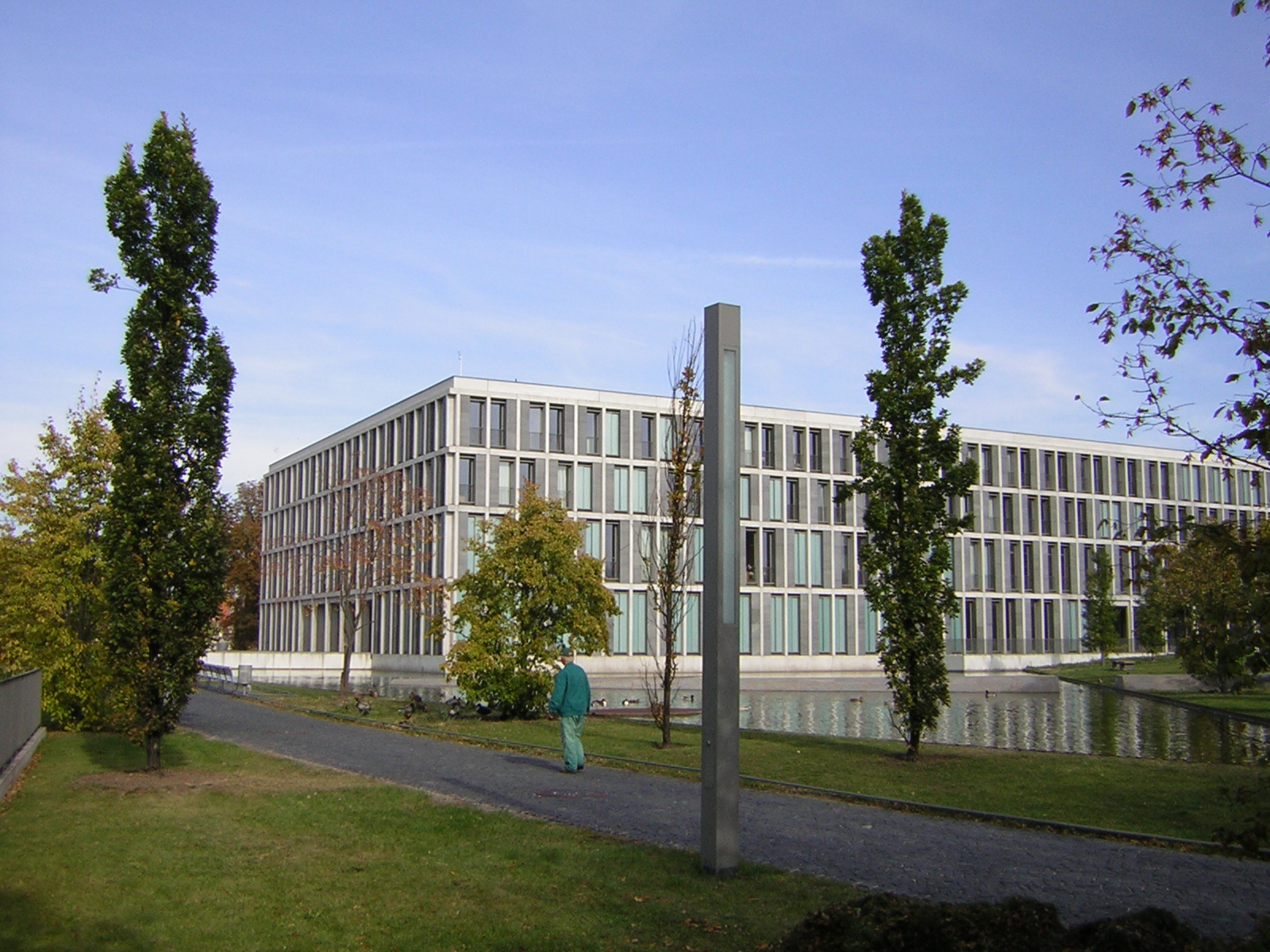
Gebäude des BAG in Erfurt

Seit dem 22. November 1999 ist Erfurt der Sitz des Bundesarbeitsgerichtes, des obersten Gerichtes der Arbeitsgerichtsbarkeit und damit eines der fünf obersten Gerichtshöfe des Bundes in Deutschland. Die Bedeutung der Stadt als Gerichtsstandort wird dadurch unterstrichen, dass auch das Thüringer Landesarbeitsgericht, das Thüringer Landessozialgericht, das Arbeitsgericht Erfurt, das Landgericht Erfurt und das Amtsgericht Erfurt ansässig sind.
Als Landeshauptstadt ist Erfurt zudem Sitz des Thüringer Landtages und der Staatskanzlei. Zudem haben zahlreiche Landesämter und das Landeskriminalamt (LKA) dort ihren Sitz.
Außerdem sitzen in Erfurt die Handwerkskammer, das Hauptzollamt, die Industrie- und Handelskammer (IHK) und die Thüringer Landesfinanzdirektion. Die Bundeswehr ist mit zwei Kasernen (die Löberfeldkaserne mit Karrierecenter der Bundeswehr sowie die Henne-Kaserne, in welcher auch das Landeskommando Thüringen liegt) vertreten. Seit 2013 ist Erfurt Sitz des Logistikkommandos der Bundeswehr, dem etwa 15.000 Bundeswehrangehörige unterstehen, davon etwa 850 in der Zentrale in der Löberfeldkaserne. Die Bundesnetzagentur für Elektrizität, Gas, Telekommunikation, Post und Eisenbahnen sowie das Bundesamt für Güterverkehr unterhalten jeweils eine Außenstelle. Ferner gibt es eine Filiale der Deutschen Bundesbank im Südwesten der Stadt.

### Gesundheitswesen

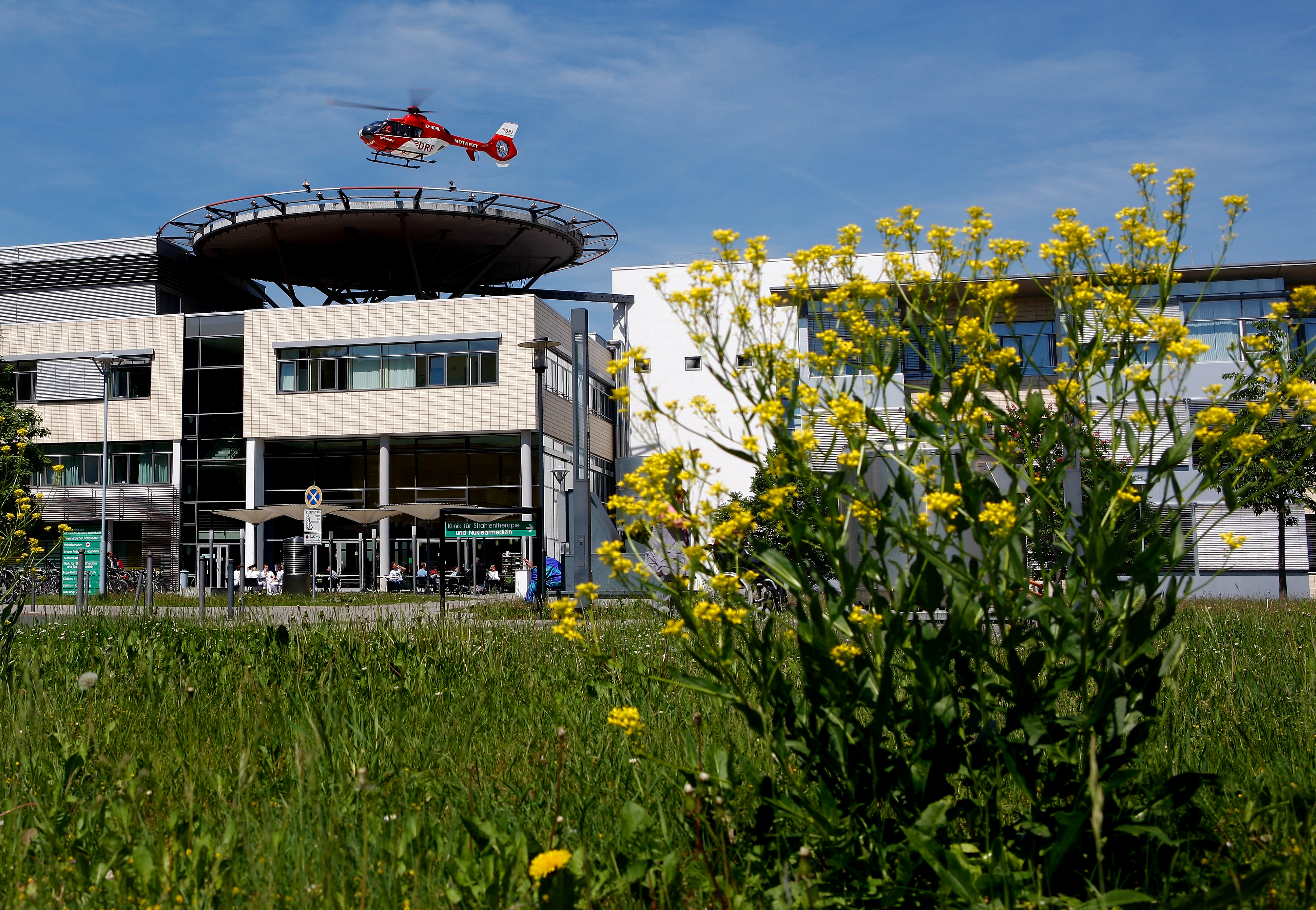
Hauptgebäude des Helios Klinikums Erfurt

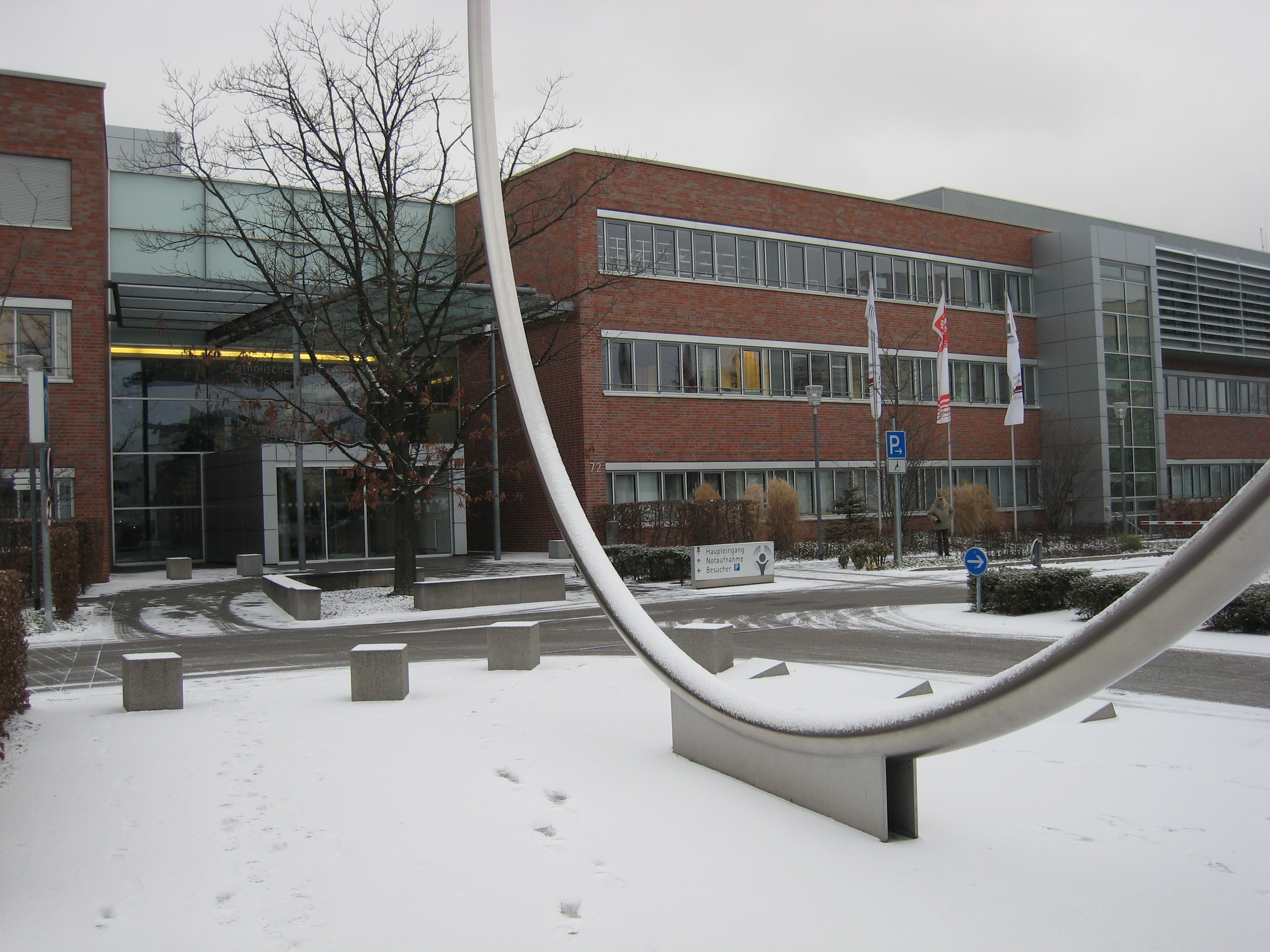
Katholisches Krankenhaus Erfurt

Die Landeshauptstadt besitzt zwei Krankenhäuser, das zu den Helios Kliniken gehörende Klinikum Erfurt sowie das Katholische Krankenhaus St. Johann Nepomuk (KKH).
Das Klinikum Erfurt liegt im Norden der Stadt in Nachbarschaft zur Universität Erfurt; es ist ein Krankenhaus der Maximalversorgung mit ca. 1300 Betten. Das Krankenhaus wurde 1880 als Städtisches Krankenhaus gegründet. Es war Wirkungsstätte verschiedener berühmter Ärzte, wie zum Beispiel Ferdinand Sauerbruch (als junger Assistenzarzt), Alfred Machol und Egbert Schwarz. Von 1954 bis 1993 war es die Medizinische Akademie Erfurt, die dann als Hochschule abgewickelt wurde. Im Jahr 2012 beschäftigte das Helios-Klinikum ca. 1800 Mitarbeiter.
Das Katholische Krankenhaus St. Johann Nepomuk befindet sich im südöstlichen Ortsteil Windischholzhausen und ist ein Krankenhaus der Schwerpunktversorgung mit ca. 450 Betten. Das Krankenhaus geht auf eine Stiftung im 18. Jahrhundert zurück und lag bis zum Ende des 20. Jahrhunderts im Kartäuserviertel der Altstadt. Das KKH hat rund 1100 Mitarbeiter.
Des Weiteren arbeiten ca. 500 niedergelassene Ärzte mit Kassenzulassung und ca. 230 Zahnärzte in der Stadt. Außerdem bestehen ca. 50 Apotheken. Die Landeskrankenhausgesellschaft Thüringen hat ihren Sitz im Süden von Erfurt.

### Bildung und Wissenschaft

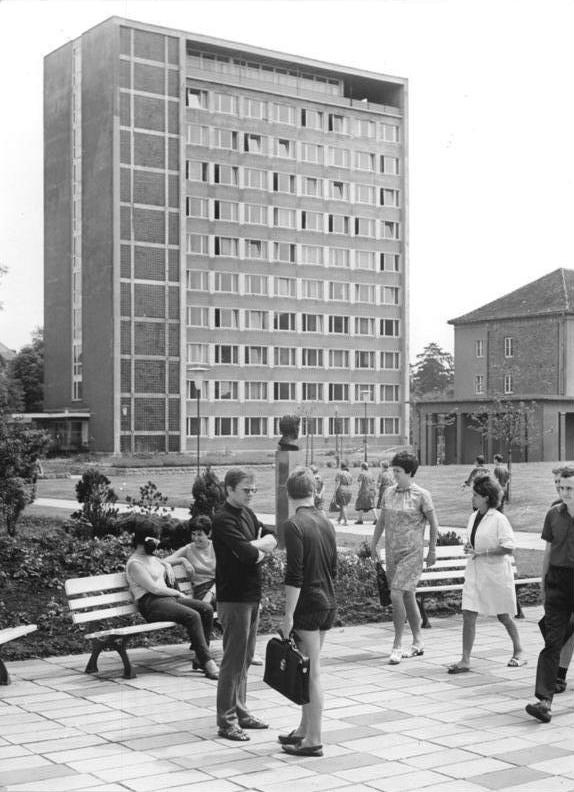
Hochhaus auf dem heutigen Universitätsgelände 1969

#### Hochschulen
Die 1392 eröffnete und 1994 neu errichtete Universität Erfurt kann dank ihres Gründungsprivilegs von 1379 als die älteste Universität im heutigen Deutschland gelten und war zeitweise sogar die größte Universität des Landes. Martin Luther studierte hier zwischen 1501 und 1505 und erhielt den Magister artium der philosophischen Fakultät. Diese Universität, die häufig auch Hierana (lateinisch für die an der Gera liegende) genannt wurde, wurde 1816 geschlossen.
In ihrer Tradition sah sich die 1954 gegründete Medizinische Akademie Erfurt. Diese – 1992 in Medizinische Hochschule Erfurt umbenannt – bildete bis 1996 Medizinstudenten der klinischen Semester zu Ärzten und Zahnärzten aus, betrieb anerkannte Forschungsarbeit und hatte das Promotions- und Habilitationsrecht. Diese akademische Einrichtung wurde nie in die neu gegründete Universität Erfurt überführt bzw. eingegliedert. Ende 1993 wurde sie aufgehoben und die Kliniken und Bereiche in ein Krankenhaus der Maximalversorgung (Helios-Klinikum Erfurt) überführt. Seit 2021 hat mit der HMU Health and Medical University wieder eine Medizinische Hochschule ihren Sitz in Erfurt.
Die Universität wurde unter Wirken der aus einer Bürgerinitiative 1987 gebildeten Universitätsgesellschaft Erfurt im Jahr 1994 neu gegründet. Die seit 1969 bestehende Pädagogische Hochschule Erfurt ging in der neu gegründeten Universität auf. Geboten werden gegenwärtig 30 Studiengänge an vier Fakultäten (Staatswissenschaftliche, Philosophische, Erziehungswissenschaftliche und Katholisch-Theologische Fakultät), wobei alle Studiengänge mit der Graduierung als Bachelor oder Master abschließen. Derzeit sind zirka 5200 Studenten in Erfurt immatrikuliert. Besondere Einrichtungen der Universität sind das Max-Weber-Kolleg für kultur- und sozialwissenschaftliche Studien sowie die Willy Brandt School of Public Policy. Die 1999 eröffnete Universitäts- und Forschungsbibliothek Erfurt/Gotha verfügte über einen Bestand von 750.000 Bänden, sowie im benachbarten Gotha weiteren 550.000 Bänden, vorwiegend aus dem 16. bis 19. Jahrhundert. Seit 2018 sind die Universitätsbibliothek Erfurt und die Forschungsbibliothek Gotha wieder eigenständige Einrichtungen der Erfurter Universität.

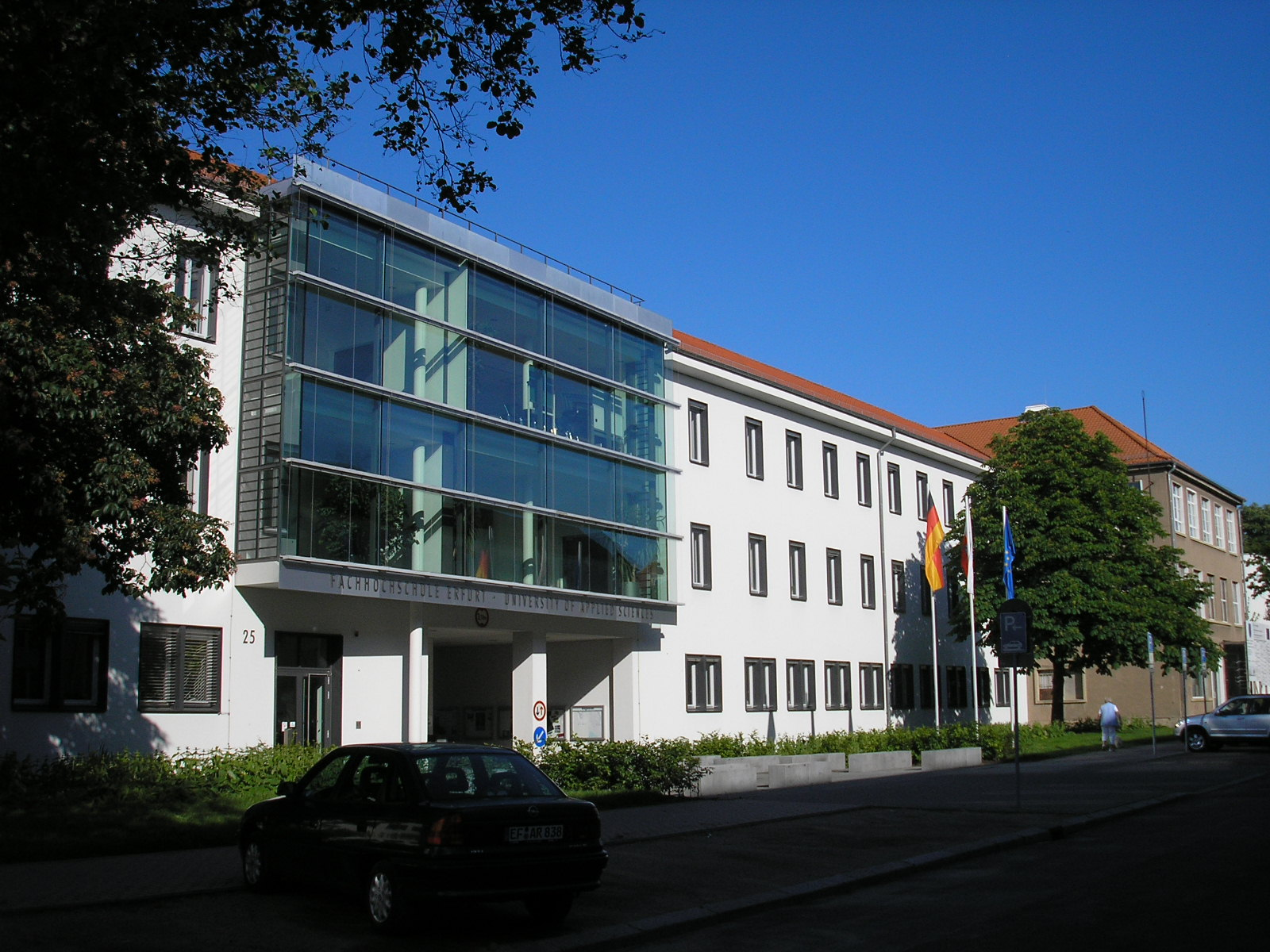
Gebäude der Fachhochschule an der Altonaer Straße

An der Fachhochschule Erfurt studieren 2011 über 4600 Studierende in den Fachrichtungen Angewandte Informatik, Architektur, Bauingenieurwesen, Bildung und Erziehung von Kindern, Forstwirtschaft, Gartenbau, Gebäude- und Energietechnik, Konservierung und Restaurierung, Landschaftsarchitektur, Soziale Arbeit, Stadt- und Raumplanung, Verkehrs- und Transportwesen sowie Wirtschaftswissenschaften. Die FH ist eine Neugründung des Landes Thüringen und besteht seit 1991. Dabei folgt die Hochschule einer langjährigen Tradition, geht sie doch auf die 1946 und 1901 gegründeten Ingenieurschulen für Gartenbau und Bauwesen zurück.
Im Jahr 2007 wurde neben den staatlichen Bildungseinrichtungen die private Adam-Ries-Fachhochschule gegründet mit den dualen Studiengängen Tourismuswirtschaft sowie Steuern und Prüfungswesen. Es konnte der Abschluss als Bachelor of Arts absolviert werden. 2013 wurde die Hochschule geschlossen und durch einen Studienstandort der Internationale Hochschule Bad Honnef Bonn|Internationalen Hochschule Bad Honnef Bonn ersetzt. Als IUBH Internationale Hochschule verlegte die Hochschule 2019 ihren Sitz nach Erfurt und benannte sich 2021 in IU Internationale Hochschule um.
Ebenfalls seit 2007 war Erfurt Standort zweier Wirtschaftsforschungsinstitute. Das Wilhelm-Röpke-Institut sowie die Thüringer Niederlassung des Hamburgischen Weltwirtschaftsinstitut hatten in Erfurt ihren Sitz. Heute besteht nur noch das Röpkeinstitut in Erfurt.
Das Priesterseminar Erfurt ist die einzige Ausbildungsstätte für angehende Priester aus den römisch-katholischen Diözesen Ostdeutschlands. Derzeit gehören circa 35 Seminaristen zum Haus.

#### Weiteres
Des Weiteren gibt es 30 Grundschulen (darunter die Regenbogen Freie Schule Erfurt und die Montessori-Integrationsschule), 10 Regelschulen, 3 Gesamtschulen (darunter die Freie Waldorfschule Erfurt), 9 Gymnasien (darunter ein mathematisch-naturwissenschaftlicher Spezialschulteil sowie das Sportgymnasium Pierre-de-Coubertin-Gymnasium), 9 Gemeinschaftsschulen, 16 Berufsschulen, 1 Volkshochschule, 7 Förderschulen (darunter die Christophorus-Schule und das Christliche Jugenddorf Erfurt – Rehabilitationszentrum), die Evangelische Gemeinschaftsschule Erfurt, die Internationale Gemeinschaftsschule Erfurt (in freier Trägerschaft), 2 Musikschulen und 2 Malschulen (je eine städtisch und eine privat).
Der Verein für die Geschichte und Altertumskunde von Erfurt erforscht und verbreitet die Geschichte der Stadt in Zusammenarbeit mit Schulen, Hochschulen und Institutionen.
Erfurt wurde als „Stadt der UN-Dekade Bildung für nachhaltige Entwicklung (BNE)“ für die Jahre 2008/09 ausgezeichnet.

### Tourismus
Der Städtetourismus ist in Erfurt – wie in ganz Deutschland – eine wachsende Branche, wobei Erfurt besonders durch sein historisches Stadtbild viele Besucher anzieht. So gab es 2012 etwa 4800 Hotelbetten in der Stadt, die von fast 450.000 Gästen genutzt wurden. Die Zahl der Übernachtungen lag bei über 700.000, wobei der Anteil ausländischer Besucher vergleichsweise gering ist. Wichtige Anziehungspunkte für Touristen sind der Erfurter Weihnachtsmarkt mit jährlich etwa zwei Millionen Besuchern oder das Krämerbrückenfest im Sommer. Unter den städtischen Museen wies die Alte Synagoge mit 50.000 Besuchern die höchste jährliche Besucherzahl auf.

### Puffbohnen
Gebürtige Erfurter werden auch als Puffbohnen bezeichnet. Die Hülsenfrucht wurde bereits im Mittelalter auf den Erfurter Feldern angebaut und war zu dieser Zeit ein wichtiges Nahrungsmittel für die Bevölkerung. Legenden erzählen, dass die Erfurter zur damaligen Zeit immer einen kleinen Vorrat der Bohnen dabei hatten, um sie unterwegs aus der Tasche zu essen.
Bis heute bilden Puffbohnen die Grundlage von typischen Erfurter Gerichten, wie der Puffbohnensuppe und dem Puffbohnensalat. Des Weiteren stellt die Thüringer Steiner Spielwarenfabrik aus Georgenthal Puffbohnen aus Plüsch her, die seit mehreren Jahren erfolgreich über die Erfurt Tourismus und Marketing GmbH vertrieben werden.
Des Weiteren erhalten alle Neugeborenen eine echte Erfurter Puffbohne. Jungen bekommen eine hellblaue und Mädchen eine in der Farbe Rosa. Die Puffbohnen sollen die neuen Erfurter willkommen heißen und Glück bringen. Man kann diese Bohnen nicht kaufen. Es gibt aber die Möglichkeit, eine grüne Puffbohne in verschiedenen Varianten zu kaufen.

## Persönlichkeiten

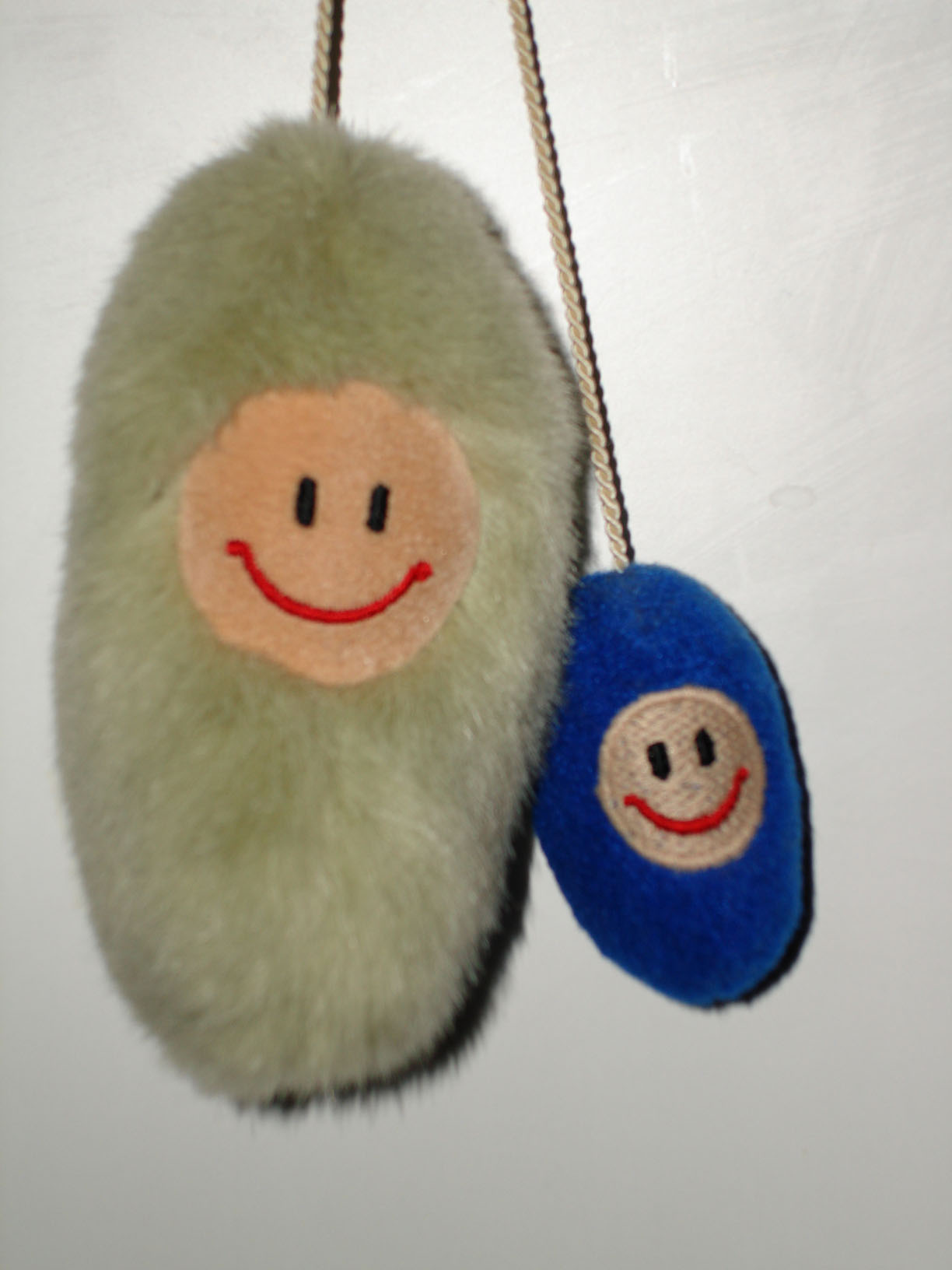
Erfurter Puffbohne (UNICEF-Edition)

Zu Personen, die in Erfurt geboren wurden bzw. dort besonders gewirkt haben:
In Erfurt leben und wirken zahlreiche Kunstschaffende. Die Stadt stiftete 1966 einen Kulturpreis, der alle zwei Jahre an Künstler verliehen wird, die „entweder durch die Person oder durch das Werk in Zusammenhang mit der Landeshauptstadt Erfurt stehen“.

## Namenspatenschaften

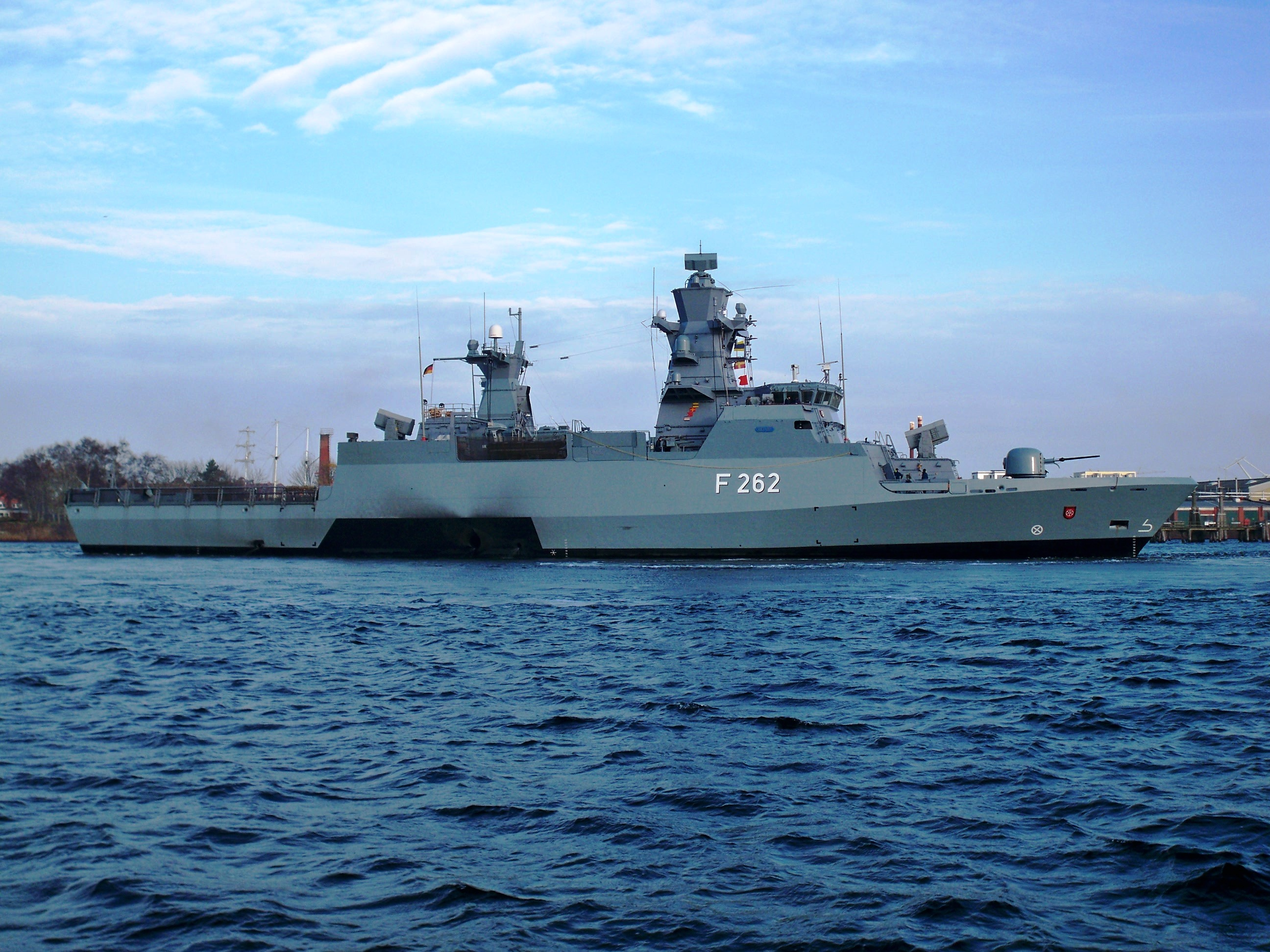
Die Korvette Erfurt (F 262) in Wilhelmshaven

Die Korvette Erfurt der Deutschen Marine (Braunschweig-Klasse) trägt den Namen der Stadt und wurde zwischen 2005 und 2007 in der Nordseewerke GmbH in Emden erbaut. Am 28. Februar 2013 wurde das Schiff in Dienst gestellt und dem Marinestützpunkt Warnemünde in Rostock zugeordnet.
Weiterhin existiert ein ICE-T (Triebzug 1104) der Deutschen Bahn sowie ein Airbus A350-900 (Luftfahrzeugkennzeichen: D-AIXJ) der Lufthansa mit dem Namen der Stadt. Die Namenstaufen des Zuges und des Flugzeugs erfolgten 2002 bzw. 2018. Außerdem besteht ein Erholungsgebiet in der Stadt Shawnee im US-Bundesstaat Kansas, das seit 2015 offiziell den Namen Erfurt Park besitzt.

## Erfurt philatelistisch
Baudenkmäler, Sehenswürdigkeiten und Ereignisse in Erfurt gaben immer wieder Veranlassung zur Herausgabe amtlicher Briefmarken. Den ersten Briefmarken einer privaten Erfurter Stadtpost von 1888 – nach Protest der Reichspost bald wieder eingestellt – folgte erst 1955 eine Sondermarke der Deutschen Post der DDR mit der Abbildung des Erfurter Doms. Die 1961 eröffnete Internationale Gartenbauausstellung (IGA) fand ihren Niederschlag auf mehreren Sondermarkenserien mit Blumenmotiven. Drei Sondermarken erschienen im gleichen Jahr anlässlich des IV. Pioniertreffens in Erfurt, bei dem SED-Chef Walter Ulbricht Ehrenpionier wurde. Neben denkmalgeschützten Gebäuden wurde auch dem Zoopark Erfurt 1975 eine Sondermarke gewidmet. Im wiedervereinigten Deutschland wurden 1992, 2001 und 2004 Briefmarken mit Darstellungen Erfurter Bauwerke herausgegeben. Der 1998 entdeckte Erfurter Schatz fand mit dem dabei gefundenen jüdischen Hochzeitsring eine Abbildung auf einer 2010 erschienenen Sondermarke der Deutschen Post AG.
2021 wurde zur Bundesgartenschau eine 80 Cent Sonderbriefmarke aufgelegt.

Alte und neue Stadtsilhouette von Erfurt auf Dreierstreifen der Deutschen Post der DDR 1988

### Historisch
- Jakob Dominikus: Erfurt und das erfurtische Gebiet. Nach geographischen, physischen, statistischen, politischen und geschichtlichen Verhältnissen. 2 Teile. Karl Wilhelm Ettinger, Gotha 1793, OCLC 311331764, OCLC 614950927 (Faksimile des Ersten Teils; Faksimile des Zweiten Teils in der Google-Buchsuche); Faksimile und Kommentarband, Rolf-Dieter Dominicus. Hain Verlag, Rudolstadt 2001.
- Constantin Beyer: Neue Chronik von Erfurt oder Erzählung alles dessen, was sich vom Jahr 1736 bis zum Jahr 1815 in Erfurt Denkwürdiges ereignete. 1. Band. Keysersche Buchhandlung, Erfurt 1821, OCLC 831560369 (Faksimile in der Google-Buchsuche); Reprint Bad Langensalza 2002, ISBN 3-936030-31-6.
- Constantin Beyer: Nachträge zu der neuen Chronik von Erfurt 1736–1815. 2. Band. Erfurt 1823, OCLC 831560395; Reprint Bad Langensalza 2002, ISBN 3-936030-32-4.
- F. Hasenstein: Die Stadt Erfurt: Ein getreuer und zuverlässiger Wegweiser für Einheimische. Gotthilf Wilhelm Körner, Erfurt/Langensalza/Leipzig 1848, OCLC 179831444 (Digitalisat in der Google-Buchsuche).
- Die Häuser-Chronik der Stadt Erfurt. Hrsg. von Bernhard Hartung. Hennings und Hopf, Erfurt 1861, OCLC 258557969 (Digitalisat in der Google-Buchsuche), (Digitalisat).
- Kai Brodersen (Hg.): Matthaeus Dresser: Zum Lob von Erfurt (1567 und 1606). Zweisprachige Ausgabe. Speyer: KDV 2024. ISBN 978-3-939526-74-2